# Gottfried Keller

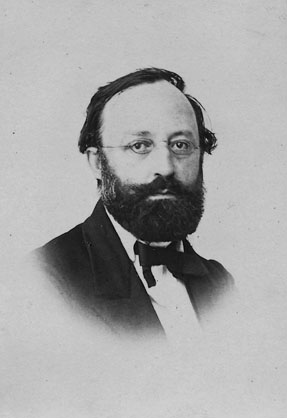
Keller im Alter von 40 Jahren, Fotografie von Adolf Grimminger, Zürich 1860

Gottfried Keller, Porträt von Frank Buchser, 1872, Bundesfeierkarte 1919 zum 100. Geburtsjahr des Dichters

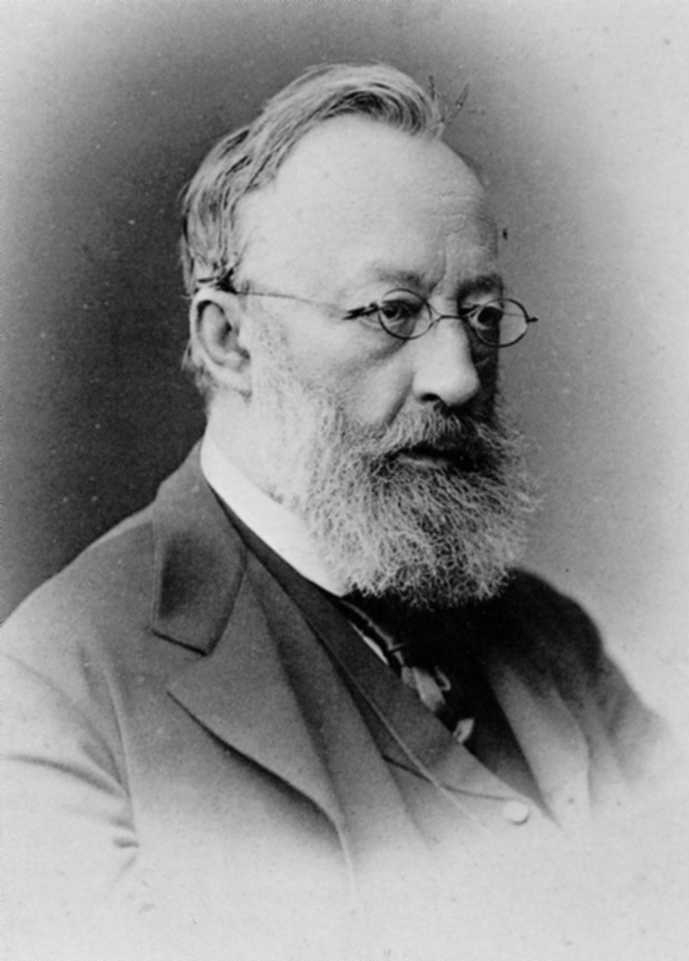
Gottfried Keller fotografiert von Johannes Ganz, 1885

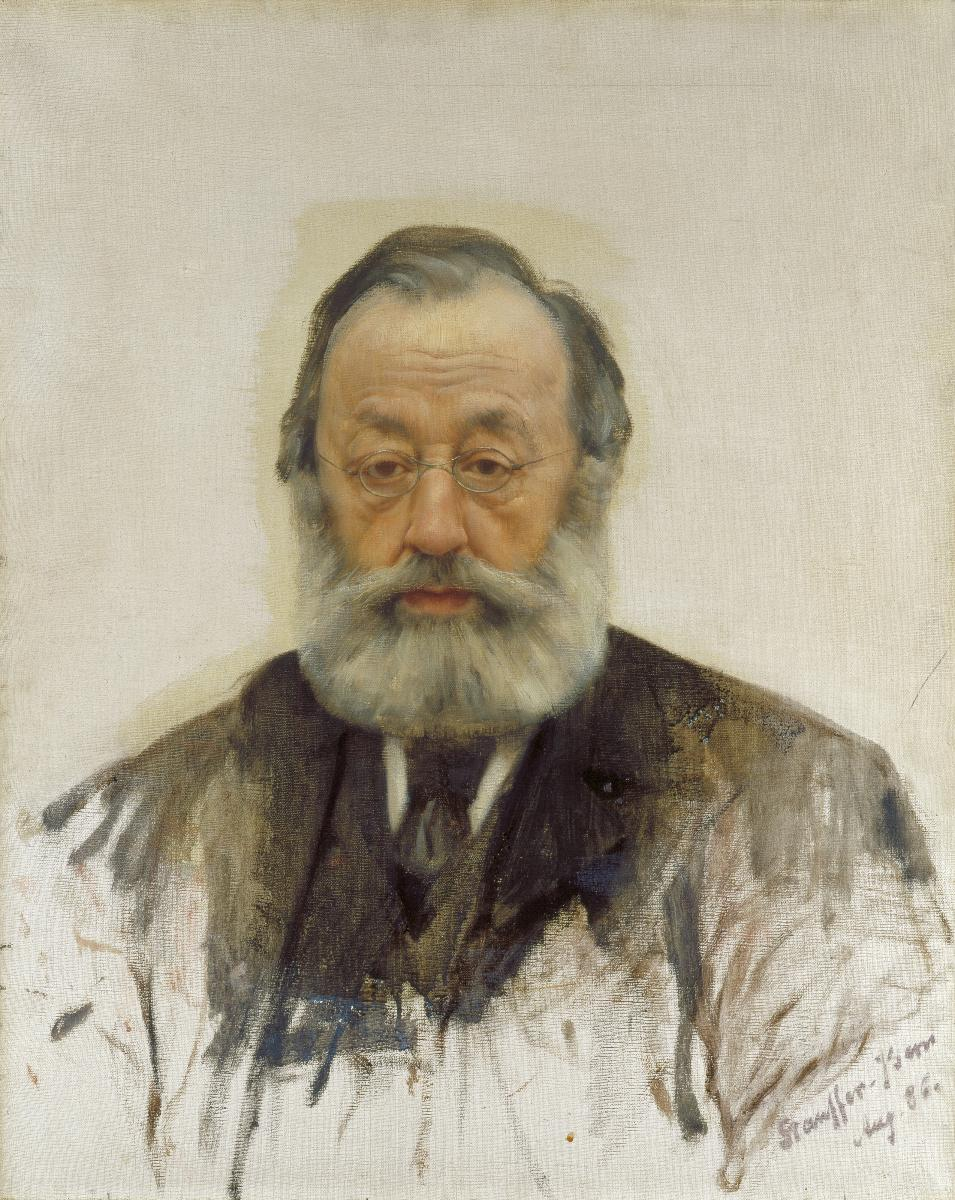
Bildnis Gottfried Keller von Karl Stauffer-Bern, 1886, Gottfried Keller-Stiftung, Inventarnummer GKS546, Depositum im Kunsthaus Zürich

Gottfried Keller (* 19. Juli 1819 in Zürich; † 15. Juli 1890 ebenda, heimatberechtigt in Glattfelden und Zürich, ebenda auch Ehrenbürger) war ein Schweizer Maler, Dichter, Politiker und Erster Staatsschreiber des Kantons Zürich. Kellers Werk ist bestimmend für den Kanon des bürgerlichen Realismus. Er zählt zusammen mit Jeremias Gotthelf und Conrad Ferdinand Meyer zu den bedeutendsten deutschsprachigen Schweizer Autoren des 19. Jahrhunderts.
Wegen eines Jugendstreiches von der höheren Schulbildung ausgeschlossen, trat Gottfried Keller eine Ausbildung an, um Landschaftsmaler zu werden. Er verbrachte zwei Studienjahre in München, von wo er 1842 mittellos in seine Vaterstadt zurückkehrte. Unter dem Eindruck der politischen Lyrik des Vormärz entdeckte er sein dichterisches Talent. Zur gleichen Zeit beteiligte er sich an der militanten Bewegung, die 1848 zur staatlichen Neuordnung der Schweiz mit einer neuen Verfassung vom Staatenbund zum Bundesstaat führte.
Als die Zürcher Regierung ihm ein Reisestipendium gewährte, wandte er sich nach Heidelberg an die Ruprecht-Karls-Universität, um Geschichte und Staatswissenschaften zu studieren, und von dort aus weiter nach Berlin, um sich zum Theaterschriftsteller auszubilden. Anstelle von Dramen entstanden jedoch Romane und Novellen, so Der grüne Heinrich und Die Leute von Seldwyla, seine bekanntesten Werke. Nach sieben Jahren in Deutschland kehrte er 1855 nach Zürich zurück, zwar als anerkannter Schriftsteller, doch immer noch mittellos. Letzteres änderte sich 1861 mit der Einbindung in die Regierung Alfred Eschers als Erster Staatsschreiber des Kantons Zürich. Dieser war die Veröffentlichung Das Fähnlein der sieben Aufrechten vorausgegangen, eine Erzählung, in der er seine «Zufriedenheit mit den vaterländischen Zuständen» ausdrückte, zugleich aber mit dem gesellschaftlichen Fortschritt verbundene Gefahren aufzeigte.
Gottfried Kellers politisches Amt nahm ihn zehn Jahre lang voll in Anspruch. Erst im letzten Drittel seiner Amtszeit erschien von ihm Neues: die Sieben Legenden und Die Leute von Seldwyla Teil zwei. 1876 legte er sein Amt nieder, um wieder als freier Schriftsteller tätig zu sein. Es entstanden eine Reihe weiterer Erzählwerke, die Züricher Novellen, die endgültige Fassung des Grünen Heinrich, der Novellenzyklus Das Sinngedicht sowie der sozialkritische Roman Martin Salander.
Gottfried Keller beschloss sein Leben als erfolgreicher Schriftsteller. Seine Lyrik regte eine Vielzahl von Musikern zur Vertonung an. Mit seinen Novellen Romeo und Julia auf dem Dorfe und Kleider machen Leute hatte er Meisterwerke der deutschsprachigen Erzählkunst geschaffen. Schon zu seinen Lebzeiten galt er als einer der bedeutendsten Vertreter der Epoche des bürgerlichen Realismus.

## Leben

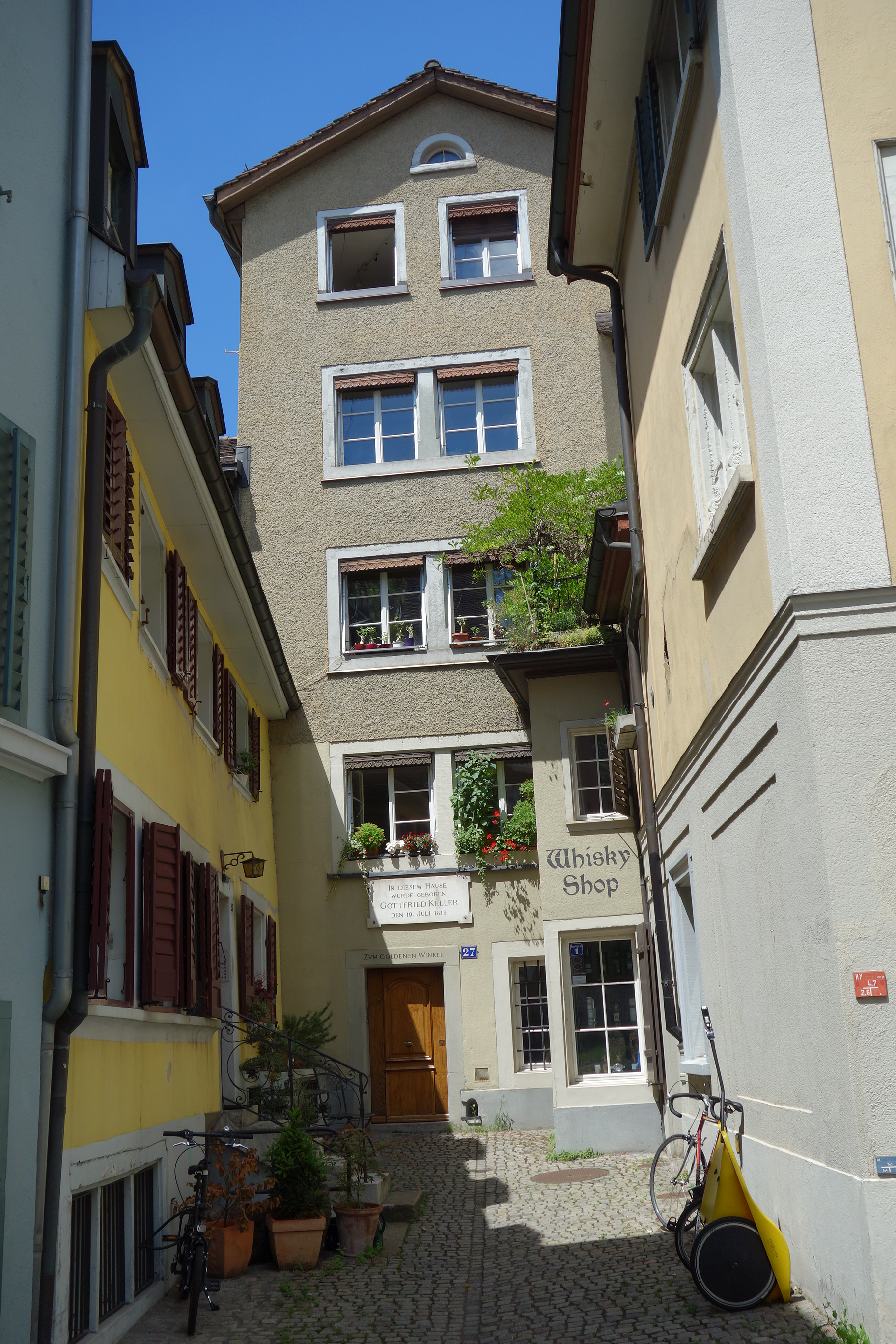
Gottfried Kellers Geburtshaus «Zum goldenen Winkel» am Neumarkt 27 in Zürich

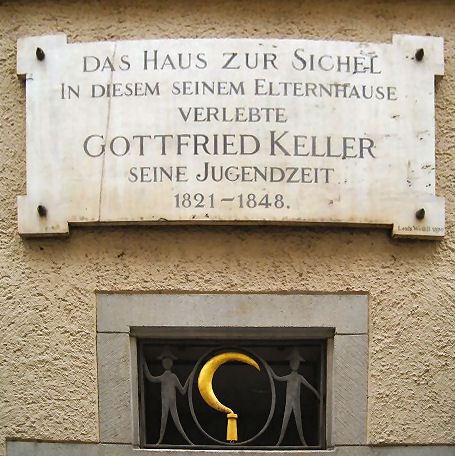
Tafel am «Haus zur Sichel», Rindermarkt 9, beschrieben im Grünen Heinrich

### Eltern und Kindheit
Gottfried Kellers Eltern waren der Drechslermeister Johann Rudolf Keller (1791–1824) und seine Ehefrau Elisabeth, geb. Scheuchzer (1787–1864), beide aus Glattfelden im Zürcher Unterland. Rudolf Keller, Sohn eines Küfers, war nach einer Handwerkslehre und mehrjähriger Wanderschaft durch Österreich und Deutschland in sein Heimatdorf zurückgekehrt und hatte um die Tochter des dortigen Landarztes geworben. Die Scheuchzer-Familie war weitläufig mit dem gleichnamigen Zürcher Patriziergeschlecht verwandt, das mehrfach Ärzte hervorbrachte, darunter im 17. Jahrhundert den universalgelehrten Mediziner und Naturforscher Johann Jakob Scheuchzer.
Nach der Eheschliessung im Jahre 1817 liess sich das Paar in Zürich im Haus «Zum goldenen Winkel» nieder, wo Gottfried als zweites Kind zur Welt kam. Bald darauf kaufte Kellers Vater das Haus «Zur Sichel». Hier wurde 1822 die Schwester Regula geboren, einziges von fünf weiteren Geschwistern Gottfrieds, das nicht im frühen Kindesalter starb. Der Dichter beschrieb das Haus «Zur Sichel» und die Menschen, die es bevölkerten, in seinem Roman Der grüne Heinrich. Überhaupt ist «die eigentliche Kindheit» seines Romanhelden, des «grünen» Heinrich Lee, nicht erfunden, sondern «sogar das Anekdotische darin, so gut wie wahr».
Kellers Vater war Parteigänger der liberalen Bewegung, welche in der Schweiz gegen die restaurative Politik der alten städtischen Eliten mobil machte und für eine stärker zentralisierte Staatsform eintrat. Als Patriot und Staatsbürger nahm Rudolf Keller an den Wehrübungen des Salomon Landoltschen Scharfschützencorps teil, als weltoffener Handwerker fühlte er sich Deutschland verbunden, verehrte Friedrich Schiller und wirkte an Liebhaberaufführungen Schillerscher Dramen mit. 1823 wurde er zum Obmann der Drechslerinnung gewählt. Auch gehörte er dem Vorstand einer Schule an, in der Kinder aus armen Familien nach der Methode des Zürcher Pädagogen Johann Heinrich Pestalozzi unentgeltlich unterrichtet wurden. Kellers Eltern bekannten sich zur evangelisch-reformierten Kirche, was den Vater nicht abhielt, Kritik am Religionsunterricht der Zürcher Geistlichkeit zu üben. In diesem Zusammenhang ist er als beeindruckender Redner bezeugt. Er starb 1824, 33 Jahre alt, an Lungentuberkulose. Auf dem Zürcher Friedhof Sihlfeld fand er seine letzte Ruhestätte.
Der Witwe Elisabeth Keller gelang es, das Haus und zunächst auch den Betrieb zu retten. 1826 heiratete sie den Leiter ihrer Werkstatt, der sich jedoch nach wenigen Monaten mit ihr zerstritt und sie verliess. Danach lebte sie mit ihren beiden Kindern äusserst eingeschränkt vom Ertrag des Hauses und ihrer Arbeit darin. Die endgültige Auflösung ihrer Ehe konnte sie erst 1834 erreichen, nachdem 1831 die Liberalen die Macht ergriffen und im Zuge der Regeneration die Trennung von Staat und Kirche durchgeführt und die kirchliche Ehegerichtsbarkeit abgeschafft hatten, wodurch die Scheidung nur mehr formell bestehender Ehen erleichtert wurde.

### Schulzeit, 1825–1834

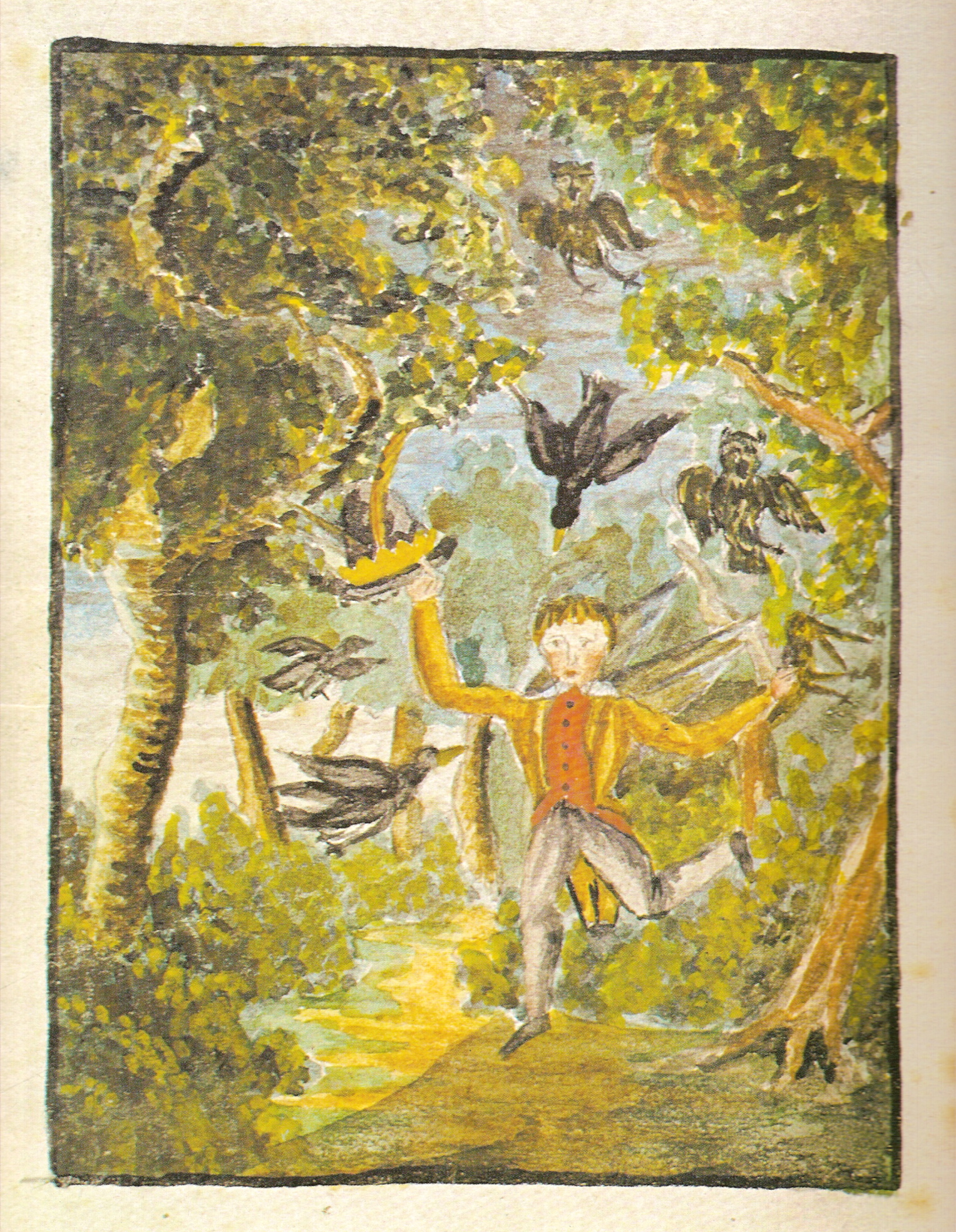
Malerei des zehnjährigen Gottfried: Knabe mit Vögeln im Wald, 1829

Nach dem Wunsche seines Vaters besuchte Gottfried vom sechsten bis zum zwölften Lebensjahr die erwähnte Schule für Arme, danach zwei Jahre eine weiterführende Anstalt, das «Landknabeninstitut», an der auch Französisch und Italienisch unterrichtet wurde. Er lernte ohne Mühe und zeigte früh das Bedürfnis, sich malend und schreibend auszudrücken. Erste Schreibversuche realisierte er 1832/1833 mit kurzen Geschichten über die Natur. Aus seiner Knabenzeit haben sich neben phantasievollen Wasserfarbenbildern auch einige kleine Theaterstücke erhalten, die er, von Darbietungen gastierender Wanderbühnen angeregt, für seine Spielgefährten schrieb und mit ihnen aufführte.
Ostern 1833 wurde er in die neugegründete kantonale Industrieschule aufgenommen, die über mehrere naturwissenschaftlich und literarisch hochqualifizierte Lehrkräfte verfügte. Sein Lehrer in Erdkunde und Geschichte war der deutsche Geologe und Politiker Julius Fröbel, später Förderer und erster Verleger des jungen Dichters. Sein Französischlehrer, der Zürcher Geistliche Johann Schulthess (1798–1871), dessen Unterricht er besonders schätzte, machte ihn mit französischen Schriftstellern bekannt, darunter Voltaire, sowie – in französischer Übersetzung – mit dem Don Quijote, einem Werk, das lebenslang zu Kellers Lieblingsbüchern zählte.
Aus dieser Umgebung wurde er schon im folgenden Jahr herausgerissen. Er hatte an einem Aufmarsch teilgenommen, den ältere Schüler nach dem Muster der damals in der politisch bewegten Schweiz häufigen Putsche veranstalteten. Dabei kam es vor dem Hause eines pädagogisch unqualifizierten und politisch missliebigen Lehrers – er gehörte zur herrschenden liberalen Partei, während in der kantonalen Industrieschule die Söhne konservativer Stadtbürger den Ton angaben – zu lärmenden Szenen. Als eine Kommission den Vorfall untersuchte, redeten die wahren Schuldigen sich heraus und gaben Gottfried als Rädelsführer an. Der gegen Keller voreingenommene Schulleiter, Johann Ludwig Meyer (1782–1852), Kirchenrat und gewesener Eherichter, glaubte ihnen aufs Wort und formulierte den Antrag: «Gottfried Keller ist aus der Schule gewiesen und dieses seiner Mutter von Seiten der Aufsichtskommission anzuzeigen.» Der Antrag wurde angenommen, dem knapp Fünfzehnjährigen war damit der weitere schulische Bildungsweg versperrt.

### Berufsziel Maler, 1834–1842

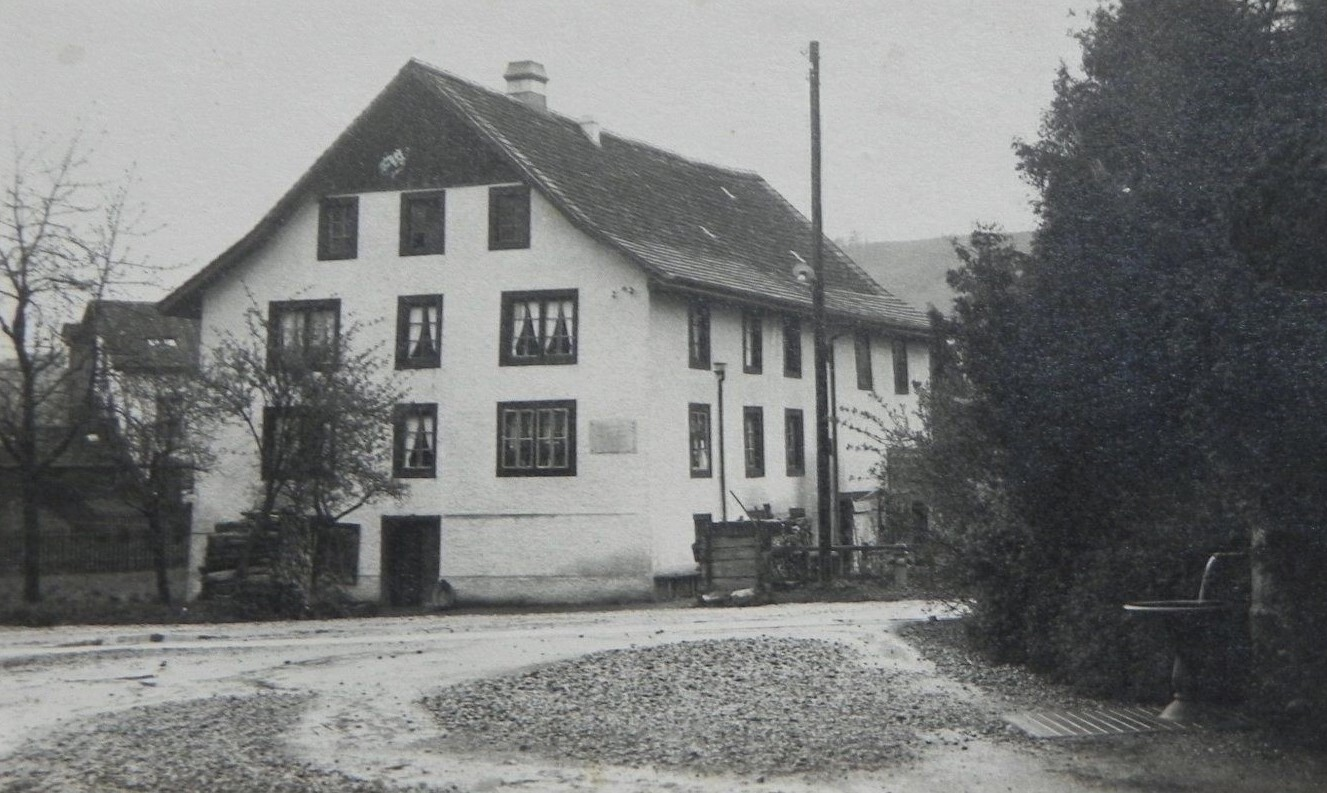
Haus des Arztes Heinrich Scheuchzer, Oheim von Gottfried Keller, Glattfelden

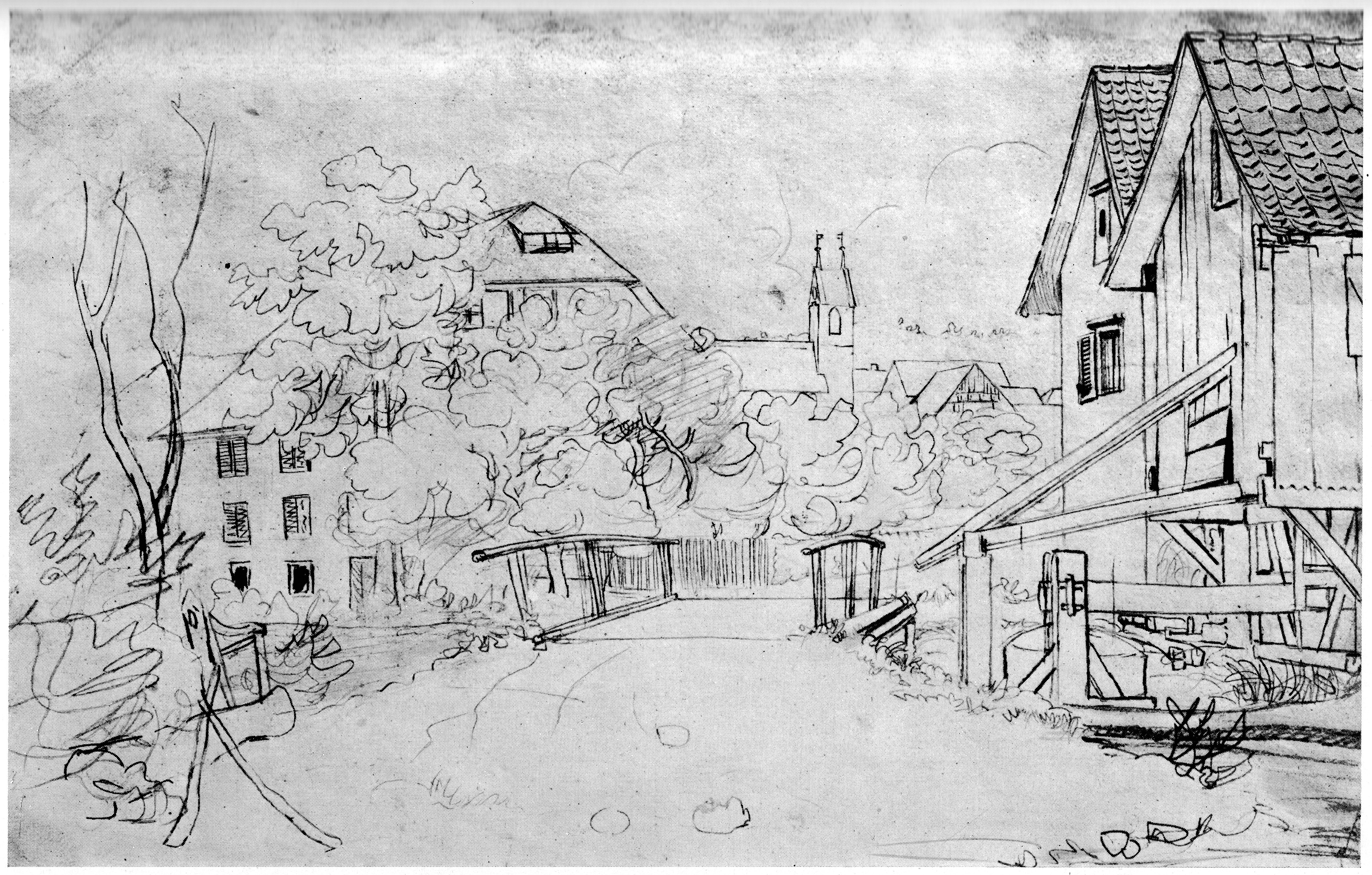
Dorfkern von Glattfelden auf einer Zeichnung des 15-jährigen Gottfried Kellers, 1834, links: Haus des Oheims, rechts: Mühle

Vor die Berufswahl gestellt, liess sich Gottfried Keller durch Erinnerungen an seine kindlichen Malübungen und frische Eindrücke auf einer der jährlichen Zürcher Gemäldeausstellungen bestimmen. Trotz der Bedenken seiner Mutter und ihrer Ratgeber entschied er sich für die Landschaftsmalerei. Den Sommer nach dem schulischen Missgeschick verbrachte er im malerisch gelegenen Glattfelden, wo er in der vielköpfigen Familie seines Oheims und Vormundes, des Arztes Heinrich Scheuchzer (1786–1856), häufiger Feriengast war. In der Büchersammlung des Scheuchzerschen Hauses fand er die Briefe über die Landschaftsmalerei des Zürcher Malers und Dichters Salomon Gessner, eine Lektüre, die ihn in seinem neugewonnenen Selbstgefühl als Künstler bestätigte. Über diese Wahl schrieb Keller im Jahre 1876:
«In sehr früher Zeit, schon mit dem fünfzehnten Jahre, wendete ich mich der Kunst zu; so viel ich beurtheilen kann, weil es dem halben Kinde als das Buntere und Lustigere erschien, abgesehen davon, daß es sich um eine beruflich bestimmte Thätigkeit handelte. Denn ein ‹Kunstmaler› zu werden, war, wenn auch schlecht empfohlen, doch immerhin bürgerlich zulässig.»

#### Lehrjahre in Zürich
Zu Kellers Unglück war sein erster Lehrmeister, der in Zürich eine Manufaktur zur Herstellung kolorierter Veduten betrieb, ein Pfuscher. Er scheint wie der «Schwindelhaber» des Grünen Heinrich froh gewesen zu sein, den Lehrling eigene Wege gehen zu lassen, nachdem er ihm eine oberflächliche und fehlerhafte Zeichentechnik beigebracht hatte. Keller berichtet im Roman, wie er nach lesend verbrachten Winternächten spät zur Arbeit erschien und an Sommertagen skizzierend und träumend die Wälder seiner Heimat durchstreifte, mehr und mehr unzufrieden mit seinem Können. Doch in dieser Zeit entstanden seine ersten Novellen Die Freveltat und Der Selbstmörder. Im Sommer 1837, mit achtzehn, begegnete ihm der Aquarellist Rudolf Meyer (1803–1857), im Grünen Heinrich «Römer» genannt, der Frankreich und Italien bereist hatte. Er lehrte seinen Schüler erstmals künstlerisch sehen und gewöhnte ihn an strenge Disziplin beim Zeichnen und Malen nach der Natur. Dieser «wirkliche Meister» litt jedoch an Wahnvorstellungen und brach schon im folgenden Frühjahr seinen Aufenthalt in Zürich ab.
Meyer hielt seinen Schüler auch zur Lektüre Homers und Ariosts an, eine Saat, für die das Feld viel besser vorbereitet war: Der junge Leihbibliotheks- und Antiquariatskunde Keller hatte bereits die Werke Jean Pauls («an dreimal zwölf Bände») und Goethes («vierzig Tage lang») verschlungen. Seine Studienbücher aus den Jahren 1836–1840 enthalten neben Zeichnungen zunehmend schriftliche Einträge: Lesefrüchte, Erzählversuche, Entwürfe zu Dramen, Landschaftsbeschreibungen und Reflexionen über Religion, Natur und Kunst im Stile Jean Pauls. Ein an Heinrich Heine anklingendes Gedicht beklagt im Mai 1838 den Tod eines jungen Mädchens, dessen Eigenart und Schicksal später dichterisch veredelt im Bildnis Annas, der Jugendliebe des grünen Heinrich Lee, wiederkehrt.
Im Jahre 1839 zeigte Keller erstmals, welcher politischen Partei er sich zugehörig fühlte. Damals eskalierte der Streit zwischen der radikal-liberalen Zürcher Regierung und ihrem ländlichen Wählervolk, das in Glaubenssachen allerdings auf seine Pfarrer hörte. Die Regierung hatte es gewagt, den linkshegelianischen Theologen David Friedrich Strauß an die Zürcher Universität zu berufen. Im folgenden «Straussenhandel» ergriff die konservative Opposition die Gelegenheit und führte am 6. September die Bauern zu Tausenden bewaffnet nach Zürich. Daraufhin eilte Keller von Glattfelden «ohne etwas zu genießen, nach der entfernten Hauptstadt, seiner bedrohten Regierung beizustehen». Was er dabei erlebte, ist nicht bekannt. Der «Züriputsch» wurde zwar blutig niedergeschlagen, aber auch die liberale Regierung stürzte, und es begann eine mehrjährige Vorherrschaft der Konservativen.

#### In München

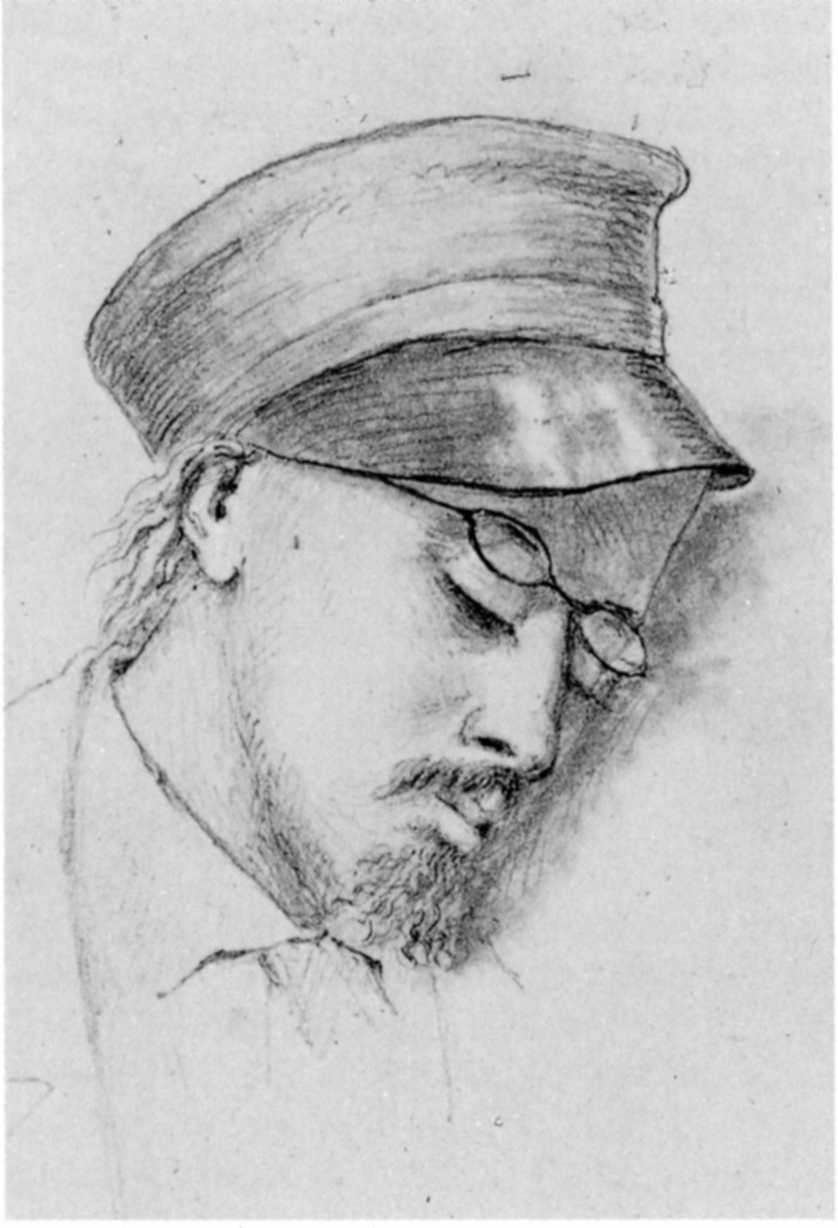
Gottfried Keller, Skizze von Johann-Salomon Hegi, Freund Kellers, München 1841

1840 gelangte der knapp Einundzwanzigjährige in den Besitz einer kleinen Erbschaft und verwirklichte sein Vorhaben, sich an der Königlichen Akademie der Künste in München weiterzubilden. Im Frühsommer zog er in die unter Ludwig I. frisch aufgeblühte Kunstmetropole und Universitätsstadt, die Maler, Architekten, Kunsthandwerker aller Art sowie Studenten aus dem gesamten deutschen Sprachraum anzog, darunter viele junge Schweizer. Deren reges landsmannschaftliches Verbindungsleben sagte Keller zu; umgekehrt gefiel ihnen der kleingewachsene, bebrillte, in einen schwarzen Radmantel gehüllte, bald träumerisch zurückgezogene, bald von Einfällen sprühende Landsmann so sehr, dass sie ihn zum Redakteur ihrer wöchentlichen Kneipzeitung wählten.
Wie viele der nach München strömenden jungen Maler wurde Keller nie Eleve der Akademie, an der die Landschaftsmalerei als Fach noch nicht vertreten war, sondern arbeitete im Kreis von Künstlerfreunden an Landschaftskompositionen. Die Lebensführung in München war teuer. Da an Bildverkäufe anfangs nicht zu denken war, versuchte Keller sein mitgebrachtes Geld zu strecken, indem er sich mit einer Mahlzeit täglich begnügte. Darauf erkrankte er an Typhus. Arzt und Pflege beanspruchten seine Mittel zusätzlich; so war die Erbschaft bald aufgebraucht. Keller machte Schulden und musste seine Mutter um Unterstützung bitten, die sie ihm wiederholt gewährte, zuletzt mit geliehenem Geld. Ein von Keller mit grossen Hoffnungen für die Kunstausstellung in Zürich gemaltes Bild, heute unter dem Titel Heroische Landschaft bekannt, kam dort beschädigt an, wurde kaum beachtet und blieb unverkauft. Im Herbst 1842 zwang die Not den Maler, seinen Aufenthalt in München abzubrechen. Zuletzt musste er einen grossen Teil seiner Arbeiten an einen Trödler verkaufen, um die Mittel zur Heimreise zu erwerben.

### Vom Maler zum Dichter, 1842–1848
In der Hoffnung, einige grössere Arbeiten vollenden und mit dem Erlös nach München zurückkehren zu können, mietete Keller in Zürich ein kleines Atelier. Doch verbrachte er den Winter 1842/1843 weniger malend als lesend und schreibend. Erstmals dachte er nun daran, sein Scheitern literarisch zu verarbeiten:
«Allerlei erlebte Noth und die Sorge, welche ich der Mutter bereitete, ohne daß ein gutes Ziel in Aussicht stand, beschäftigten meine Gedanken und mein Gewissen, bis sich die Grübelei in den Vorsatz verwandelte, einen traurigen kleinen Roman zu schreiben über den tragischen Abbruch einer jungen Künstlerlaufbahn, an welcher Mutter und Sohn zu Grunde gingen. Dies war meines Wissens der erste schriftstellerische Vorsatz, den ich mit Bewußtsein gefaßt habe, und ich war ungefähr dreiundzwanzig Jahre alt. Es schwebte mir das Bild eines elegisch-lyrischen Buches vor mit heiteren Episoden und einem cypressendunkeln Schlusse wo alles begraben wurde. Die Mutter kochte unterdessen unverdrossen an ihrem Herde die Suppe, damit ich essen konnte, wenn ich aus meiner seltsamen Werkstatt nach Hause kam.»
Bis zur Vollendung des Grünen Heinrich sollte noch über ein Jahrzehnt vergehen.

#### Lyriker
Zunächst entdeckte und erprobte Gottfried Keller sein Talent als Lyriker. Geweckt wurde es durch die Gedichte eines Lebendigen von Georg Herwegh, der «eisernen Lerche» des Vormärz. Diese Sammlung politischer Lieder, 1841 in Zürich erschienen, erregte in ihm verwandte, doch ganz eigene Töne, die er vom Sommer 1843 an in Versform brachte. Es entstanden Natur- und Liebesgedichte nach klassisch-romantischem Muster, vermischt mit politischen Gesängen zum Ruhme der Volksfreiheit gegen Tyrannei und Geistesknechtschaft. Am 11. Juli 1843 schrieb Keller in sein Tagebuch: «Ich habe nun einmal großen Drang zum Dichten. Warum sollte ich nicht probieren, was an der Sache ist? Lieber es wissen, als mich vielleicht heimlich immer für ein gewaltiges Genie halten und darüber das andere vernachlässigen.» Wenig später sandte er seinem ehemaligen Lehrer Julius Fröbel, inzwischen Herweghs Verleger, einige Gedichte zur Beurteilung. Fröbel erkannte das poetische Talent und empfahl Keller an Adolf Ludwig Follen, einen ehemaligen Burschenschafter und Teilnehmer am Wartburgfest von 1818, der, in Deutschland als Demagoge verfolgt, seit 1822 in der Schweiz lebte und eine vermögende Schweizerin geheiratet hatte.
Seit dem liberalen Umschwung von 1831 wurden Gegner der europäischen Fürstenherrschaft in den liberal regierten Kantonen bereitwillig aufgenommen und fanden berufliche und politische Wirkungsmöglichkeit. Der rege Zustrom aus Deutschland bewirkte, dass der Lehrkörper der 1833 gegründeten Universität Zürich anfangs überwiegend aus oppositionellen deutschen Akademikern bestand. Unter dem Gründungsrektor Lorenz Oken lehrten dort neben Fröbel der Chemiker Carl Löwig, der Mediziner Jakob Henle, der Theologe und Orientalist Ferdinand Hitzig, der politische Publizist Wilhelm Schulz und, für wenige Monate, dessen Freund, der in Zürich früh verstorbene Naturwissenschaftler und Dichter Georg Büchner. Viele von ihnen verkehrten in Follens Haus «zum Sonnenbühl», wo sich auch die von Straußenhandel und Züriputsch versprengten Liberalen allmählich wieder sammelten und mit Exilanten verschiedener Couleur und Nationalität zusammentrafen, unter ihnen der Anarchist Michail Bakunin und der Frühkommunist Wilhelm Weitling.
Fröbel hatte 1841 das Literarische Comptoir Zürich und Winterthur mitgegründet, einen Verlag, der sich bald zum Organ deutscher «Zensurflüchtlinge» entwickelte. Einige von diesen lebten auf den Irrfahrten ihres Exils zeitweilig in Zürich, so der philosophisch-politische Publizist Arnold Ruge und, neben Georg Herwegh, auch Ferdinand Freiligrath und Hoffmann von Fallersleben. Keller zufolge war Hoffmann sein eigentlicher Entdecker, als er nach einem Blick in das Manuskript, das bei Follen gelandet war, den Dichter schleunigst herbeiholen liess. Follen, der selbst dichtete, wurde Kellers Mentor und überarbeitete seine Verse – nicht zu deren Vorteil. Eine erste Auswahl von Kellers Gedichten erschien unter dem Titel Lieder eines Autodidakten in dem von Fröbel herausgegebenen Deutschen Taschenbuch auf das Jahr 1845, eine zweite mit Siebenundzwanzig Liebeslieder, Feueridylle und Gedanken eines lebendig Begrabenen im Folgeband von 1846, dem letzten der Reihe. Von Follen erneut redigiert, kam die ganze Sammlung 1846 unter dem Buchtitel Gedichte im Heidelberger Verlag von C. F. Winter heraus. Den Auftakt bildete das Abendlied an die Natur:
Hüll mich in deine grünen Decken

Und lulle mich mit Liedern ein!

Bei guter Zeit magst du mich wecken

Mit eines jungen Tages Schein!

Ich hab mich müd in dir ergangen,

Mein Aug ist matt von deiner Pracht;

Nun ist mein einziges Verlangen,

Im Traum zu ruhn durch deine Nacht.

#### Freischärler

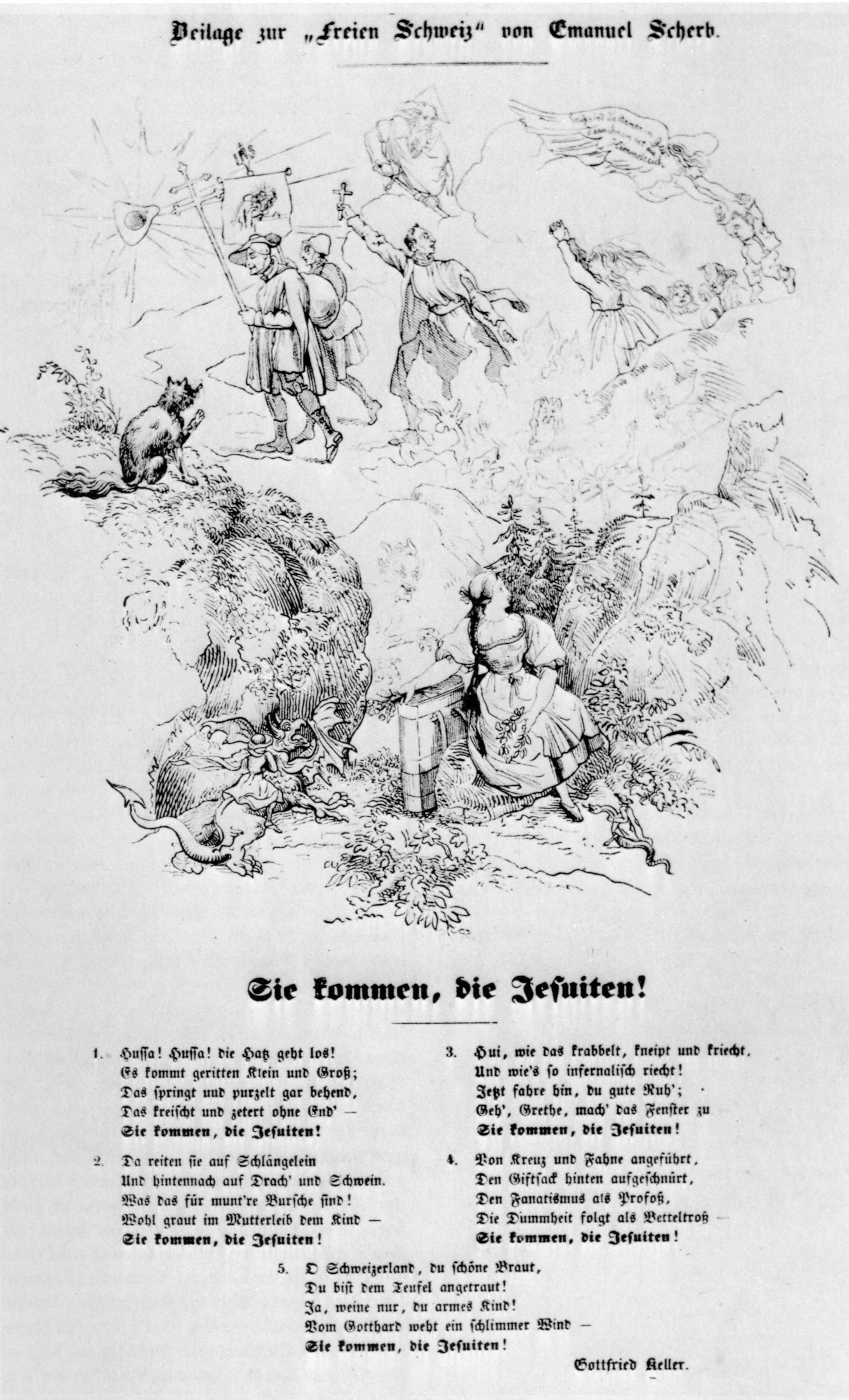
Gottfried Kellers Jesuitenlied, illustriert von Martin Disteli, erschienen in der Wochenschrift Die Freie Schweiz vom 3. Februar 1844

In diesen Sammlungen – und allen folgenden – enthalten war auch ein Lied, mit welchem Keller erneut politisch Farbe bekannte, diesmal weithin sichtbar. Der Sonderbundskrieg von 1847, der die Ausweisung der Jesuiten und die Konstitution des modernen Schweizer Bundesstaats zur Folge hatte, warf bereits seinen Schatten voraus, und der «ungezogene Lyriker», wie er sich später selbst bezeichnete, verfasste Anfang 1844 für ein illustriertes Flugblatt das Lied mit dem Kehrreim «Sie kommen, die Jesuiten!».
1876 schrieb Keller dazu:
«Das Pathos der Parteileidenschaft war eine Hauptader meiner Dichterei und das Herz klopfte mir wirklich, wenn ich die zornigen Verse skandirte. Das erste Produkt, welches in einer Zeitung gedruckt wurde, war ein Jesuitenlied, dem es aber schlecht erging; denn eine konservative Nachbarin, die in unserer Stube saß, als das Blatt zum Erstaunen der Frauen gebracht wurde, spuckte beim Vorlesen der gräulichen Verse darauf und lief davon. Andere Dinge dieser Art folgten, Siegesgesänge über gewonnene Wahlschlachten, Klagen über ungünstige Ereignisse, Aufrufe zu Volksversammlungen, Invektiven wider gegnerische Parteiführer u. s. w., und es kann leider nicht geläugnet werden, daß lediglich diese grobe Seite meiner Produktionen mir schnell Freunde, Gönner und ein gewisses kleines Ansehen erwarb. Dennoch beklage ich heute noch nicht, daß der Ruf der lebendigen Zeit es war, der mich weckte und meine Lebensrichtung entschied.»

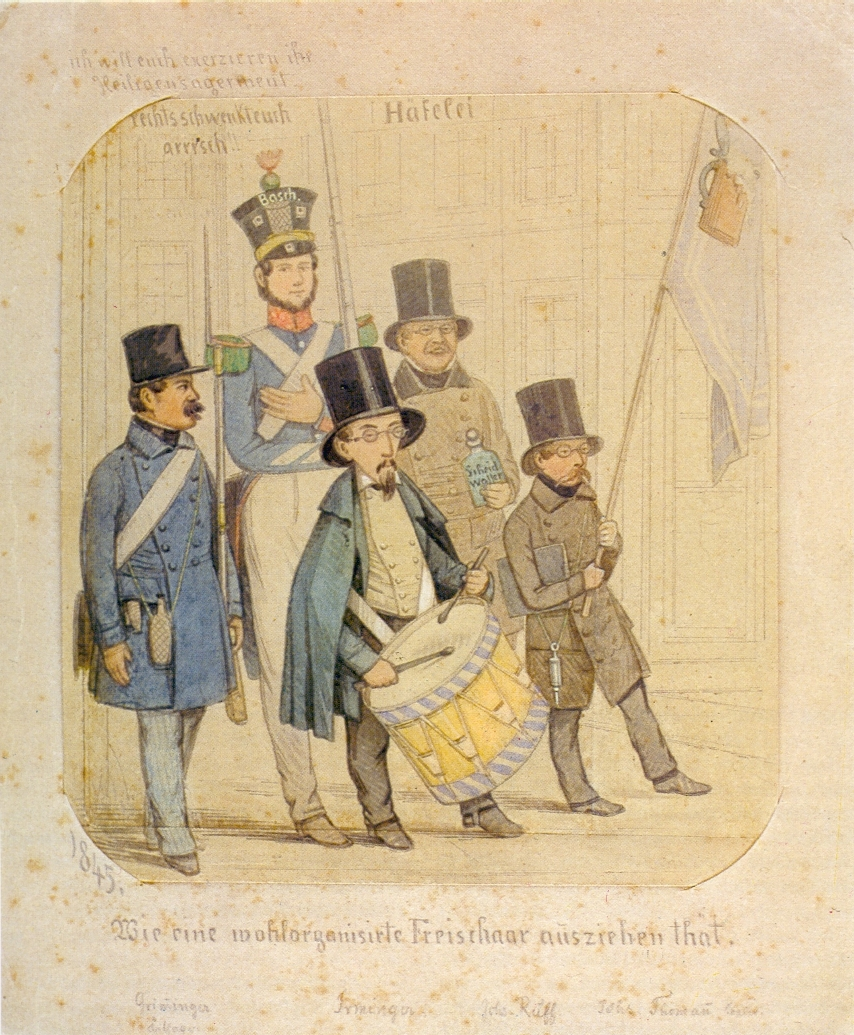
Gottfried Keller (mit Trommel) als Freischärler, aquarellierte Bleistiftzeichnung von Johannes Ruff, 1845

Der Dichter nahm 1844 und 1845 an den beiden Zürcher Freischarenzügen nach Luzern teil, von denen er, da keine Feindberührung erfolgte, heil zurückkehrte. Er verarbeitete diese Erfahrung später in der Novelle Frau Regel Amrain und ihr Jüngster. Auch in einen literarischen Streit wurde er verwickelt: Ruge und sein Gefolgsmann Karl Heinzen hatten Follen wegen seines Glaubens an Gott und Unsterblichkeit als Reaktionär angegriffen und Wilhelm Schulz, der ihm beisprang, übel verleumdet. Schulz, ehemaliger grosshessischer Gardeleutnant, forderte Ruge zum Duell und bestimmte Keller zu seinem Sekundanten. Ruge wich der Forderung aus, Keller sekundierte seinem Freund jedoch poetisch mit Sonetten. Echos des «Zürcher Atheismusstreits» finden sich, stark verhüllt, im Grünen Heinrich.
Freundschaftlich verkehrte Keller in diesen Jahren ausser mit der Familie Freiligrath und dem Ehepaar Schulz auch mit dem Chorleiter und Komponisten Wilhelm Baumgartner, der ihn durch sein Klavierspiel mit der romantischen Musik bekannt machte und eine Reihe seiner Gedichte vertonte. Im Hause Freiligraths (in Meienberg ob Rapperswil) lernte er dessen Schwägerin Marie Melos kennen und verliebte sich in sie, ohne ihr seine Liebe zu erklären. Das tat er gegenüber einer anderen hübschen und geistreichen jungen Dame, Luise Rieter, in einem vielzitierten Liebesbrief, erhielt von ihr jedoch einen Korb: «Er hat sehr kleine, kurze Beine, schade! Denn sein Kopf wäre nicht übel, besonders zeichnet sich die außerordentlich hohe Stirn aus», schrieb Luise Rieter an ihre Mutter. Keller vertraute seinen Liebeskummer dem Tagebuch an:
«Als Baumgartner spielte, wünschte ich wunderschön spielen und singen zu können der Louise R wegen. Mein armes Dichten verschwand und schrumpfte zusammen vor meinen innern Augen. Ich verzweifelte an mir, wie es mir überhaupt oft geht. Ich weiß nicht, was schuld ist; aber immer scheint mir mein Verdienst zu gering, um ein ausgezeichnetes Weib zu binden. Vielleicht kommt das von der wenigen Mühe, welche meine Produkte mir machen. Strenge Studien, wenn sie mir auch nicht unmittelbar nötig sind, würden mir vielleicht mehr Gehalt und Sicherheit geben. Ein Herz allein gilt heute nichts mehr.»
Äusserlich war die Lage des fast Dreissigjährigen kaum besser als nach seiner Rückkehr aus München. Das erste Honorar war verbraucht, der erste Dichterruhm verrauscht; mit literatur- und kunstkritischen Beiträgen, wie er sie für die Neue Zürcher Zeitung und die Blätter für literarische Unterhaltung verfasste, war kein Lebensunterhalt zu verdienen; weder war er für die Publizistik, die den kenntnisreichen Schulz ernährte, überhaupt geschaffen, noch ein Kaufmann wie Freiligrath, der bereits 1846 eine Anstellung in London gefunden hatte und samt Familie dorthin verzogen war. Besonders mochte es den politisch engagierten Keller schmerzen, dass er auch von der Mitarbeit am staatlichen Umbau der Schweiz, der nach der Niederwerfung des Sonderbunds 1847–1848 energisch vollzogen wurde, mangels Vorbildung ausgeschlossen war. Die Tätigkeit der Gründer des modernen Bundesstaats, Jonas Furrer und Alfred Escher, die er von einem Volontariat auf der Zürcher Staatskanzlei her kannte, erfüllte ihn mit Hochachtung:
«Ich bin ganz im geheimen diesen Männern viel Dank schuldig. Aus einem vagen Revolutionär und Freischärler à tout prix habe ich mich an ihnen zu einem bewußten und besonnenen Menschen herangebildet, der das Heil schöner und marmorfester Form auch in politischen Dingen zu ehren weiß und Klarheit mit der Energie, möglichste Milde und Geduld, die den Moment abwartet, mit Mut und Feuer verbunden wissen will.»
«Strenge Studien», «marmorfeste Form» – wonach es den Autodidakten Keller dringend verlangte, war eine Gelegenheit, die versäumte Bildung nachzuholen und damit seinem Leben einen festeren Halt zu geben. All dies blieb den Einsichtigen in seiner Umgebung nicht verborgen. So entstand das Projekt, ihn aus der misslichen Lage zu befreien. Zwei Gönner aus dem Follen-Kreis, die Professoren Löwig und Hitzig, gewannen die Zürcher Regierung unter Escher dafür, Keller ein Stipendium zu einer Bildungsreise zu gewähren. Vorbereitend sollte er ein Jahr an einer deutschen Universität verbringen.

### Staatsstipendiat in Heidelberg, 1848–1850
«Ungeheuer ist, was vorgeht: Wien, Berlin, Paris hinten und vorn, fehlt nur noch Petersburg. Wie unermeßlich aber auch alles ist: wie überlegen, ruhig, wie wahrhaft vom Gebirge herab können wir armen kleinen Schweizer dem Spektakel zusehen! Wie feingliedrig und politisch raffiniert war unser ganzer Jesuitenkrieg in allen seinen Phasen gegen diese freilich kolossalen, aber abc-mäßigen Erschütterungen!»
So Kellers Eindruck im März 1848. Im Oktober des Revolutionsjahres reiste er über Basel und Straßburg ins politisch unruhige Baden und bezog die Universität Heidelberg. Hier belegte er die Fachgebiete Geschichte, Rechtswissenschaften, Literatur, Anthropologie und Philosophie. Er hörte Vorlesungen bei Ludwig Häusser und Carl Joseph Anton Mittermaier, beide prominente Liberale und stark von der Politik in Anspruch genommen, sodass für den Stipendiaten die erhoffte Einführung in die Geschichts-, Rechts- und Staatswissenschaft nicht stattfand. Mit grösserem Gewinn besuchte er die Vorlesungen über Spinoza, deutsche Literaturgeschichte und Ästhetik des jungen Hermann Hettner, der bald sein Freund wurde. Bedeutende Anregung verdankte Keller auch dem Mediziner Jakob Henle, den er von Zürich her kannte. Er hörte bei ihm jenes anthropologische Kolleg, das im Grünen Heinrich verarbeitet ist. 1881 setzte Keller in seinem Alterswerk Das Sinngedicht mit der Erzählung Regine Henles erster Frau, Elise Egloff, ein literarisches Denkmal.

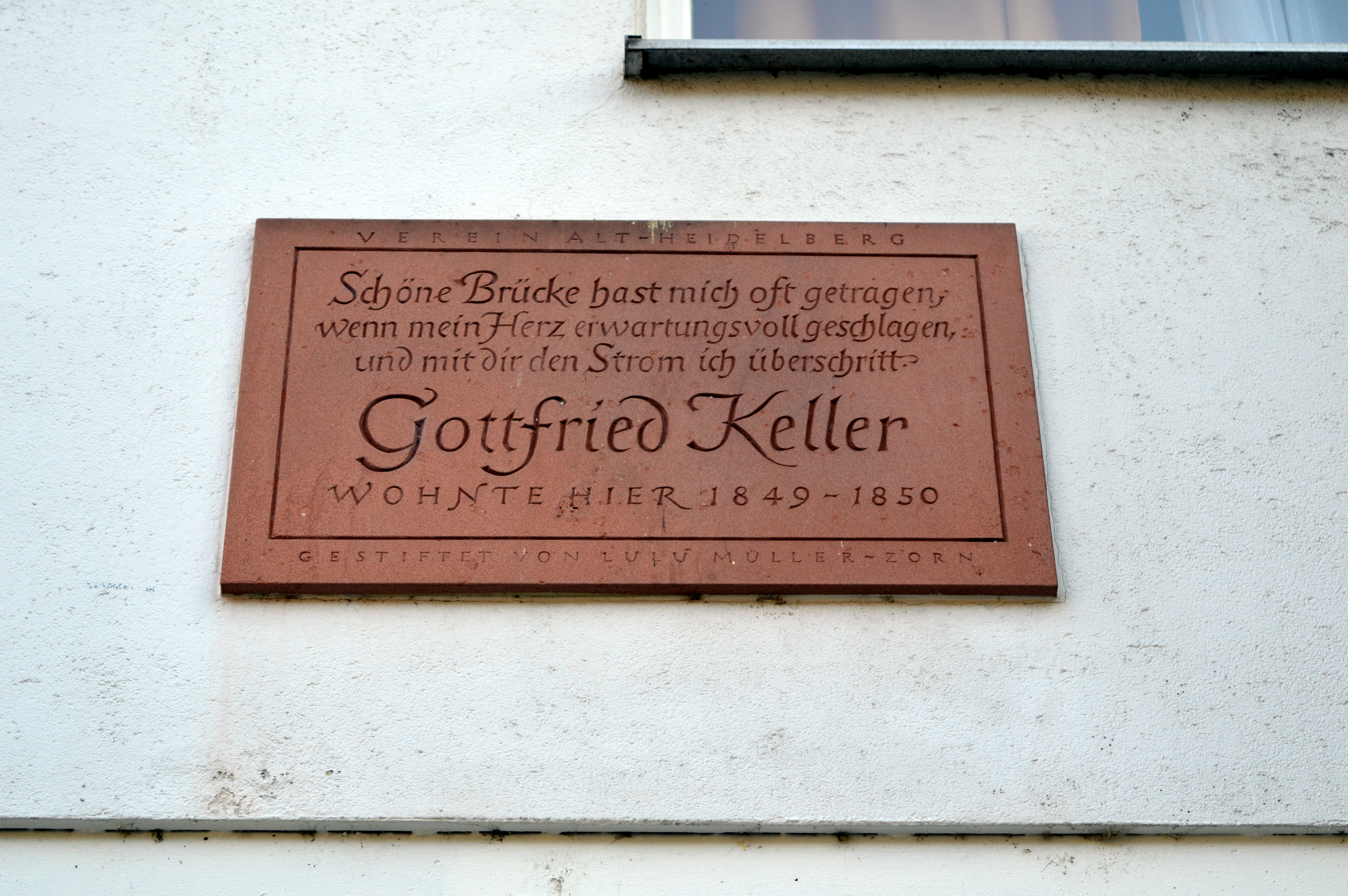
Wohnhaus in Heidelberg in der Nähe der Alten Brücke

Heidelberg war auch Kunststadt. Keller schloss sich dem gleichaltrigen Maler Bernhard Fries an, Sohn eines Heidelberger Kunstsammlers, und war häufig zu Gast bei Christian Koester, der die Blütezeit der literarischen und malerischen Heidelberger Romantik erlebt und als Restaurator der Boisseréeschen Gemäldesammlung gewirkt hatte. Koester, ein Goetheverehrer, machte seinen Besucher mit Werken der altdeutschen Malerei und Grafik bekannt und regte ihn zu dem Gedicht Melancholie an, das eine Auslegung des berühmten Dürerschen Kupferstichs enthält.

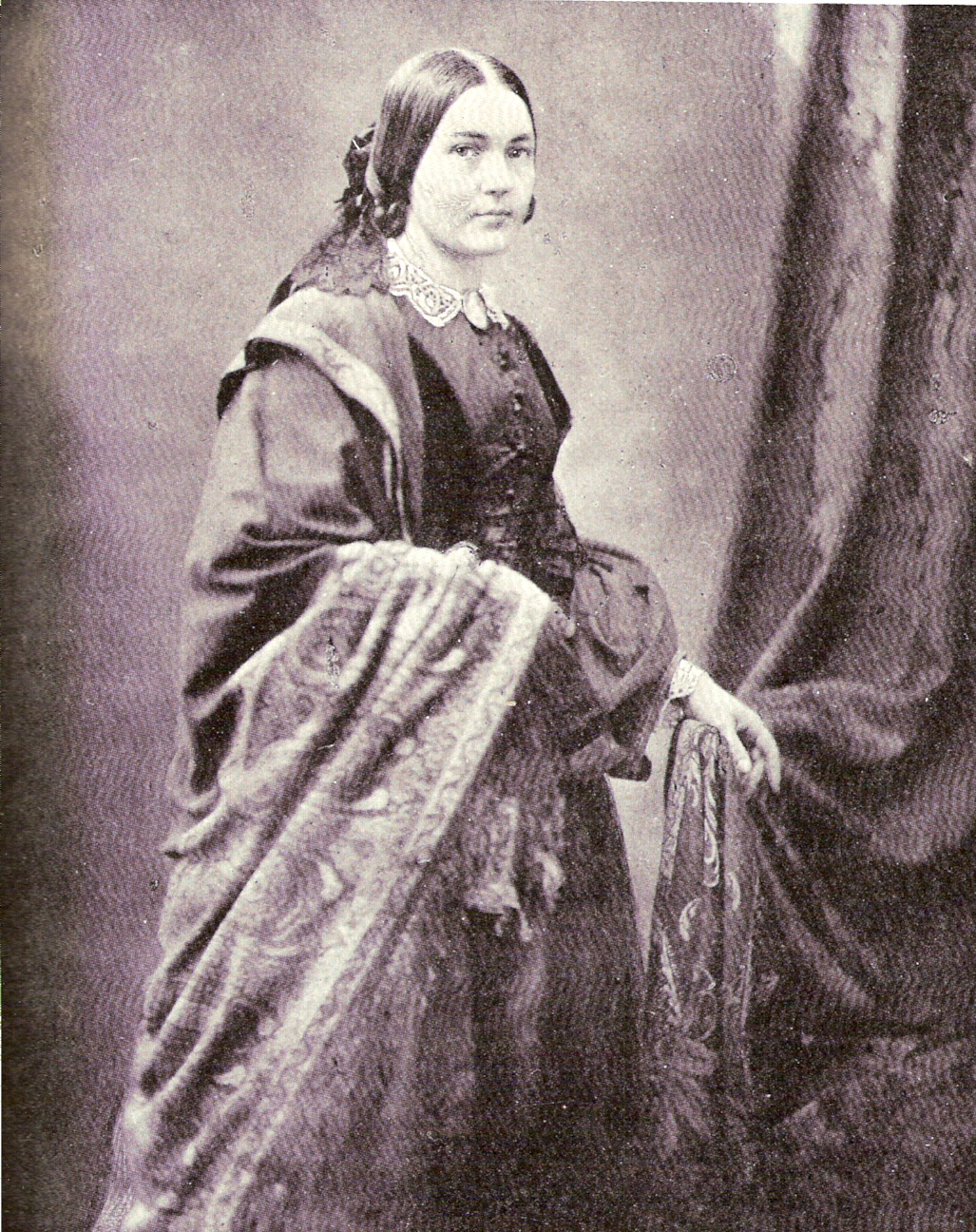
Johanna Kapp, Kellers Heidelberger Freundin, Fotografie: G. Pauli & Co., Heidelberg, 1844

Im «Waldhorn», dem Haus des liberalen Politikers und Gelehrten Christian Kapp, begegnete Keller dem Philosophen Ludwig Feuerbach. Dieser war, seines Erlanger Lehramts enthoben, von revolutionären Studenten nach Heidelberg eingeladen worden und hielt dort im Rathaussaal vor einem aus Arbeitern, Bürgern und Akademikern gemischten Publikum Vorträge über das Wesen der Religion. Keller schrieb über Feuerbach an seinen Freund Baumgartner:
«Das Merkwürdigste, was mir hier passirt ist, besteht darin, daß ich nun mit Feuerbach, den ich einfältiger Lümmel in einer Rezension von Ruges Werken auch ein wenig angegriffen hatte, über welchen ich grober Weise vor nicht langer Zeit auch mit dir Händel anfing, daß ich mit diesem gleichen Feuerbach fast alle Abende zusammen bin, Bier trinke und auf seine Worte lausche. […] Die Welt ist eine Republik, sagt er, und erträgt weder einen absoluten, noch einen konstitutionellen Gott (Rationalisten). Ich kann einstweilen diesem Aufrufe nicht widerstehen. Mein Gott war längst nur eine Art von Präsident oder erstem Consul, welcher nicht viel Ansehen genoß, ich mußte ihn absetzen. Allein ich kann nicht schwören, daß meine Welt sich nicht wieder an einem schönen Morgen ein Reichsoberhaupt wähle. Die Unsterblichkeit geht in den Kauf. So schön und empfindungsreich der Gedanke ist – kehre die Hand auf die rechte Weise um, und das Gegentheil ist ebenso ergreifend und tief. Wenigstens für mich waren es sehr feierliche und nachdenkliche Stunden, als ich anfing, mich an den Gedanken des wahrhaften Todes zu gewöhnen. Ich kann dich versichern, daß man sich zusammen nimmt und nicht eben ein schlechterer Mensch wird.»
Die Feuerbachsche «Wende zur Diesseitigkeit» bildet ein zentrales Thema des Grünen Heinrich.

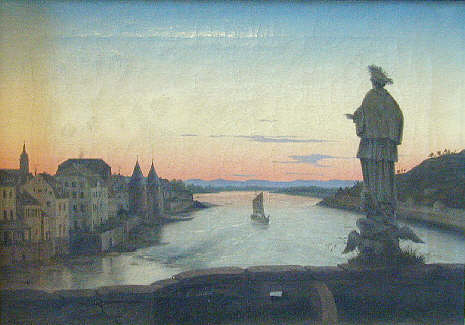
Blick von der Heidelberger Alten Brücke, Malerei von Christian Koester

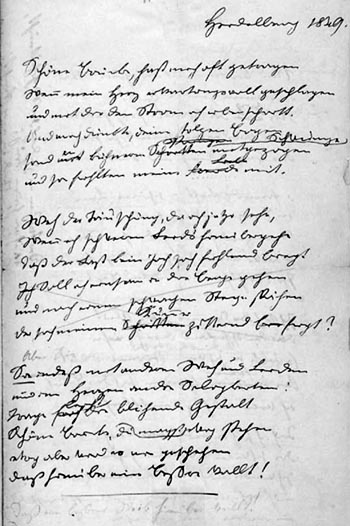
Autograph von Kellers Gedicht über die Alte Brücke in Heidelberg, 1849

Zu Johanna Kapp, der künstlerisch begabten Tochter Christian Kapps, Malschülerin von Bernhard Fries und im Begriff, diesem nach München zu folgen, fasste Keller eine tiefe Zuneigung. Als er ihr im Herbst 1849 seine Liebe gestand, vertraute sie ihm an, heimlich mit Feuerbach liiert zu sein. Einige der schönsten von Kellers neu entstandenen Gedichten handeln von diesem Liebesunglück, darunter die Verse auf die Heidelberger Alte Brücke. Zudem reflektiert Aglaja in «Grasmücke und Amsel» Kellers Liebe zu ihr.
Das Freundestrio Keller, Schulz, Freiligrath – der eine inzwischen Abgeordneter in der Frankfurter Nationalversammlung, der andere Mitherausgeber der Neuen Rheinischen Zeitung – hatte sich zum Jahreswechsel 1848/1849 in Darmstadt, Schulz’ Wahlbezirk, wiedergesehen. Im Mai 1849 war Keller in Heidelberg Augenzeuge der Rückzugskämpfe der badischen Revolutionäre geworden. Im Sommer hatte er keine Vorlesungen mehr besucht und ganz seiner literarischen Arbeit gelebt: sich mit den Klassikern des Dramas auseinandergesetzt, mit Hettner Diskussionen über die dramatische Theorie geführt, die wenig später in einen intensiven Briefwechsel mündeten, und an verschiedenen Komödien und einem Trauerspiel Therese geschrieben, Stücke, die alle Fragment geblieben sind. Ende des Jahres erschien von ihm in den Blättern für literarische Unterhaltung die erste einer Reihe ausführlicher Rezensionen zu Erzählwerken des nach liberalen Anfängen immer mehr zum Konservativismus neigenden Schweizer Dichters Jeremias Gotthelf. Auch ein später wieder verworfenes Eingangskapitel zum Grünen Heinrich entstand in Heidelberg. Mit seinen Stipendiengebern einigte Keller sich darauf, nicht wie vorgesehen eine der damals hoch im Kurs stehenden Orientreisen zu unternehmen, sondern die Arbeit an seinen Theaterstücken in Berlin fortzusetzen. Er hoffte, sich an den renommierten Bühnen der preußischen Hauptstadt als Theaterschriftsteller etablieren zu können. In den Tagen seines Abschieds von Johanna Kapp, im Dezember 1849, schrieb er erstmals an den Braunschweiger Verleger Eduard Vieweg und schloss noch vor seiner Abreise nach Berlin mit diesem Verträge über eine Ausgabe seiner Gedichte und seines Romans.

### Freier Schriftsteller in Berlin, 1850–1855

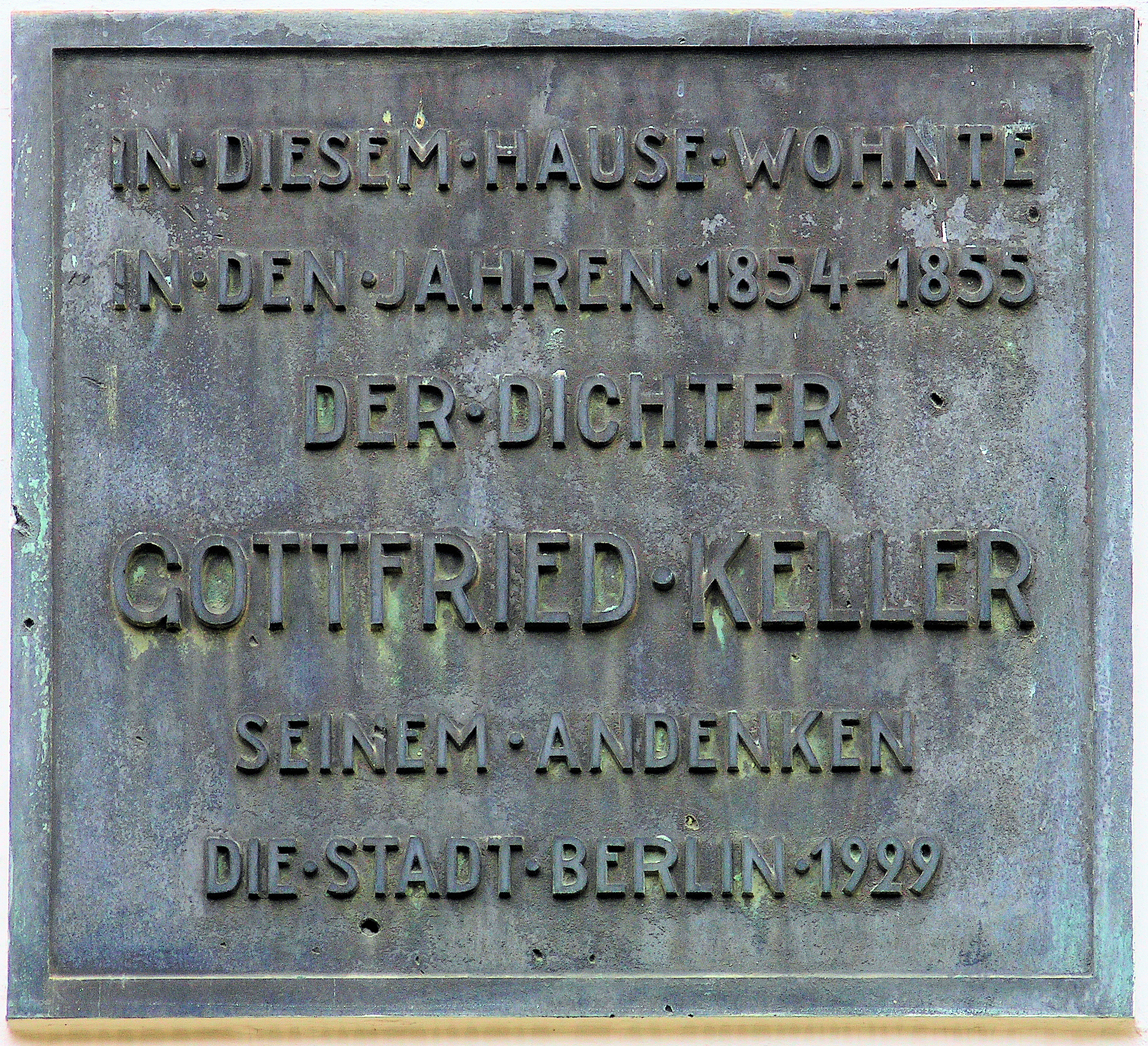
Gottfried-Keller-Gedenktafel, Bauhofstraße 2, Berlin-Mitte

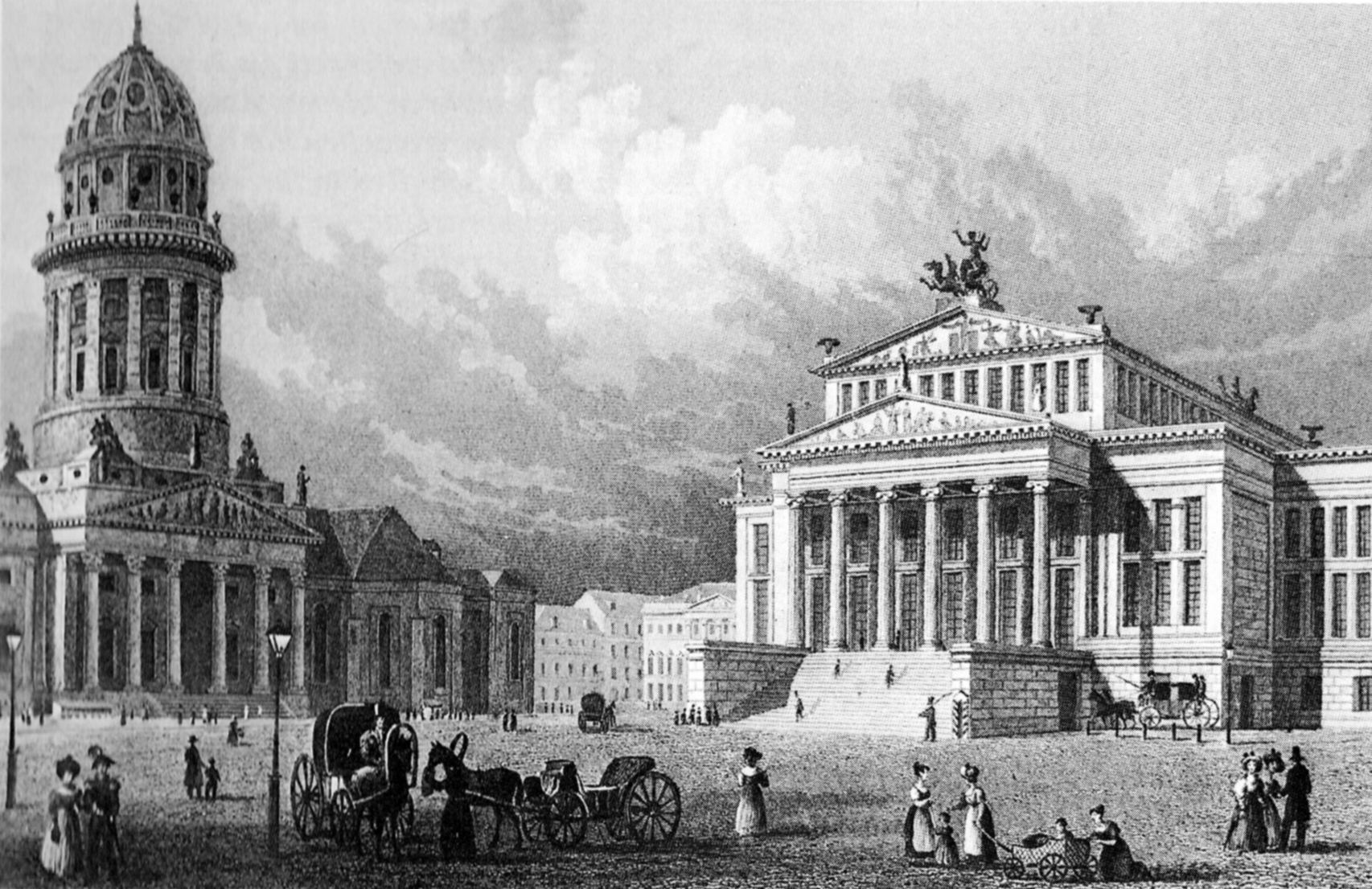
Königliches Schauspielhaus am Berliner Gendarmenmarkt 1833, heute Konzerthaus Berlin

Preussischen Boden betrat Keller, rheinabwärts per Schiff unterwegs, erstmals in Köln. Dort liess Freiligrath, der von Gerichtsverfahren bedrängte Ex-Redakteur der Neuen Rheinischen, es sich nicht nehmen, den Freund in beschwingter Runde zu feiern. Mit von der Partie waren der Dichter Wolfgang Müller von Königswinter und, wenig später in der Kunststadt Düsseldorf, der Maler Johann Peter Hasenclever. Ende April 1850 erreichte Keller Berlin und bezog unter den misstrauischen Blicken der Hinckeldeyschen Polizei eine Wohnung nahe am Gendarmenmarkt in Sichtweite des Königlichen Schauspielhauses.
Aus dem einen Jahr, das er in der Stadt verbringen wollte, wurden über fünf: die produktivsten, aber auch entbehrungsreichsten seines Lebens. Als eine «Korrektionsanstalt», die ihm «vollkommen den Dienst eines pennsylvanischen Zellengefängnisses geleistet», bezeichnete er Berlin im letzten Jahr seines Aufenthalts. Er schrieb dort in qualvoller, oft monatelang unterbrochener Arbeit den Grünen Heinrich und brachte danach «in Einem glücklichen Zug» die Novellen des ersten Bandes der Leute von Seldwyla zu Papier. Zwei der Hoffnungen, mit denen er nach Berlin gekommen war, blieben indessen unerfüllt: Die Schriftstellerei gewährte ihm kein Auskommen und seine Theaterstücke gediehen nicht über Entwürfe hinaus.

#### Erfahrungen mit dem Theater
Von seiner «Hauptunterrichtsanstalt», dem Königlichen Schauspielhaus, war Keller enttäuscht. Wohl gefiel ihm das Ambiente und der zierliche Damenflor – «ich würde mir bald getrauen, einem ansehnlichen Putzmachergeschäft würdig vorzustehen vermittelst der genauen Studien, welche ich in den Zwischenakten an Häubchen und Halskrausen aller Art vornehme». Auch war es ihm erwünscht, Stücke, die er schon kannte, erstmals auf der Bühne zu sehen, klassische von Shakespeare, Goethe, Schiller und moderne von Hebbel. Doch beklagte er sich über den Mangel an kunstverständiger Regie, besonders bei Hamlet und Maria Magdalena. Seine kritischen Ansichten zur Dramaturgie entwickelte er im Briefwechsel mit Hettner, der sie 1852 in seinem Buch Das moderne Drama verarbeitete. Mit der Forderung nach einem distanzierten, reflektierenden Publikum, das «vollkommen klar die ergreifenden Gegensätze einer Situation durchschaut, welche den beteiligten Personen selbst noch verborgen sind», nahm der angehende Epiker ein Prinzip des epischen Theaters vorweg. Als 1850 Élisa Rachel Félix in Berlin mit Dramen von Corneille und Racine gastierte, überzeugte ihn ihr Verzicht auf theatralisches Pathos und ihre Kunst, das Dichterwort zur Geltung zu bringen, vom Wert dieser Stücke und von der Unhaltbarkeit des den Deutschen durch Lessing anerzogenen Vorurteils gegen die klassische französische Tragödie. Auch das Spiel der Münchnerin Christine Enghaus in der Titelrolle von Hebbels Judith machte ihm tiefen Eindruck.

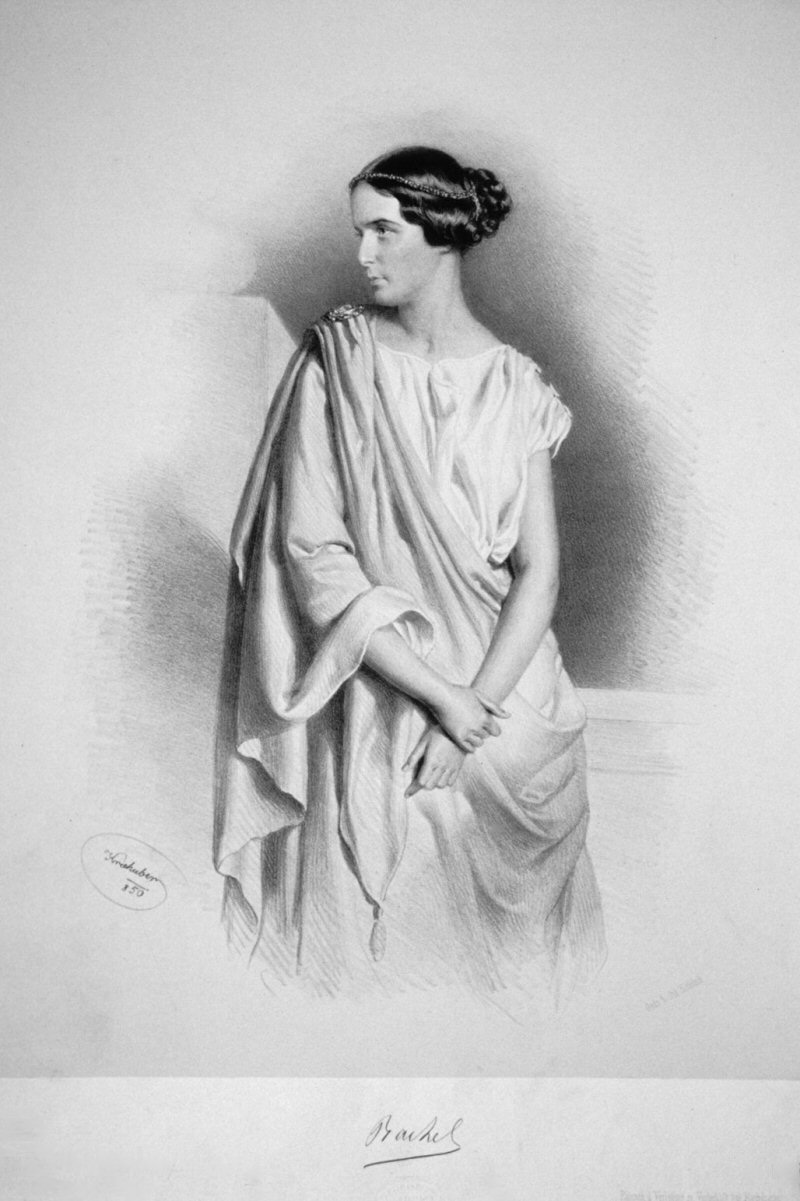
Die Tragödin Élisa Rachel Félix, Lithographie von Joseph Kriehuber, 1850

Im Übrigen sah Keller die tragische Schauspielkunst eher im Niedergang begriffen, die komische dagegen im Aufschwung. Er besuchte das Friedrich-Wilhelm-Städtische und das Königsstädtische Theater, wo Berliner Lokalpossen von David Kalisch und Wiener Volkskomödien gegeben wurden, Stücke, die es den Darstellern erlaubten, aus dem Stegreif bissige politische Bemerkungen einzuflechten und so die Zensur zu unterlaufen. Lebhaft habe er empfunden, wie dabei «das arme Volk und der an sich selbst verzweifelnde Philister Genugtuung findet für angetane Unbill». Auch stecke in den Couplets «mehr aristophanischer Geist» als in den bildungsbürgerlichen Lustspielen der Zeitgenossen. Volk und Kunst, so schien ihm, strebten hier mit vereinten Kräften nach einer Posse «edlerer Natur», einer neuen Form der hohen Komödie, für die freilich die Zeit noch nicht reif sei, – Ansichten, die sich schwer mit dem Vorsatz des Dichters vertrugen, fleißig Theaterstücke zu liefern und damit ein geregeltes Einkommen zu erzielen.

#### Literarische Geselligkeit
Dasselbe galt für Kellers Weise, Theaterleuten und Schriftstellerkollegen aus dem Weg zu gehen: «Indem er allen tonangebenden Zirkeln fernblieb, schnitt er sich selbst jegliche Förderung durch fremde Protektion ab», stellt Baechtold fest und nennt als Ursache Kellers Drang nach Unabhängigkeit und seine Verachtung für Koterie. Es widerstrebte Keller, sich als Literat in Szene zu setzen. Das machte ihn ungeeignet für die Art von Geselligkeit, die in den traditionsreichen Salons und literarischen Vereinen der Hauptstadt gepflegt wurde: «Im Winter frequentierte ich einige Zirkel z. B. den der Fanny Lewald, fand aber das Treiben und Gebaren der Leute so unangenehm und trivial, daß ich bald wieder wegblieb.» Ein befreundeter Theaterschriftsteller empfahl ihn an Bettina von Arnim und beschwor ihn, «sich diesmal Gewalt anzutun und in höchsteigener Person der berühmten Frau Ihre Aufwartung zu machen», – Keller ging nicht hin. Der Dichter Christian Friedrich Scherenberg, mit dem er sich zeitweilig gut verstand, nahm ihn zu einer Sitzung des Tunnel über der Spree mit, – Keller erschien kein zweites Mal. Bei Karl August Varnhagen von Ense, dem «grand old man» der klassisch-romantischen Epoche, der ihm schon 1846 Ermutigendes zu seinen Gedichten geschrieben hatte, entschuldigte er sein Fernbleiben damit, dass es ihm «an aller Form für den norddeutschen Verkehr gebräche». In der Tat hielt er sich anfangs eher an Landsleute, Süddeutsche und Rheinländer, die sich in Berliner Wein- und Bierstuben trafen, unter ihnen der Naturwissenschaftler Christian Heußer und der Bildhauer Hermann Heidel.

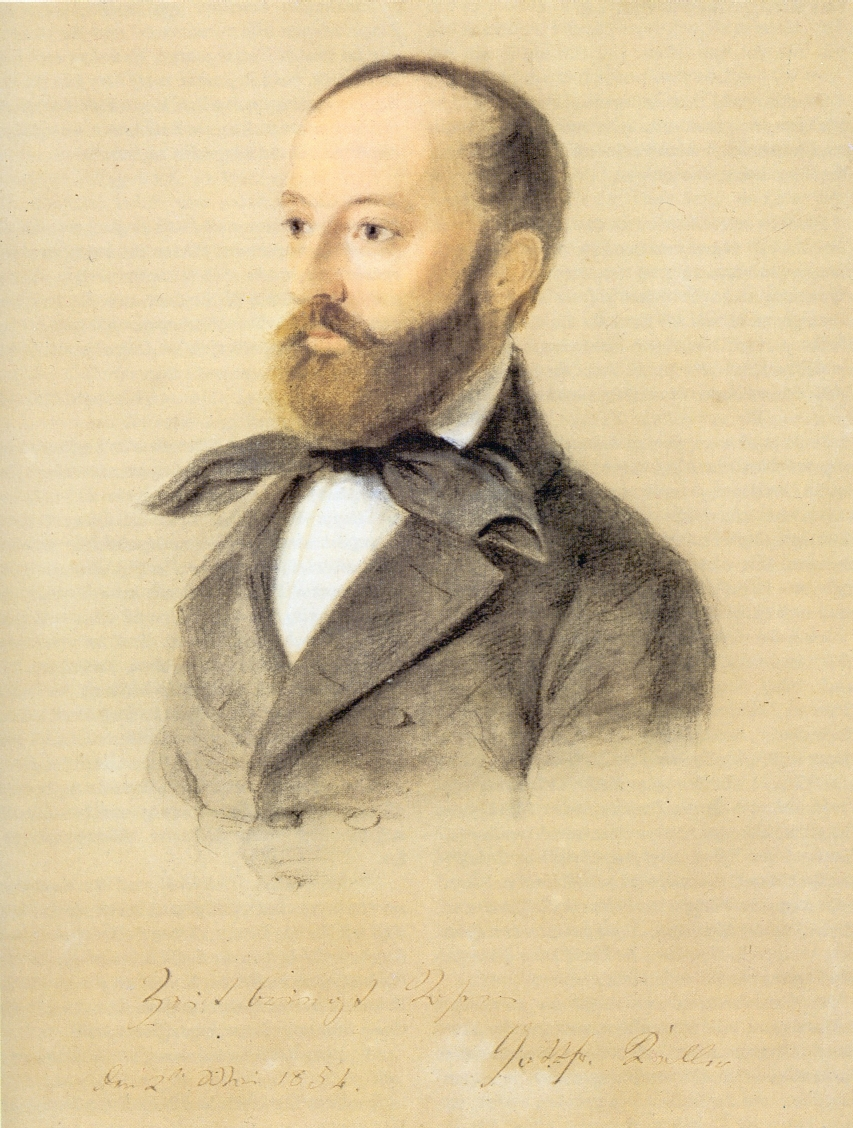
Gottfried Keller, Pastell von Ludmilla Assing. Von Kellers Hand darunter:
«Zeit bringt Rosen, den 2. Mai 1854»

Doch ab 1854, nachdem die ersten drei Bände des Grünen Heinrich erschienen waren und Keller einen Frack, das obligate Kleidungsstück der gehobenen Gesellschaft, erworben hatte, nahm er an den Kaffeegesellschaften teil, die Varnhagens Nichte Ludmilla Assing in denselben Räumen in der Mauerstraße 36 ausrichtete, wo dreissig Jahre zuvor Rahel Levin, Varnhagens verstorbene Gattin, zu geselligen Abenden eingeladen hatte. Keller begegnete dort neben den Literaten Max Ring, Adolf Stahr, Alexander von Sternberg und Eduard Vehse auch dem ehemaligen preußischen Kriegsminister Ernst von Pfuel, Freund Heinrich von Kleists, der Bildhauerin Elisabet Ney und der Sängerin Wilhelmine Schröder-Devrient, was ihm Gelegenheit gab, «sich etwas abzuschleifen und einen beweglicheren Ton zu erwerben». Seine Gastgeber schätzten ihn und seinen Grünen Heinrich hoch. Varnhagen machte ihm Rahels Handexemplar von Johannes Schefflers Cherubinischem Wandersmann zum Geschenk. Über Ludmilla Assing schrieb Keller an Hettner:
«Ludmilla hat sich höllisch für mich erklärt und mich, da sie in Pastell malt, schon abkonterfetet. Diese Ehre teile ich indes mit Herrn von Sternberg, mit Vehse, mit Ring etc., welche alle an Ludmillas Wand hängen, und die bessere Hälfte dieser gemalten Gesellschaft sind einige hübsche Mädchengesichter.»

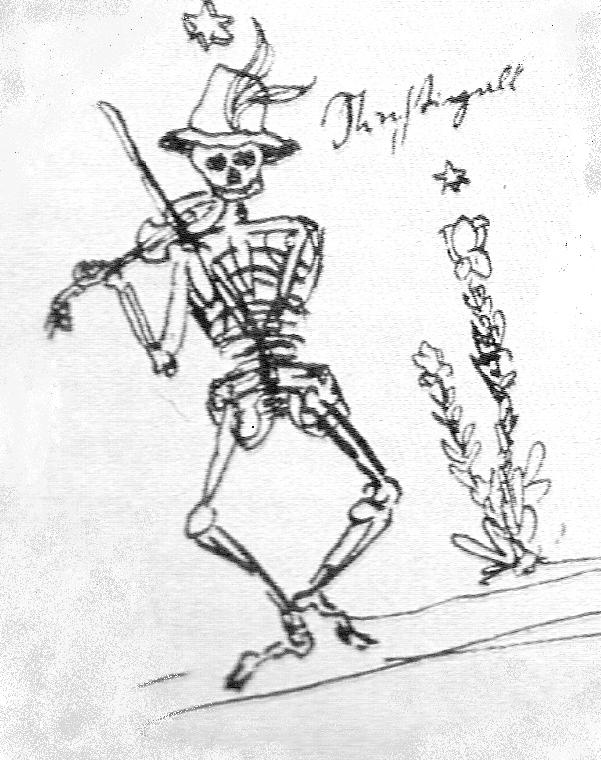
Geige spielendes Skelett, Federzeichnung von Gottfried Keller, Schreibunterlage aus seiner Berliner Zeit, etwa 1855

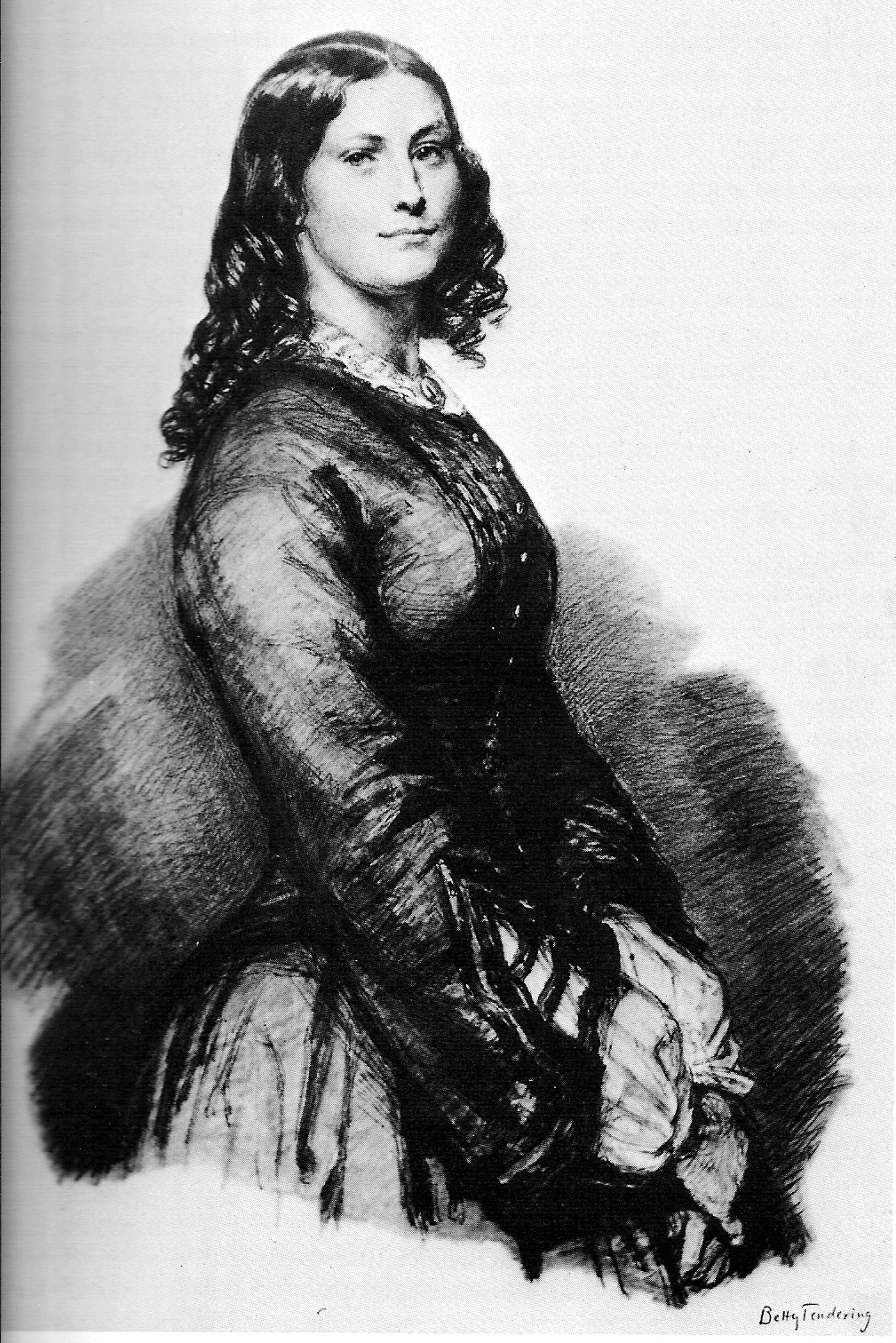
Betty Tendering von Ludwig Pietsch, 1853

Ebenfalls während seiner beiden letzten Berliner Jahre war Keller häufig zu Gast im Hause des Verlegers Franz Duncker und seiner Gattin Lina geborene Tendering in der Johannisstrasse 11 (Gräflich Rossisches Palais), seit 1855 in der Potsdamer Straße 20 und ungefähr seit 1877 in der von-der-Heydt-Strasse. In diesem Kreis hielten sich meist jüngere, demokratisch eingestellte Künstler und Literaten auf, so der Journalist Julius Rodenberg und der Maler Ludwig Pietsch. Vom Letzteren stammt die folgende Erinnerung an den Dichter:
«In seiner urwüchsigen Schweizer Derbheit machte der kleine, breitschultrige, untersetzte, eisenfeste, wortkarge, bärtige Mann mit den schönen ernsten und feurigen dunklen Augen unter der mächtigen Stirn, der indes, wenn ihn etwas oder irgendwer ärgerte, nicht nur sehr unverhohlen seine Meinung äußerte, sondern auch immer bereit war, ihr mit seinen kräftigen Fäusten mehr Nachdruck zu geben, zwischen den abgeschliffenen Berliner Menschen eine ganz eigentümliche Figur. Daß er nicht allzuviel von ihnen hielt, daraus machte er kein Geheimnis.»
Im Dunckerschen Haus lernte Keller auch Betty Tendering, Lina Dunckers Schwester, kennen und verliebte sich leidenschaftlich in die elegante, grossgewachsene und bildschöne Zweiundzwanzigjährige. Sie ging unter dem Namen Dorothea Schönfund (= Bella Trovata = Betty Tendering) in den letzten Band des Grünen Heinrich ein. Wie sein Romanheld wagte Keller es nicht, der Unerreichbaren seine Liebe zu gestehen. Stattdessen fing er, um seinem gebrochenen Herzen Erleichterung zu schaffen, auf nächtlichem Heimweg Prügeleien mit Unbeteiligten an, Vorfälle, auf welche die Bemerkung über Kellers Fäuste anspielt und von welchen er ein blaues Auge und eine Geldbusse davontrug. Im Roman ist das Ziel der Attacke ein grober Landbursche, in Berlin war es ein Literat.
Nicht nur über abgeschliffene Berliner Literaten, auch über Dichter, die auf ihre märkische, pommersche, altpreußische Bodenständigkeit pochten, urteilte Keller ärgerlich und sprach von «Gefühlseisenfresserei» bei Scherenberg, Goltz, Nienberg und Alexis: «Alle diese Nordlands- und Preußenrecken gebärden sich, als ob noch kein Mensch außer ihnen etwas gefühlt, geglaubt und gesungen hätte». Einen aus dem Kreis um Scherenberg nahm er dabei aus: den Schauspieler und Rezitator Emil Palleske, dessen Kunst er bewunderte. Als Palleske 1875 auf einer Tournee in die Schweiz kam, stellte Keller ihn dem Zürcher Publikum vor. Auch mit anderen Angehörigen der Berliner Literatur- und Kunstszene erneuerte er später seine Bekanntschaft, doch nur mit zwei Frauen blieb er freundschaftlich verbunden: Ludmilla Assing und Lina Duncker. An sie richtete er noch lange Zeit gehalt- und humorvolle Briefkunstwerke. Ludmilla Assing, die sich auf der Durchreise nach Italien mehrmals in Zürich aufhielt, beriet er im Prozess wegen der in Zürich verlegten, in Preußen verbotenen Varnhagenschen Tagebücher und korrespondierte mit ihr bis 1873.

#### Lebensumstände, Veröffentlichungen, Konzepte
1851 erscheinen von Keller im Braunschweiger Vieweg Verlag die in Heidelberg entstandenen Neueren Gedichte, 1854 davon eine vermehrte Auflage. Zwischen 1851 und 1854 leistet Keller mehrere Beiträge zu den Blättern für literarische Unterhaltung, darunter drei weitere umfangreiche Besprechungen Gotthelfscher Romane, sein literaturkritisches Hauptwerk (→ s:Keller über Jeremias Gotthelf). Da ihm ab 1852 kein Stipendium mehr zur Verfügung stand und die Honorare und Vorschüsse Viewegs im teuren Berlin kaum für Kost und Logis reichten, war er gezwungen, abermals Schulden zu machen, just zum Zeitpunkt, als seine Förderer und Freunde in Zürich Erfolgsmeldungen von ihm erwarteten. «Ich bitte ernstlich, nicht an mir zu verzweifeln etc.», rief er ihnen zu. Hettner schilderte er im Juli 1853 seine Lebensumstände während der Arbeit am Grünen Heinrich:
«Das verworrene Netz von Geldmangel, kleinen Sorgen, tausend Verlegenheiten, in welches ich mich unvorsichtiger Weise mit meinem Eintritte in Deutschland verwickelte, wirft mich immer wieder zur Unthätigkeit zurück; die Mühe, wenigstens der täglichen Umgebung anständig und ehrlich zu erscheinen, drängt die Sorge für das Entferntere immer zurück; und die fortwährende Aufregung, die man verbergen muß, diese tausend Nadelstiche absorbieren alle äußere Produktivität, während freilich das Gefühl und die Kenntnis des Menschlichen an Tiefe und Intensität gewinnen. Ich würde mir diese drei letzten Jahre später nicht abkaufen lassen. So rücken meine Sachen mit fabelhafter Langsamkeit vorwärts, welche Sie, als rühriger und fleißiger Mann, nur begreifen können, wenn Sie einst das Detail kennen.»
Hinzu traten innere Widerstände, da Kellers Ansprüche an die Qualität seines Schreibens im selben Verhältnis gewachsen waren wie der Umfang des Romans:
«Könnte ich das Buch noch einmal umschreiben, so wollte ich jetzt etwas Dauerhaftes und Tüchtiges daraus machen. Es sind ein Menge unerträglicher Geziert- und Flachheiten, auch große Formfehler darin; dies alles schon vor dem Erscheinen einzusehen, mit diesem gemischten Bewußtsein auch noch daran schreiben zu müssen, während gedruckte Bände lange vorlagen, war ein Fegefeuer, welches nicht jedem zugute kommen dürfte heutzutage.»
Zu diesem Zeitpunkt war die Veröffentlichung der ersten drei Bände des Romans bereits absehbar. Als sie Ende 1853 versandt wurden, stand Keller das Schlimmste noch bevor: Die anderthalb Jahre bis zum Abschluss des vierten Bandes, in welchem er synchron zum eigenen schmerzhaften Erleben die unglückliche Liebe seines Romanhelden zu erzählen unternahm. Am Palmsonntag 1855 schrieb er das letzte Kapitel – «buchstäblich unter Thränen». Im Mai lag der vierte Band endlich in den Buchhandlungen.
Auch für den Verleger Eduard Vieweg war Der grüne Heinrich zur Nervenprobe geworden: Fünf Jahre lang hatte er seinen Autor weder durch Drohungen noch durch Lockungen dazu bringen können, Manuskripte zum versprochenen Zeitpunkt abzuliefern. Vieweg hielt den Roman «für ein Meisterwerk». Gleichwohl zahlte er dem Autor das Honorar eines Anfängers: «Wenn an diesem Buch der Bogen nicht 1 1⁄2 Louis d’or wert ist, während Sachen, die tausend mal schlechter sind, mit 4 und 6 Louis d’or bezahlt werden, so heißt das, meine Arbeit heruntersetzen und unter die Füße treten», beklagte sich dieser. Insgesamt zahlte Vieweg kaum 1 1⁄3 Louis d’or pro Bogen, und das, während sein Verlag florierte und obwohl ihm Kellers wirtschaftliche Lage bekannt war. So entspann sich zwischen Berlin und Braunschweig ein Briefwechsel, der wegen des schneidend bitteren Tones – bei stets gewahrter Höflichkeit – in der deutschen Literaturgeschichte seinesgleichen sucht. Jonas Fränkel, der Herausgeber von Kellers Briefen an Vieweg, urteilte:
«Vieweg war nicht großmütig genug, um sich des fertigen Buches zu freuen und allein der Arbeit der unzähligen Tage und Nächte zu gedenken, die in den 1700 Druckseiten eingeschlossen lag. Daß der Verleger mitunter dem Autor ein Opfer bringen muss, gleich wie der Autor seinem Werke Opfer bringt, diese Einsicht war ihm fremd. Für ihn […] bedeutete auch Der grüne Heinrich nichts als eine Ware, deren Wert durch die Geschäftsbücher bestimmt wird. Er fertigte eine wunderliche Abrechnung aus, und der Lohn, den der Verfasser am Ende von sechs Jahren empfing, reichte nicht einmal, die aufgelaufene Schuld bei der Zimmerfrau zu begleichen.»
Unvergütet blieb Keller – wohl lebenslang – auch die intensive Tätigkeit, mit der er seine ausgedehnten Schreibpausen füllte: Klassikerlektüre, die den Schriften ihre als «Literarität» geschätzte Tiefendimension hinzufügte, und gedankliches Ausspinnen neuer Werke. Für ihn war beides Arbeit und Erholung zugleich; doch hier lag ein weiterer Grund für die «fabelhafte Langsamkeit» seines Fortschreitens. Parallel zur Arbeit am Grünen Heinrich entstanden in Keller jene Lebensbilder, die sich nach Abschluss des Romans in Novellenform niederschlugen: Die Leute von Seldwyla. In wenigen Monaten vollendete er die ersten fünf Erzählungen dieses Zyklus’, Pankraz, der Schmoller, Frau Regel Amrain und ihr Jüngster, Romeo und Julia auf dem Dorfe, Die drei gerechten Kammmacher und Spiegel, das Kätzchen. Vieweg brachte sie nach mannigfachen Querelen erst im folgenden Jahr heraus. Unvollendet blieb der zweite Band.
Ein weiteres Erzählwerk mit dem Arbeitstitel Galathea, das den späteren Bestand der Sieben Legenden umfassen sollte und den des Sinngedichts, schwebte Keller in Berlin so dringlich vor Augen, dass er, in Geldnot und durch die rasche Niederschrift der fünf Seldwylergeschichten verführt, einen Kontrakt mit Franz Duncker schloss, der ihn verpflichtete, im Lauf des Jahres 1856 die Manuskripte zu liefern. Vieweg verkaufte er den ungeschriebenen zweiten Band der Leute von Seldwyla und vereinbarte mit ihm sogar Vertragsstrafen für den Fall der Verzögerung. All dies war vergeblich: Die Sieben Legenden ließen 16, die Leute von Seldwyla II 19, das Sinngedicht 25 Jahre auf sich warten. Ein weiteres größeres Werk, das Versepos Der Apotheker von Chamouny oder der kleine Romanzero, eine Antwort auf Heines Rückwendung zum Glauben an Gott und Unsterblichkeit, stellte Keller 1853 fertig, veröffentlichte es aber erst 30 Jahre später in den Gesammelten Gedichten.

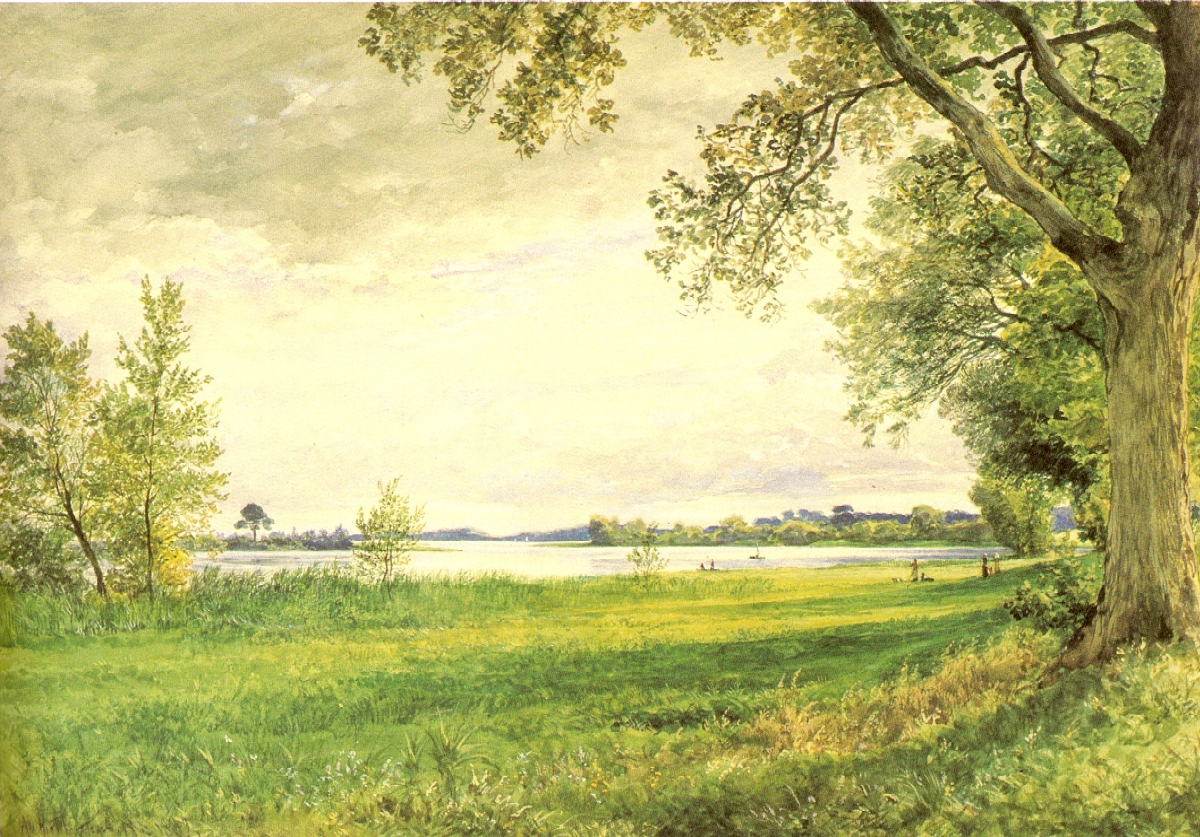
Albert Hertel: Tegelsee nordwestlich von Berlin. Geschenk Berliner Honoratioren zu Kellers siebzigstem Geburtstag

Obwohl von der wasserreichen Umgebung der Stadt angesprochen und ein häufiger Spaziergänger im Tiergarten, fühlte Keller sich in Berlin nie heimisch. In den letzten beiden Jahren zog es ihn immer stärker in die Schweiz zurück, zumal ihn seine Mutter und Schwester, die er oft lange Zeit ohne Nachricht gelassen hatte, dort sehnlich erwarteten. Was ihn in Berlin festhielt, waren seine Schulden und die Hoffnung, sich durch Schreiben letztlich doch noch eine Existenz gründen zu können. Von Zürcher Regierungsseite mangelte es nicht an Initiative, ihn auf gute Art unterzubringen. Man bot ihm 1854 eine Dozentenstelle am neu gegründeten Polytechnikum, der heutigen ETH Zürich, an. Er lehnte nach kurzem Schwanken ab, «weil es mit dem Dozieren von Dichtern im eigentlichen Sinne des Wortes nie weit her gewesen», und empfahl Hettner, der jedoch einem Ruf an die Dresdner Kunstakademie folgte. Auch Zürcher Privatleute, alarmiert durch seinen heimgekehrten Freund Christian Heußer, kümmerten sich um ihn. Jakob Dubs, sein Mitstreiter aus den Tagen der Freischarenzüge und inzwischen Schweizer Nationalrat, veranlasste die Gründung einer kleinen Aktiengesellschaft zur Rettung Gottfried Kellers vor dem Schuldgefängnis. Doch die Summe von 1800 Franken, die dabei zusammenkam, reichte nicht aus. Endlich siegte Kellers Liebeskummer über die vergeblichen Hoffnungen: «Ich kann es in Berlin nicht mehr aushalten», schrieb er seiner Mutter und offenbarte ihr seine Lage. Elisabeth Keller, die 1852 ihr Haus am Rindermarkt verkauft hatte, zögerte nicht und eiste ihren Sohn ein zweites Mal los. Ende November 1855 verließ er Berlin, machte in Dresden bei Hettner Station, lernte dort Berthold Auerbach und Karl Gutzkow kennen und kehrte im Dezember, nach sieben Jahren in der Fremde, in seine Vaterstadt zurück.

### Freier Schriftsteller in Zürich, 1855–1861
Wenig behelligt von den Grossmächten hatte sich während Kellers Deutschlandaufenthalt der Schweizer Bundesstaat etabliert. Bei seiner Rückkehr fand der Dichter die Heimat wirtschaftlich und kulturell in vollem Aufschwung. Die Ära Alfred Escher war angebrochen, das liberale Zürich legte die Fundamente seiner gegenwärtigen Geltung. Der Ausbau des nationalen Eisenbahnnetzes und die Gründung der Schweizerischen Kreditanstalt lenkten Kapital ins Land, das Polytechnikum, zeitweilig unter einem Dach mit der Universität Zürich, zog Wissenschaftler aller Fakultäten an. Auch sorgte die ungebrochene Tradition der liberalen Asylpolitik für den Zustrom talentierter Reaktionsflüchtlinge aus Deutschland, Österreich, Frankreich und Italien.

#### Bekanntschaften
Die meisten dieser Zugewanderten waren unbemittelt wie Richard Wagner, manche aber auch begütert, so die Ehepaare François und Eliza Wille und Otto und Mathilde Wesendonck, durch deren großzügige Gastfreiheit sich – neu für Zürich – eine Form des Salonlebens entwickelte. Keller hielt kurz nach seiner Rückkehr fest:
«Hier in Zürich geht es mir bis dato gut, ich habe die beste Gesellschaft und sehe vielerlei Leute, wie sie in Berlin nicht so hübsch beisammen sind. Auch eine rheinische Familie Wesendonck ist hier, ursprünglich aus Düsseldorf, die aber eine Zeitlang in Neuyork waren. Sie ist eine sehr hübsche Frau namens Mathilde Luckemeier, und machen diese Leute ein elegantes Haus, bauen auch eine prächtige Villa in der Nähe der Stadt, diese haben mich freundlich aufgenommen. Dann gibt es bei einem eleganten Regierungsrat feine Soupers, wo Richard Wagner, Semper, der das Dresdener Theater und Museum baute, der Tübinger Vischer und einige Züricher zusammenkommen und wo man morgens 2 Uhr nach genugsamem Schwelgen eine Tasse heißen Tee und eine Havannazigarre bekommt. Wagner selbst verabreicht zuweilen einen soliden Mittagstisch, wo tapfer pokuliert wird.»
Mit Wagner, dessen Schriften er bereits in Heidelberg studiert hatte, vertrug Keller sich «merkwürdig gut». Wagner schätzte die Leute von Seldwyla, die im Frühjahr 1856 endlich erschienen waren, von Auerbach gepriesen, von Gutzkow getadelt; Keller nannte Wagners Ring des Nibelungen einen «Schatz ursprünglicher nationaler Poesie» und eine «glut- und blütenvolle Dichtung», letzteres wohl mit Vorbehalt; denn angesichts von Versen wie «Weia! Waga! Woge, du Welle, walle zur Wiege!» urteilte er später über Wagner ziemlich hart: «Seine Sprache, so poetisch und großartig sein Griff in die deutsche Vorwelt und seine Intentionen sind, ist in ihrem archaistischen Getändel nicht geeignet, das Bewußtsein der Gegenwart oder gar der Zukunft zu umkleiden, sondern sie gehört der Vergangenheit an.»
Über weitere Attraktionen, die seine Vaterstadt zu bieten hatte, berichtete er Freund Hettner:
«Alle Donnerstag sind akademische Vorlesungen à la Sing-Akademie zu Berlin, im größten Saal der Stadt, wohin sich die Weiblein und Männlein vielhundertweise drängen und gegen zwei Stunden unentwegt aushalten. Semper hat einen allerliebsten und tiefsinnigen Vortrag gehalten über das Wesen des Schmucks. Vischer wird den Beschluß machen mit dem Macbeth. Daneben sind eine Menge besonderer Zyklen der einzelnen Größen, so dass man alle Abend die Dienstmädchen mit den großen Visitenlaternen herumlaufen sieht, um den innerlich erleuchteten Damen auch äußerlich heimzuleuchten. Freilich munkelt man auch, daß die spröden und bigotten Züricherinnen in diesen Vorlesungen ein sehr ehrbares und unschuldiges Rendevouz-System entdeckt hätten und daß die Gedanken nicht immer auf den Vortrag konzentriert seien.»
Mit den «einzelnen Größen» waren Jacob Burckhardt, Hermann Köchly, Pompejus Bolley und Jakob Moleschott gemeint, bis auf Burckhardt alles Deutsche. Es sei «schrecklich», bekannte er Ludmilla Assing, «wie es in Zürich von Gelehrten und Literaten wimmelt». Man höre fast mehr Hochdeutsch, Französisch und Italienisch als Schweizerdeutsch. «Doch lassen wir uns nicht unterkriegen; bereits hat mit den ersten Frühlingstagen das nationale Festleben wieder begonnen und wird bis zum Herbst sein Wesen treiben».

#### Festdichter
Der nationale Charakter, den die Jahresfeiern der Schützen-, Sänger-, Turnvereine im Laufe des Jahrhunderts angenommen hatten, färbte ab auf zeittypische Veranstaltungen wie Ausstellungen und die Eröffnung neuer Bahnlinien. Zugleich verlieh die bei solchen Festen demonstrierte Weltoffenheit dem Schweizer Patriotismus einen Anflug von Kosmopolitismus. Die politischen Asylanten blieben nicht Zaungäste, ihre Beteiligung am «freien Volksleben» war selbstverständlich, ihre Beiträge willkommen. Wagners Tätigkeit elektrisierte die Musik- und Theaterszene, Virtuosen und Größen der Schauspielkunst traten auf, 1856 Franz Liszt, 1857 Eduard Devrient. Literarische Touristen eilten herbei, das republikanische Wunder zu bestaunen, so von Kellers Bekannten der greise Varnhagen mit Ludmilla, die Dunckers und das Stahr-Lewaldsche Ehepaar aus Berlin, die Hettners aus Dresden. Paul Heyse kam aus München und schloss mit Keller auf Anhieb Freundschaft.
In dieses «Festleben», erträumt im Grünen Heinrich während der Berliner Entbehrungen, tauchte der Dichter ein:
 In Vaterlandes Saus und Brause,

 Da ist die Freude sündenrein,

 Und kehr nicht besser ich nach Hause,

 So werd ich auch nicht schlechter sein!
Unterdessen blieben die Novellen, die er seinen Verlegern versprochen hatte, ungeschrieben. Fast die gesamte literarische Produktion dieses Lebensabschnitts dreht sich um Feste: Eröffnungsgesänge, Marsch- und Becherlieder, das Versepos Ein Festzug in Zürich, das Gedicht Ufenau zur Gedenkfeier am Grab Ulrich von Huttens, von Freund Baumgartner als Chor vertont und aufgeführt; 1859 der Prolog zur Hundertjahrfeier von Schillers Geburtstag und 1860/1861 anlässlich der Einweihung des Schillerdenkmals im Vierwaldstättersee der Aufsatz Am Mythenstein, worin er zwar Wagners Sprache kritisierte, aber auch dessen Kritik am traditionellen Theater aufgriff und Ideen zu schweizerisch-nationalen Festspielen entwickelte. Einiges davon wurde umgesetzt, doch erst gegen Ende des Jahrhunderts. Unmittelbar und stark wirkte dagegen Das Fähnlein der sieben Aufrechten, eine Novelle, in deren Mittelpunkt eine fiktive Festrede steht, gehalten auf einem historischen Fest, dem Aarauer Eidgenössischen Freischießen von 1849. Der Autor legte sie einem jungen Schützen in den Mund, der Kellers Ansicht zum Verhältnis von Vaterlandsliebe und Weltbürgertum in das vielzitierte Wort kleidet: «Achte jedes Mannes Vaterland, aber das deinige liebe.» Die Erzählung, 1860 in Auerbachs Deutschem Volkskalender erschienen, bekundete Kellers «Zufriedenheit mit den vaterländischen Zuständen» und wurde in der Schweiz begeistert nachgedruckt.
Keller besass nun zwar einen Namen als Dichter und Erzähler. Doch blieb seine wirtschaftliche Lage weiter prekär: Ohne die freie Kost und Wohnung bei der Mutter, zu deren Haushaltung auch Regula Keller durch ihren Verdienst als Verkäuferin beisteuerte, hätte er nicht leben können. Anfang 1860 war er so verzweifelt, dass er seinen Verlegern – erfolglos – den liegengebliebenen Kleinen Romanzero anbot, obwohl er das Unpassende einer solchen Veröffentlichung empfand: Heine war 1856 gestorben und auf dem Büchermarkt tummelten sich allerlei zweifelhafte Nachrufe. «Wäre es erlaubt», schrieb er an Freiligrath, «die Gläubiger zu prügeln, anstatt sie zu bezahlen, so würde ich das verfluchte Gedicht mit tausend Freuden verbrennen.»

#### Politischer Publizist

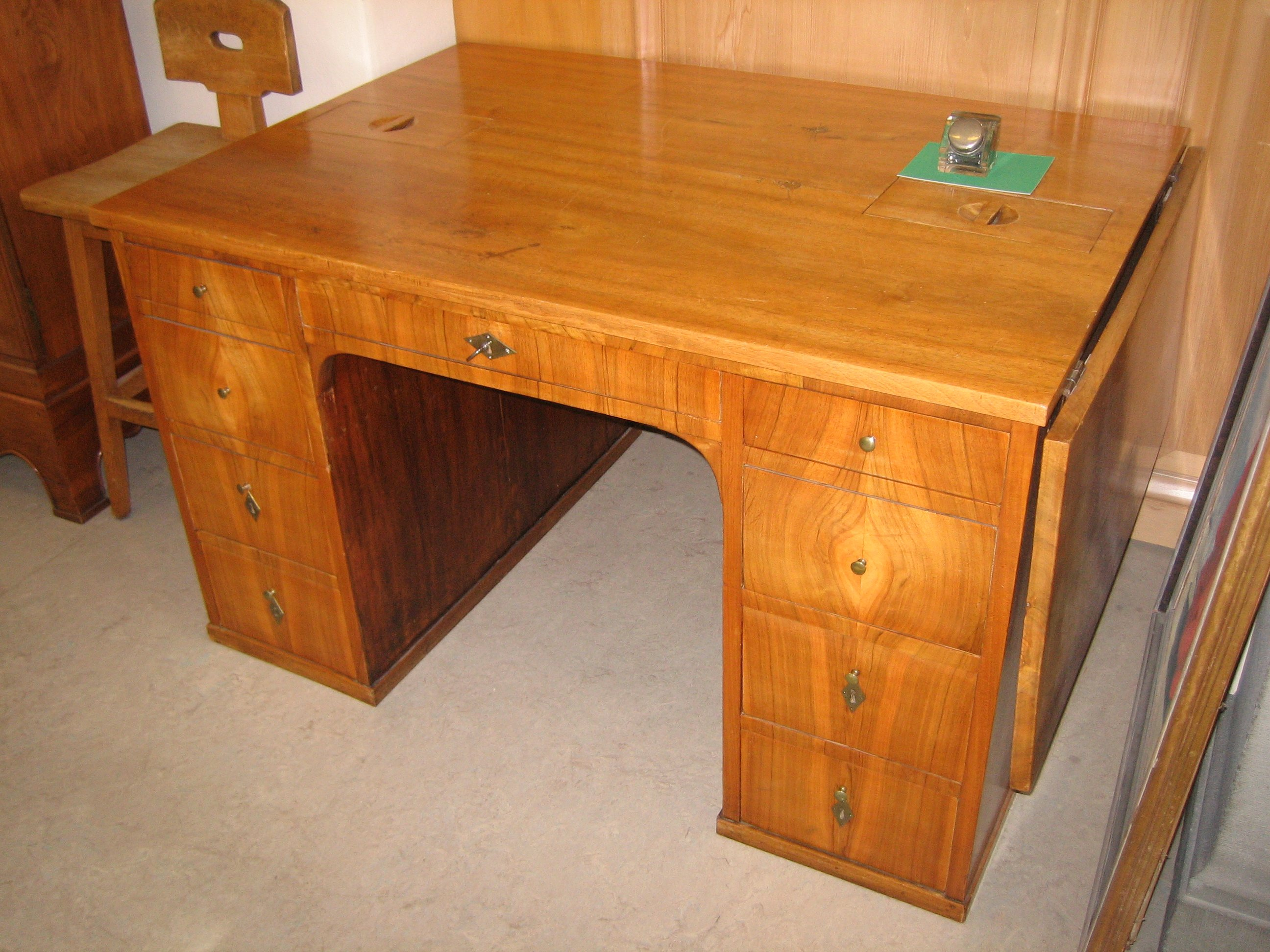
Schreibtisch Kellers, in der Zentralbibliothek Zürich

Was Keller in diesen Jahren hinderte, sein Können professionell zu verwerten, war die Diskrepanz zwischen seiner Vorstellung von staatsbürgerlicher Wirksamkeit – Bildungsziel des Romans Der grüne Heinrich – und der absurden Rolle eines republikanischen Hofpoeten, in die er hineinzuwachsen drohte. Zum zweiten Mal in seinem Leben, ähnlich wie nach der Rückkehr aus München, fühlte er sich von der Mitgestaltung der staatlichen Verhältnisse ausgeschlossen. Er erlebte dies umso schmerzlicher jetzt, nachdem er seine freischärlerische Vergangenheit novellistisch bewältigt und seine Reflexionen über politische Verantwortung, Parteilichkeit und Staat im Roman niedergelegt hatte.
Pläne Hettners und Müllers von Königswinter, ihn zum Sekretär des Kölnischen Kunstvereins zu machen, interessierten ihn unter diesen Umständen nur matt. Umso energischer meldete er sich in der Politik zu Wort, zumal die Großmächte den jungen Bundesstaat nun doch zu drangsalieren begannen. Schon Ende 1856 während des Neuenburgerhandels hatte er sich der parteiübergreifenden Volksbewegung zur Abwehr einer preussischen Invasion angeschlossen und per Leitartikel eine Ermutigungsadresse «An die Hohe Bundesversammlung» gerichtet. Sie unterschied sich politisch nicht von vielen solcher Kundgaben. Anders sein «Aufruf zur Wahlversammlung in Uster» im Herbst 1860 während des Savoyerhandels: Keller exponierte sich darin als Federführer einer Initiative zur bevorstehenden Nationalratswahl und griff die «Unselbständigkeit der Gesinnung» der bisherigen Zürcher Abgeordneten an, bei denen es sich um – zumeist beamtete – Gefolgsleute des «Princeps» Alfred Escher handelte, die es nach Ansicht Kellers und seiner Mitstreiter an entschlossenem Widerstand gegen die Missachtung der Schweizer Neutralität durch Napoleon III. hatten fehlen lassen. Im Berner Bund setzte er diese Angriffe in geistreich-witzigen Artikeln fort. Synchron wurde dazu im Feuilleton das Fähnlein nachgedruckt, in welchem zu lesen stand: «Laß einmal Kerle mit vielen Millionen entstehen, die politische Herrschsucht besitzen, und du wirst sehen, was die für Unfug treiben!» Die Irritation im Escher-Lager war beträchtlich. Hatte man eine Schlange am Busen genährt? Zwar brachte die Wahlinitiative keinen ihrer Männer durch, doch der Bann war gebrochen, gegen das «System Escher» und dessen politische Glaubensartikel, Wirtschaftsmacht und industriellen Fortschritt, erhob sich erstmals die Stimme eines Literaten. Das sah auch der Angegriffene und ließ sich wenig später in der ihm nahestehenden Neuen Zürcher Zeitung vernehmen. Sein Ton war kühl-überlegen, sein Thema die Achtung vor der Schweiz und ihrer Neutralität:
«Wie das einzelne Individuum nur dann als selbständig anzusehen ist, wenn es sich durch seiner Hände Arbeit sein Auskommen zu sichern vermag, so wird auch ein Volk, je mehr Erwerbsquellen es zu erschließen und je reichlicher es dieselben fließen zu lassen versteht, eine umso unabhängigere Stellung einzunehmen und zu behaupten vermögen.»
Keller, der dies als Seitenhieb auf seine fortdauernde wirtschaftliche Abhängigkeit verstand, konterte umgehend im Zürcher Intelligenzblatt:
«Wollte man auf diese etwas geldstolze Stelle outriert [übertrieben] antworten, so könnte man sagen: es gibt in der Schweiz arme Kantone, die dennoch sehr ehrwürdig sind, und es gab z. B. auch ein einzelnes Individuum, namens Pestalozzi, welches sein Leben lang in Geldnöten war, sich auf den Erwerb gar nicht verstand und dennoch viel wirkte in der Welt, und bei dem der Ausdruck, er verdiene keine Achtung, nicht ganz richtig gewählt gewesen wäre.»
Im Frühjahr 1861 erschienen von ihm weitere «Randglossen», in denen er seine Unzufriedenheit mit Zuständen an der Peripherie des Escherschen «Systems» äußerte. Der letzte dieser Artikel betraf einen zentralen Punkt: Der Zürcher Grosse Rat hatte versucht, die Kinderarbeit in den Baumwollspinnereien gesetzlich von 13 auf 12 Stunden zu reduzieren, war aber am Widerstand der Fabrikanten gescheitert. Keller schrieb:
«[Der Staat] berechnet, daß vielleicht gerade die dreizehnte Stunde, dreihundertmal jährlich wiederkehrend, die Stunde zuviel ist, welche die Lebensfrische retten könnte, und er bettelt bei der Baumwolle um diese einzige Stunde. […] Allein die Baumwolle ‹niggelet› [schüttelt] stetsfort mit dem Kopfe, den Kurszettel der Gegenwart in der Hand, indem sie sich auf die ‹persönliche Freiheit› beruft, während sie wohl weiß, daß der Staat in kirchlichen, pädagogischen, polizeilichen, sanitarischen Einrichtungen oft genug diese unbedingte persönliche Freiheit zu beschränken die Macht hat, und daß die Quelle, aus welcher diese Macht fließt, nicht versiegen kann. Sie wird niggelen mit dem Kopfe, bis der Staat einst sein Recht zusammenrafft und vielleicht nicht nur eine Stunde, sondern alle dreizehn Stunden für die Kinder wegstreicht. Alsdann würde Matthäi am letzten und der Weltuntergang da sein.»
Ein bundesweites Verbot der Kinderarbeit kam in der Schweiz erst 1877 zustande.
Folgen für den Verfasser der Artikelserie zeigten sich nach wenigen Monaten. Ein hochgestellter Politiker des Escher-Lagers, Franz Hagenbuch, Förderer Kellers und Wagners, entwarf einen verwegen scheinenden Plan zur Unterbringung des Dichters im Staatsdienst. Er glückte und wurde in der Öffentlichkeit halb ärgerlich, halb beifällig als «Geniestreich» aufgenommen.

### Erster Staatsschreiber des Kantons Zürich, 1861–1876

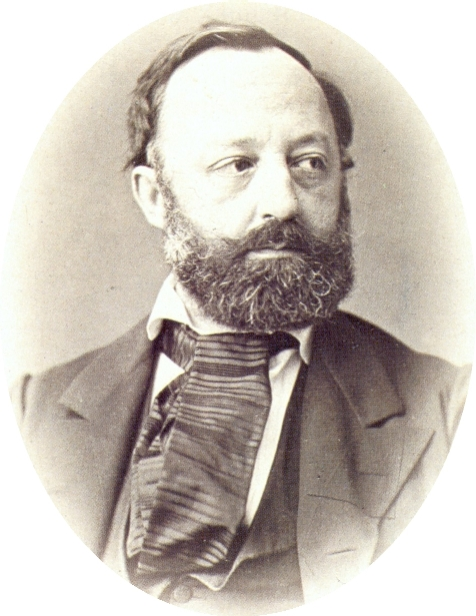
Gottfried Keller, Fotografie, Zürich, ca. 1870

Am 11. September 1861 bewarb sich Keller auf Hagenbuchs dringenden Rat um die freigewordene Stelle des Ersten Staatsschreibers des Kantons Zürich. Drei Tage später wurde er von der Regierung mit fünf gegen drei Stimmen gewählt. Er gelangte damit in das bestbesoldete Amt, das seine Heimatrepublik zu vergeben hatte. Die Stelle, «weder eine halbe noch eine ganze Sinekure», liess ihm zwar wenig Zeit für sein literarisches Werk, entsprach aber seiner Neigung und seinen Fähigkeiten und befreite ihn von ständigen wirtschaftlichen Sorgen. «Niemand beklage diese Wendung im Leben des Dichters! Sie wurde tatsächlich sein Heil. Denn er befand sich auf dem nächsten Weg zur Verwilderung», kommentiert Baechtold.

#### Amtsantritt und politische Tätigkeit
Nach der Ernennung Kellers begann in der Presse ein Rätselraten: Warum war er seinen Mitbewerbern, erfahrenen Juristen und Verwaltungsleuten, vorgezogen worden? Hatte man mit dem Jahresgehalt von 5000 bis 6000 Franken einem Frondeur den Mund stopfen wollen? Auch Blätter, die diesen Verdacht zurückwiesen, zeigten sich überrascht und äusserten Zweifel an der Befähigung des Dichters. Die Skepsis schien berechtigt, als Keller am 23. September die Stunde seines Amtsantritts verschlief und von Hagenbuch persönlich abgeholt werden musste. Er hatte am Vorabend an einer grossen Gesellschaft im Gasthof «Zum Schwan» teilgenommen, auf der einheimische und auswärtige Garibaldianer, unter ihnen Ludmilla Assing, die Gräfin Hatzfeldt, Emma und Georg Herwegh sowie Wilhelm Rüstow, den durchreisenden Ferdinand Lassalle feierten. Als dieser zu vorgerückter Stunde eine Séance veranstaltete, wobei Herwegh ihm als Medium diente, erwachte Keller aus stummem Dabeisitzen, ergriff einen Stuhl und drang mit den Worten «Jetzt ist’s mir zu dick, ihr Lumpenpack, ihr Gauner!» auf die beiden ein. Im entstehenden Tumult wurde er an die frische Luft gesetzt. Die Regierung sprach Keller eine Rüge aus. Sechs Wochen später war der Neuling an der Spitze der Staatskanzlei so gut eingearbeitet, dass die Zürcherische Freitagszeitung, die sich durch Kritik an seiner Berufung hervorgetan hatte, Anlass sah, ihm zu gratulieren.

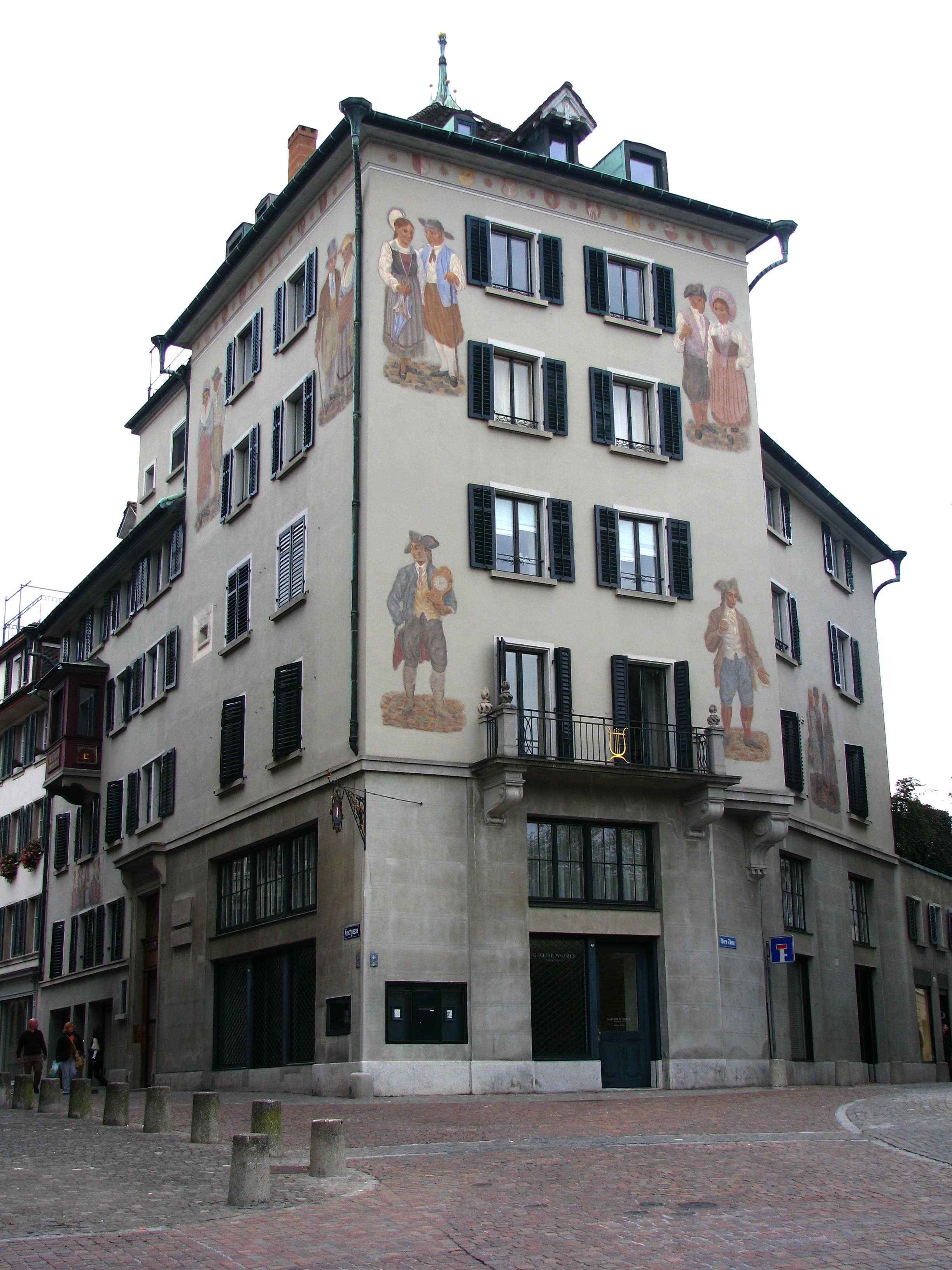
Das «Steinhaus», Obere Zäune 1, Kreuzung Hirschengraben, Kirchgasse und Obere Zäune, mittelalterliche Wohnfestung der Manesse, 1803–1875 Sitz der Zürcher Staatskanzlei

Keller zog mit Mutter und Schwester in das Zürcher «Steinhaus», wo sich im ersten Stock die Kanzlei, im zweiten die Dienstwohnung des Staatsschreibers befand. Anders als ihr Ebenbild im Grünen Heinrich erlebte die Mutter des Dichters die Genugtuung, ihren Sohn geehrt und versorgt zu sehen. Am 5. Februar 1864 verstarb Elisabeth Keller in ihrem siebenundsiebzigsten Lebensjahr, ohne krank gewesen zu sein.
Zu Kellers vielfältigen Amtspflichten gehörte auch die Abfassung sogenannter Bettagsmandate. Das erste dieser Schriftstücke entstand 1862. Die Regierung trug Bedenken, es zu veröffentlichen. Der Autor, der selbst den kirchlichen Feiern fernblieb, hatte, wie üblich, der Staatskirche zum Bettag gut besuchte Gottesdienste gewünscht, dann jedoch hinzugefügt: «Möge aber auch der nicht kirchlich gesinnte Bürger im Gebrauch seiner Gewissensfreiheit nicht in unruhiger Zerstreuung diesen Tag durchleben, sondern in stiller Sammlung dem Vaterlande seine Achtung beweisen.» Diese Worte eines Feuerbachianers von der Kanzel herunter verlesen zu müssen hätte für viele Geistliche eine Zumutung bedeutet, weshalb die Regierung bei einem anderen Schreiber ein diplomatischer formuliertes Mandat bestellte. Keller war ein überzeugter Verfechter der jüdischen Emanzipation und brachte dies auch im Bettagsmandat 1862 zum Ausdruck. Allerdings erhielten die Juden in der Schweiz die Niederlassungsfreiheit und allgemeine Bürgerrechte erst 1874 anlässlich der Totalrevision der Schweizer Bundesverfassung zugesprochen.
Ausserhalb seiner Amtsgeschäfte wirkte Keller 1863–1865 als Sekretär des «Schweizerischen Zentralkomitees für Polen», einer politisch-humanitären Hilfsorganisation, die er beim Ausbruch des polnischen Januaraufstandes mit ins Leben gerufen hatte. Auch vertrat er 1861–1866 seinen Heimatbezirk Bülach im Grossen Rat, wurde danach aber nicht mehr gewählt, weil er von der sich formierenden Demokratischen Partei mittlerweile als Verfechter jenes Systems angefeindet wurde, das er vor seiner Berufung scharf kritisiert hatte.
Die Unzufriedenheit mit dem «System Escher» artikulierte sich ab 1863 in der Forderung nach direkter Demokratie. Als Befürworter der repräsentativen Demokratie nahm Keller 1864/1865 in mehreren Zeitungsartikeln gegen eine Totalrevision der Zürcher Verfassung Stellung und wirkte im Jahr darauf an einer partiellen Reform mit, die den Wählern das Recht einräumte, per Volksinitiative die Ausarbeitung einer neuen Verfassung zu verlangen. Von diesem Recht machten die Demokraten alsbald Gebrauch, um das System zu stürzen. Missernten, eine Krise in der Schweizer Textilindustrie und eine Cholera-Epidemie in Zürich begünstigten ihr Vorhaben. Eingeleitet wurde die Umwälzung durch die Pamphlete des Zürcher Rechtsanwalts Friedrich Locher (1820–1911), welche mit einem Gemisch aus Wahrheit und Lüge das Ansehen Eschers und einiger seiner Gefolgsleute schwer beschädigten. Zorn und Aufregung bemächtigen sich breiter Volksschichten. Die Bewegung erreichte Ende 1867 ihren Gipfel, mündete aber, nachdem Locher ausgeschaltet war, rasch in konstruktive Bahnen.

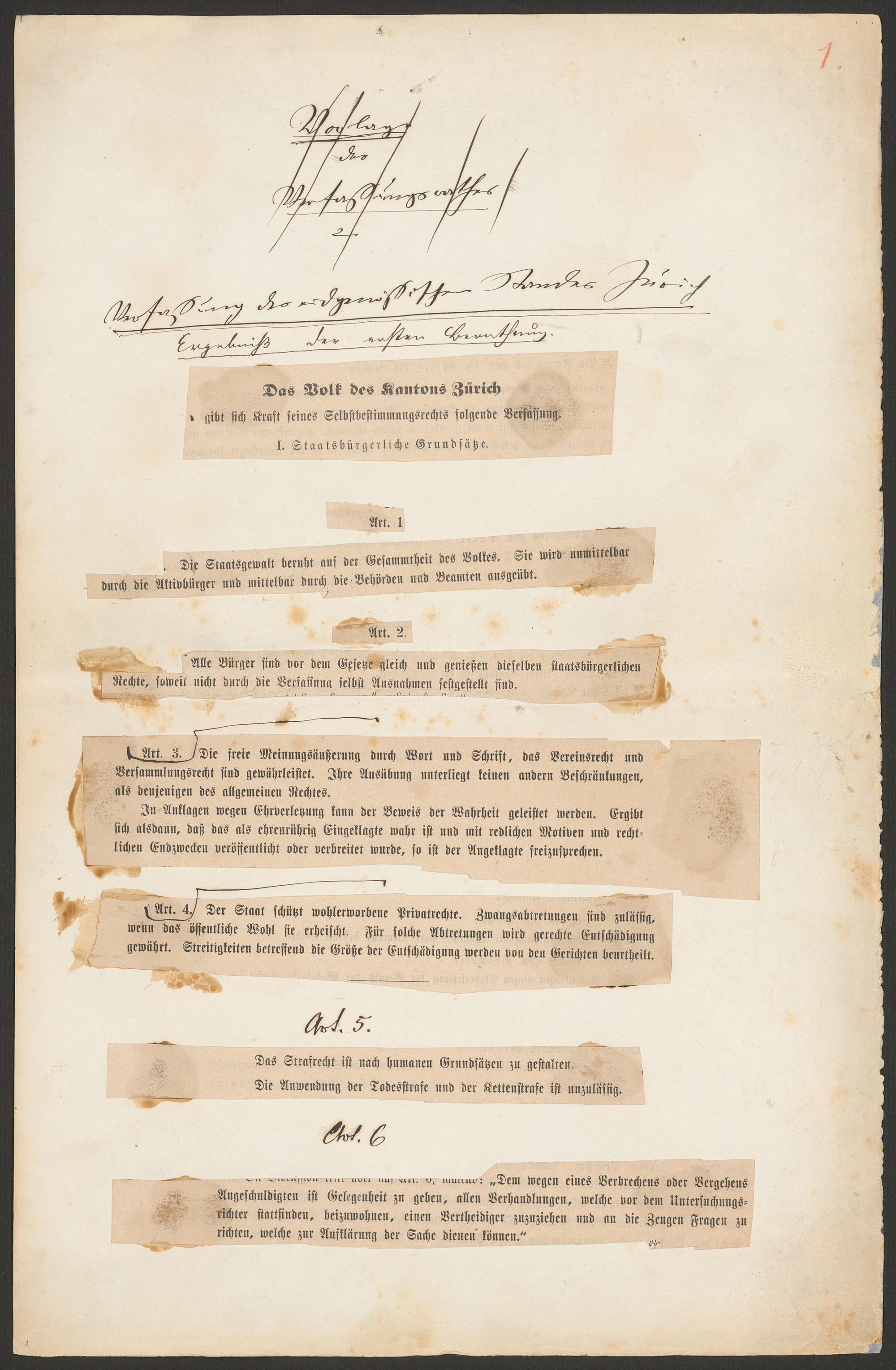
Verfassungentwurf, Autor Gottfried Keller, 3. Dezember 1868

In weniger als einem Jahr war ein Verfassungsrat gewählt – mit Keller als zweitem Sekretär – und eine neue Verfassung ausgearbeitet, welche am 18. April 1869 bei hoher Wahlbeteiligung mit grosser Mehrheit angenommen wurde. Auch bei der kurz darauf folgenden ersten Direktwahl der Zürcher Regierung siegten die Demokraten: Bis auf einen wurden sämtliche Räte der altliberalen Garde ausgetauscht. Keller erwartete, entlassen zu werden. «Wir haben nämlich in unserm Kanton eine trockene Revolution mittelst einer ganz friedlichen, aber sehr malitiösen Volksabstimmung gehabt, in deren Folge jetzt unsere Verfassung total abgeändert wird», hatte er bereits 1868 seiner Brieffreundin Assing anvertraut; und weiter:
«Da ich zu denen gehöre, die nicht von der Zweckmäßigkeit und Heilsamkeit der Sache überzeugt sind, so werde ich ganz resigniert abspazieren, ohne dem Volke zu grollen, das sich schon wieder zurechtfinden wird. Im Anfange der Bewegung hatten wir ewigen Ärger, da sie durch infame Verleumdungen in Gang gebracht wurde. Allein das Volk, welches die Lügen bei ihrer Kühnheit zu glauben gezwungen war, hätte von Stein sein müssen, wenn es nicht hätte aufgeregt werden sollen. Die Verleumder sind auch bereits erkannt und beiseite gesetzt; aber wie der Weltlauf ist, zieht seine Majestät, der Souverän, nichtsdestoweniger seinen Nutzen aus der Sache und behält seine Beute, die er erweiterte Volksrechte nennt.»
Zu Kellers Überraschung bestätigte die neue Regierung ihn in seinem Amt. Er diente ihr in politisch weniger turbulenten Zeitläuften weitere sieben Jahre.

#### Gescheiterte Heiratspläne, Ehrungen, neue Freunde

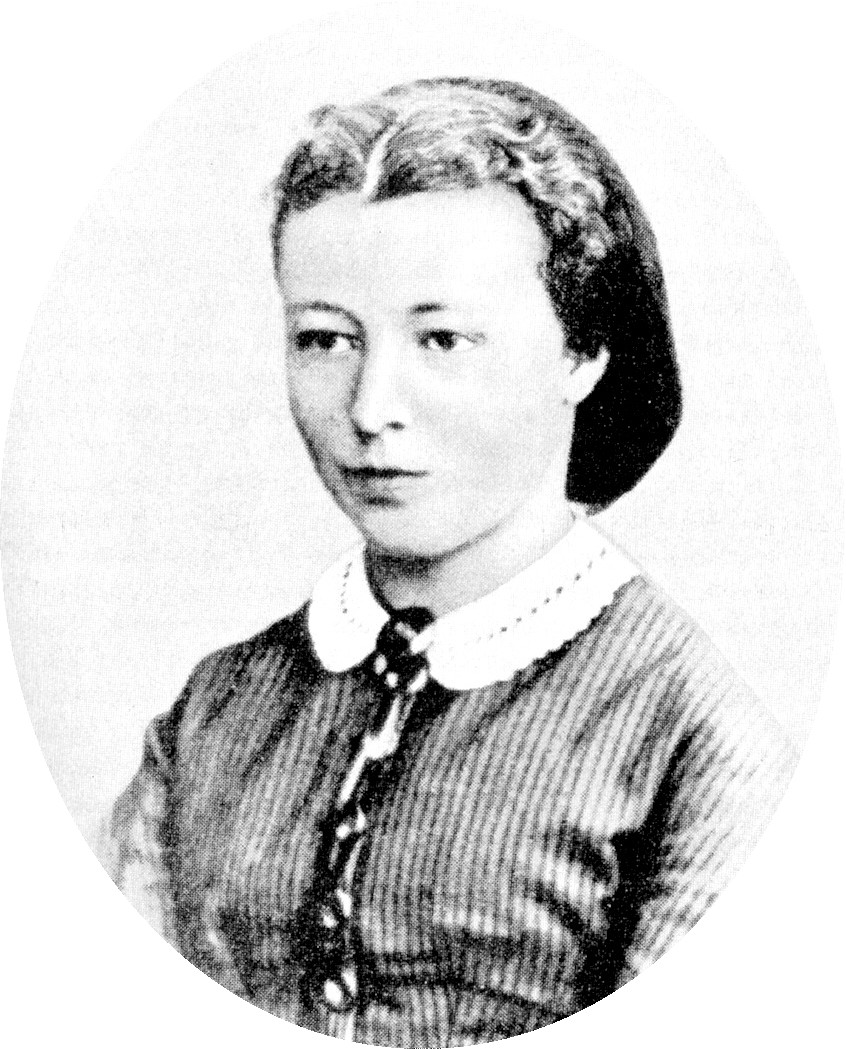
Luise Scheidegger (1843–1866), Kellers Verlobte

Anfang 1865 lernte Gottfried Keller im Hause eines Zürcher Freundes die Pianistin Luise Scheidegger (1843–1866) kennen. Sie lebte in Herzogenbuchsee, war dort als Pflegekind bei begüterten Verwandten aufgewachsen und hatte am Genfer Konservatorium das Konzertdiplom erworben. Im Mai 1866 verlobte er sich mit ihr ohne öffentliche Bekanntmachung. Wenige Wochen später nahm Scheidegger sich an ihrem Heimatort das Leben. Über das Motiv ihres Suizids gibt es keine Gewissheit. Luise Scheidegger wurde als «hilfreich, angenehm im Umgang, geistvoll und in ihrer Erscheinung von großer Lieblichkeit» beschrieben. «Spürbarer Frohsinn, gezeichnet von einer leisen Wehmut, verlieh ihr zu den schon vorhandenen Anlagen noch besonderen Adel.» Sicher ist, dass sich die junge Musikerin zu dem Dichter hingezogen fühlte; anzunehmen auch, dass sie sich der Ehe mit dem in schonungslose Parteikämpfe verstrickten Politiker nicht mehr gewachsen fühlte, als ihr von Wohlmeinenden hinterbracht wurde, was dessen neue und alte Feinde ihm nachsagten: Trunksucht, Rauflust und Gottlosigkeit. Im Zwiespalt mit sich selbst und von ihrer Umgebung gedrängt, das gegebene Jawort zu brechen, mag der Freitod ihr als einziger Ausweg erschienen sein. Sieben Jahre trauerte Keller um Luise Scheidegger. Dann machte er der Saaltochter Lina Weißert (1851–1910) einen Heiratsantrag. Er wusste nicht, dass diese bereits mit dem Juristen Eugen Huber liiert war. Sie wies das Ansinnen des inzwischen Dreiundfünfzigjährigen höflich-kühl zurück.
Den 19. Juli 1869 nutzen die Zürcher Sängervereine, Studentenverbindungen und nicht zuletzt die Kantonsregierung, um den schweigenden Dichter anlässlich seines fünfzigsten Geburtstags «laut an seine Bestimmung zu mahnen». Die juristische Fakultät der Universität Zürich verlieh ihm die Ehrendoktorwürde. Beim Festbankett lernte Keller den jungen Wiener Rechtsgelehrten Adolf Exner kennen, zu dem er sogleich eine herzliche Freundschaft knüpfte. 1872 begegnete er dessen liebenswürdiger Schwester Marie, die 1874 den österreichischen Urologen Anton von Frisch heiratete. Kellers Korrespondenz mit Adolf Exner und Marie von Frisch-Exner, fortgeführt bis kurz vor seinem Tod, zeigt ihn auf der Höhe seiner Kunst als Briefverfasser. Der «Exnerei» zuliebe machte Keller nach zehn urlaubslosen Jahren zweimal Ferien in Österreich. Am Mondsee begann er auch wieder zu malen. Karl Dilthey schrieb 1873 an Marie Exner: «Keller ist so gründlich einsam, und die Exnerei und ich sind so ziemlich die einzigen Menschen, die er vertragen kann.» Sich selbst charakterisierte der unter seiner fortwährenden Ehelosigkeit Leidende so: «Ich bin […] ein kleiner dicker Kerl, der abends 9 Uhr ins Wirthaus und um Mitternacht zu Bette geht als alter Junggeselle.»

#### Literarische Produktion
Kellers poetischer Trieb war unter dem Druck der Amtsgeschäfte nicht verkümmert. Dem Wiener Literaturkritiker Emil Kuh gegenüber charakterisierte er seine Produktionsweise:
«Meine Faulheit, von der Sie nachsichtig schrieben, ist eine ganz seltsame pathologische Arbeitsscheu in puncto litteris. Wenn ich daran bin, so kann ich große Stücke hintereinander wegarbeiten bei Tag und Nacht. Aber ich scheue mich oft wochen-, monate-, jahrelang, den angefangenen Bogen aus seinem Verstecke hervorzunehmen und auf den Tisch zu legen; es ist als ob ich diese einfache erste Manipulation fürchtete, ärgere mich darüber und kann doch nicht anders. Währenddessen geht aber das Sinnen und Spintisieren immer fort, und indem ich Neues aushecke, kann ich genau am abgebrochenen Satz des Alten fortfahren, wenn das Papier nur erst glücklich wieder da liegt.»
Neben dem neugewonnenen Korrespondenten Kuh trug auch sein alter Freund Friedrich Theodor Vischer, inzwischen Professor in Tübingen, kritisch dazu bei, dass Keller die in Berlin begonnenen Erzählungen fortsetzte. Verlegerisch tat dies Ferdinand Weibert (1841–1926), neuer Inhaber der Göschen’schen Verlagsbuchhandlung. Dort erschienen 1872 die Sieben Legenden, ein Jahr später bereits in zweiter Auflage.

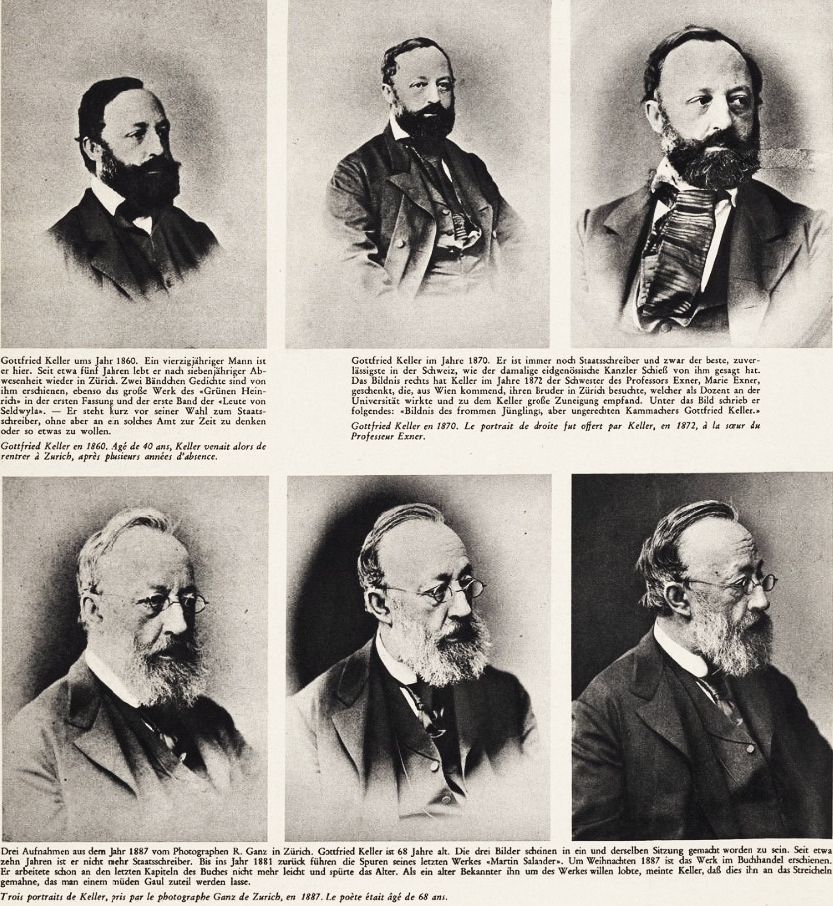
Porträts von Gottfried Keller
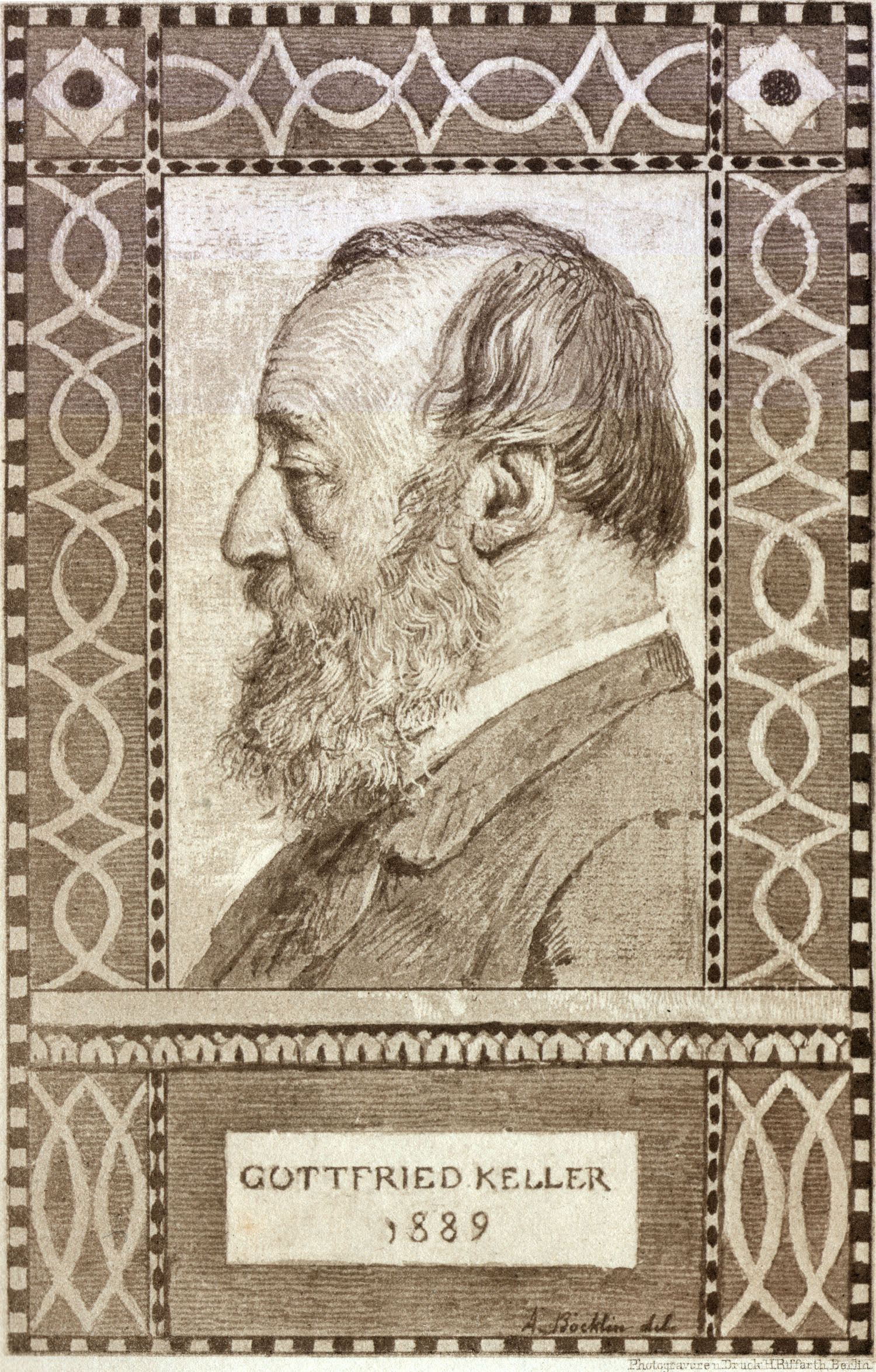
Phototypie nach Arnold Böcklins Vorlage, Frontispiz zu Band 9 der Gesammelten Werke, 1889
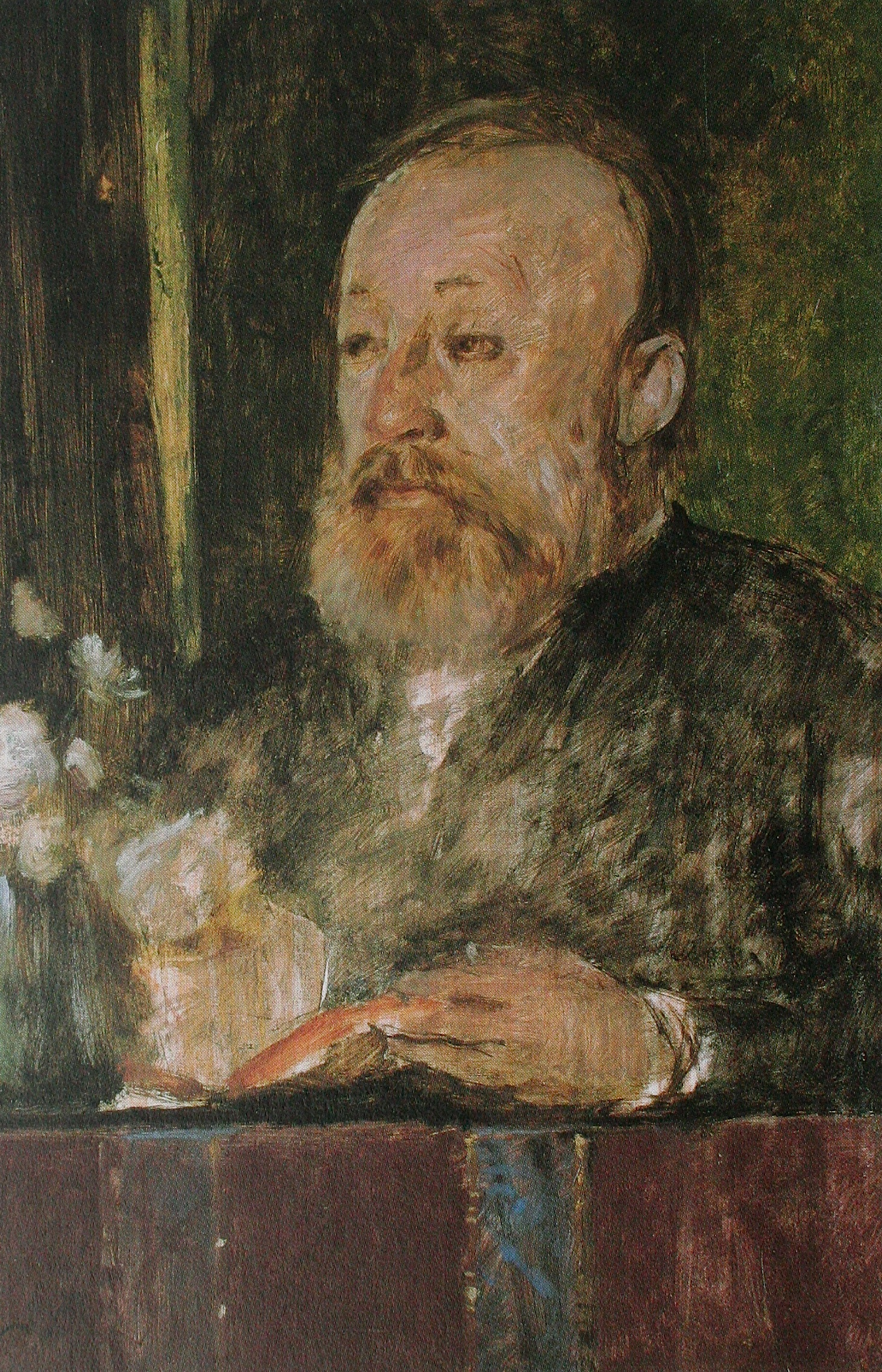
Bildnis Gottfried Keller, Gemälde von Arnold Böcklin, 1889, Gottfried Keller-Stiftung, Inventarnummer GKS521, Depositum im Kunsthaus Zürich
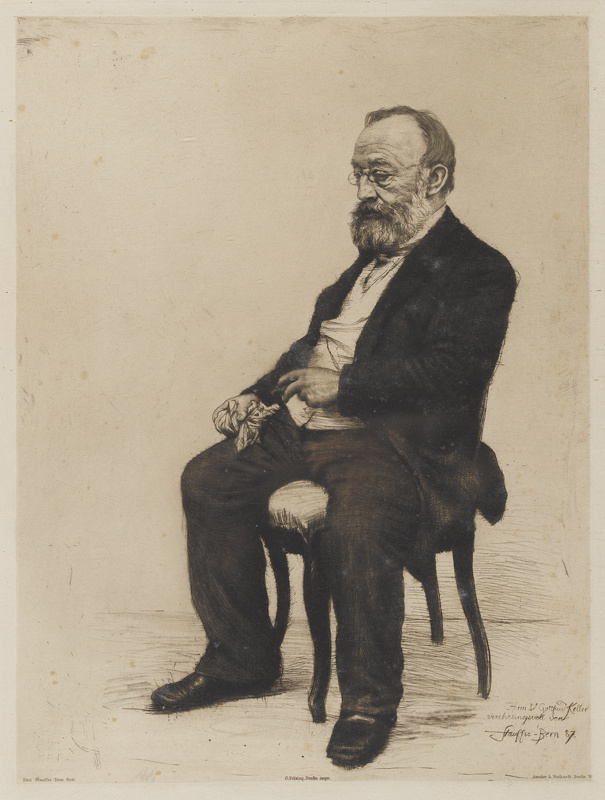
Gottfried Keller von Karl Stauffer-Bern, 1887, Gottfried Keller-Stiftung, Inventarnummer GKS1015/9, Depositum im Kunstmuseum Bern

Das Honorar verwendete Keller zum Rückkauf der Viewegschen Verlagsrechte. Er übertrug sie Weibert, der 1873 eine Neuausgabe der Leute von Seldwyla herausbrachte. 1874 folgten fünf weitere Seldwylernovellen: Kleider machen Leute, Der Schmied seines Glückes, Die mißbrauchten Liebesbriefe, Dietegen und Das verlorene Lachen. Den Anstoß zur Geschichte des Schneidergesellen Wenzel Strapinski, der in Kleider machen Leute für einen polnischen Grafen gehalten wird, verdankte der Dichter seiner Tätigkeit im «Zentralkomitee für Polen» und seiner Verbindung mit dem polnischen Emigranten Władysław Plater. Stärker noch sind die zeitgeschichtlichen Bezüge im Verlorenen Lachen, einem zur Novelle komprimierten Schlüsselroman. Keller nahm darin die Auswüchse der demokratischen Agitation von 1867/1868 und den reformatorischen Eifer einiger liberalen Theologen aufs Korn. Letzteres sorgte in Zürich für Aufsehen; in St. Peter wurde gegen den Autor gepredigt. In Deutschland erlebten die Novellen rasch hintereinander drei Auflagen.
Keller erkannte, dass seine Feder ihn von nun an würde ernähren können – als Staatsschreiber stand ihm keine Pension zu. So legte er im Juli 1876 sein Amt nieder, um sich uneingeschränkt der Schriftstellerei zu widmen. In diesem Jahre bezog er eine Wohnung im Bürgli, wo er bis 1882 residierte.

### Alterswerk, 1876–1890

#### Im Bürgli, Quartier Enge

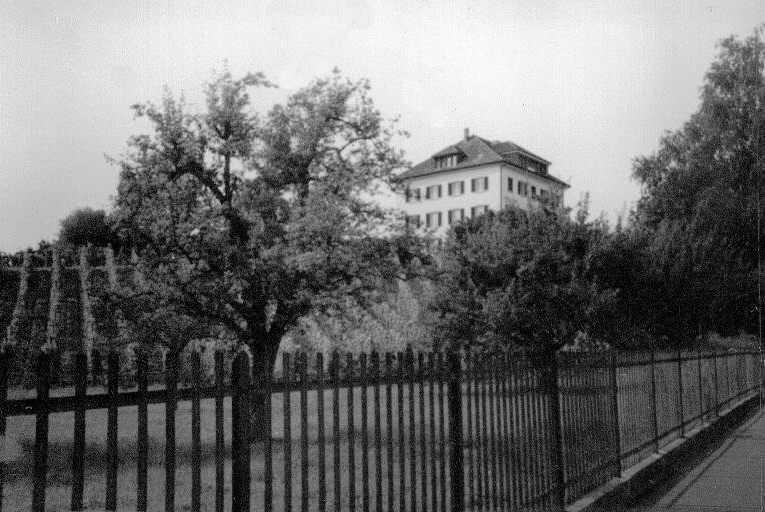
Bürgli, Mehrfamilienhaus im Quartier Enge in Zürich

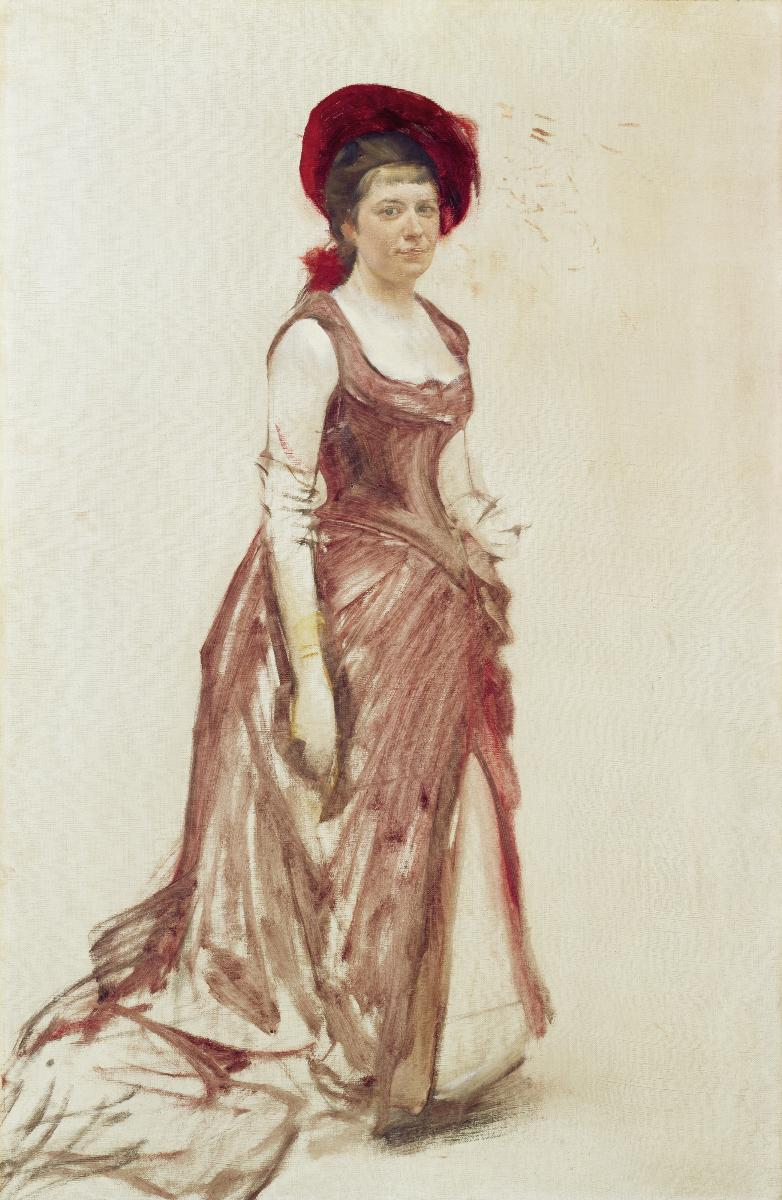
Karl Stauffer-Bern: Bildnis Lydia Welti-Escher im roten Kleid, 1886, Depositum der Gottfried-Keller Stiftung im Kunsthaus Zürich

1876 bis 1882 wohnten Gottfried Keller und seine Schwester Regula im Mehrfamilienhaus Bürgli im Zürcher Quartier Enge, in unmittelbarer Nähe zur Villa Belvoir, dem Domizil seines Weggefährten und Kontrahenten, Alfred Escher und der Tochter Lydia. In einer Wohnung im zweiten Obergeschoss des Bürgli auf dem Hügel des Rebbergs schrieb Keller in den Jahren 1879 und 1880 die zweite Fassung seines Romans Der grüne Heinrich.
Bis auf die Dramen führte Keller in den anderthalb Jahrzehnten bis zu seinem Tod alle Werkideen aus, die er in Berlin empfangen hatte. Darüber hinaus schrieb er einen weiteren Novellenzyklus und einen Roman. Wie er in seinem Alter noch neue Freundschaften anknüpfte, so entstand auch noch überraschend Neues auf dem Gebiet der Lyrik.

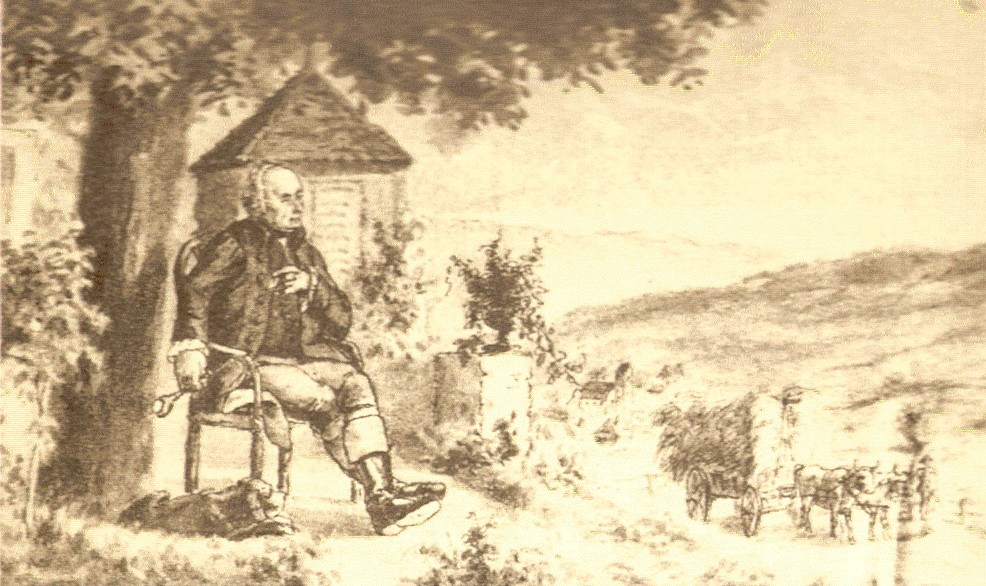
Johann Salomon Hegi: Illustration zu Der Landvogt von Greifensee, Zürcher Novellen, 1877

1876–1877 verfasste Keller die Züricher Novellen, die zum Teil in Julius Rodenbergs Deutscher Rundschau vorabgedruckt wurden, dann in endgültiger Gestalt als Buch bei Göschen herauskamen. Die Buchausgabe umfasst die Erzählungen Hadlaub, Der Narr auf Manegg, Der Landvogt von Greifensee, Das Fähnlein der sieben Aufrechten und Ursula.
1879–1880 erschien der völlig umgearbeitete Grüne Heinrich ebenfalls bei Göschen, 1881 als Vorabdruck in der Deutschen Rundschau der Zyklus Das Sinngedicht mit den Novellen Von einer törichten Jungfrau, Die arme Baronin, Regine, Die Geisterseher, Don Correa und Die Berlocken. Für die Buchausgabe des Sinngedichts (1882) wechselte Keller zu Wilhelm Hertz, der die belletristische Abteilung des Dunckerschen Verlags aufgekauft hatte.

#### Im Haus Thaleck, Quartier Hottingen

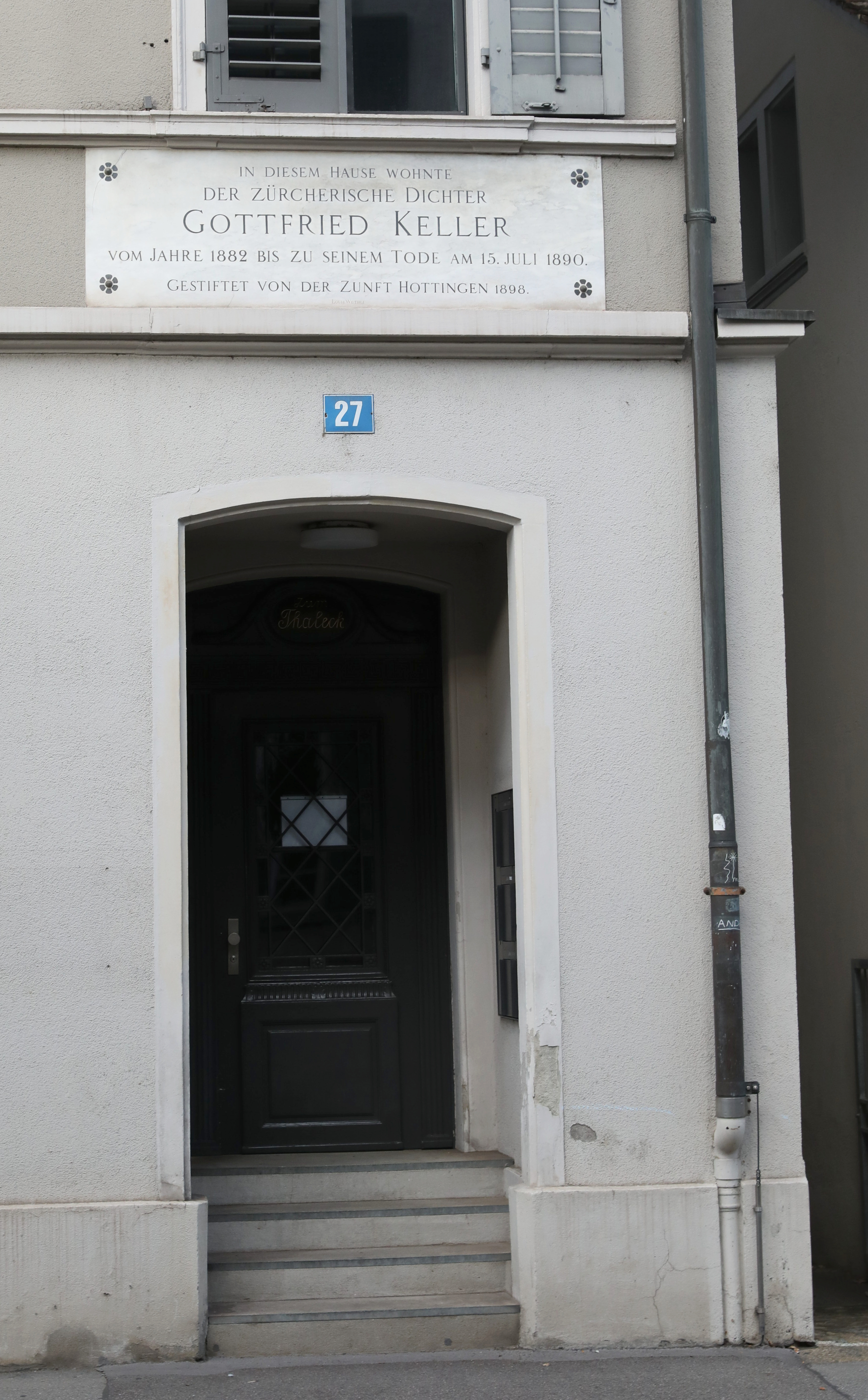
Wohnsitz von Gottfried Keller, 1882 bis zu seinem Tod 1890 und seiner Schwester Regula im Haus «Thaleck» am Zeltweg 27 im Quartier Hottingen der Stadt Zürich

1882 zogen Keller und seine Schwester Regula in eine Fünfzimmerwohnung am Zeltweg in Zürich Hottingen.
1883 veröffentlichte Hertz Kellers Gesammelte Gedichte. 1886 erschien der Roman Martin Salander in Fortsetzungen in der Deutschen Rundschau und Ende desselben Jahres als Buch bei Hertz. Ab 1889 brachte Hertz, der Weiberts Rechte an der endgültigen Fassung des Grünen Heinrich erworben hatte, Kellers Gesammelte Werke heraus.
Keller wechselte ab 1877 Briefe mit dem Husumer Dichter Theodor Storm und dessen Freund, dem Schleswiger Regierungsrat Wilhelm Petersen. 1884 ließ sich Arnold Böcklin in Zürich nieder. Maler und Dichter schlossen eine Freundschaft, die bis zu Kellers Tod währte. Böcklin entwarf das Frontispiz zur Hertz’schen Gesamtausgabe, ebenso die Medaille, die die Zürcher Regierung Keller zum 70. Geburtstag prägen ließ und ihm in Gold überreichte.
Gottfried Keller hatte 1889 eine Selbstbiografie verfasst, die der Professor für deutsche Literatur Julius Stiefel (1847–1908) zwischenzeitlich aufbewahrte.

### Tod

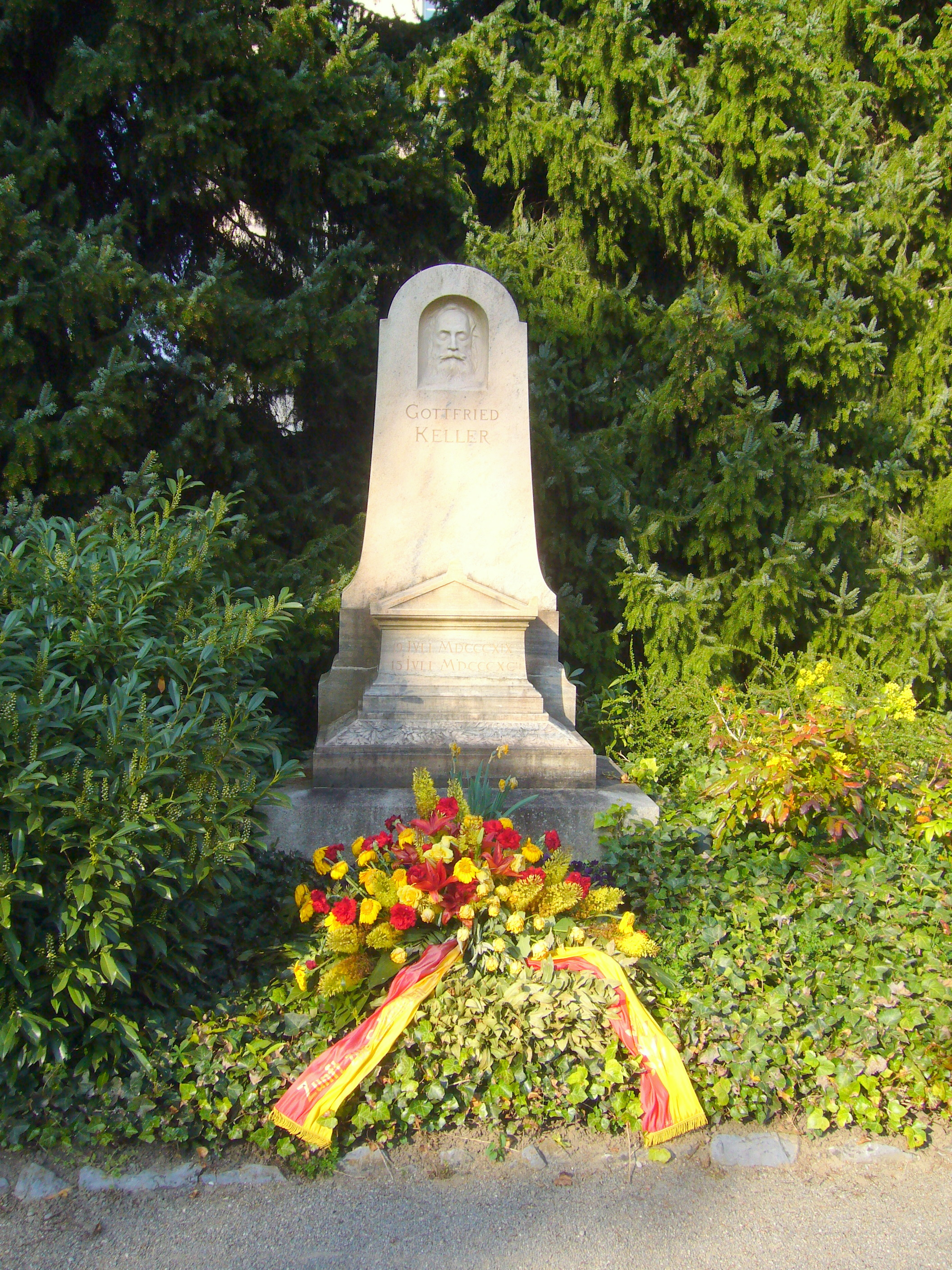
Grab von Gottfried Keller auf dem Zürcher Friedhof Sihlfeld, Grabmal von Friedrich Blunschli, Antlitz von Richard Kissling

1888 starb Regula Keller. Gottfried Keller starb nach längerer Krankheit am Nachmittag des 15. Juli 1890 an Altersschwäche und Rückenmarksschwindsucht, die anwesenden Freunde Böcklin und Stadler schlossen ihm die Augen. Die Totenmaske wurde von Richard Kissling abgenommen. Nach einer Trauerfeier am 18. Juli wurde er im Zürcher Krematorium eingeäschert, für dessen Bau er sich eingesetzt hatte. Kellers Asche fand 1901 die endgültige Ruhestätte im Zentralfriedhof Zürich bei dem von Richard Kissling entworfenen Grabdenkmal (heute Friedhof Sihlfeld), zusammen mit seiner Mutter und seiner Schwester.
Seinen Nachlass vermachte er der Universität Zürich. Er wird heute von der Zentralbibliothek Zürich verwaltet und umfasst Kellers Handschriften und Briefe, seine Bibliothek sowie über 60 eigenhändige Zeichnungen und Gemälde.

## Auszeichnungen und Würdigungen
- 1869: Ehrendoktorwürde der Universität Zürich
- 1876: Bayerischer Maximiliansorden für Wissenschaft und Kunst
- 1878: Ehrenbürgerschaft der Stadt Zürich[124]
- Ehrenmitgliedschaft im Dramatischen Verein Zürich[125]
- 1889: Bronzemedaille zu Gottfried Kellers 70. Geburtstag, Medailleur: Anton Scharff, Entwurf: Arnold Böcklin

postum
- 1919: Zum 100. Geburtsjahr des Dichters wurden mehrere Bundesfeierkarten veröffentlicht: Nr. 25 Kellers Geburtshaus zum Goldenen Winkel, Nr. 26 Keller, Porträt von Frank Buchser 1872, Nr. 27 Keller 1889 von Arnold Böcklin
- 1919: Gottfried Keller-Ausstellung in der Zentralbibliothek Zürich, 21. Juli 1919–28. September 1919[126]
- 1963: Otto Charles Bänninger realisierte im Auftrag der Swiss Re das Gottfried-Keller-Denkmal mit der Büste des Dichters für das Mythenquai im Zürcher Quartier Enge
- Gottfried Keller ist auf der Schweizer 10-Franken-Note der fünften Serie (1956–1976) abgebildet.
- 1990: Gedenkmünze mit dem Porträt von Gottfried Keller
- 2002: Eine im Oktober 2002 von der Vontobel-Bank Zürich-München gestiftete Gedenktafel in der Neuhauser Straße 35 erinnert an Kellers Wohnung in München im Jahr 1840
- 2019: Gottfried Keller – Der träumende Realist, Ausstellung im Strauhof Zürich anlässlich seines 200. Geburtstags, 1. März–26. Mai 2019[127]

Gottfried Kellers Geburtshaus «zum goldenen Winkel», Bundesfeierkarte 1919 zum 100. Geburtsjahr des Dichters
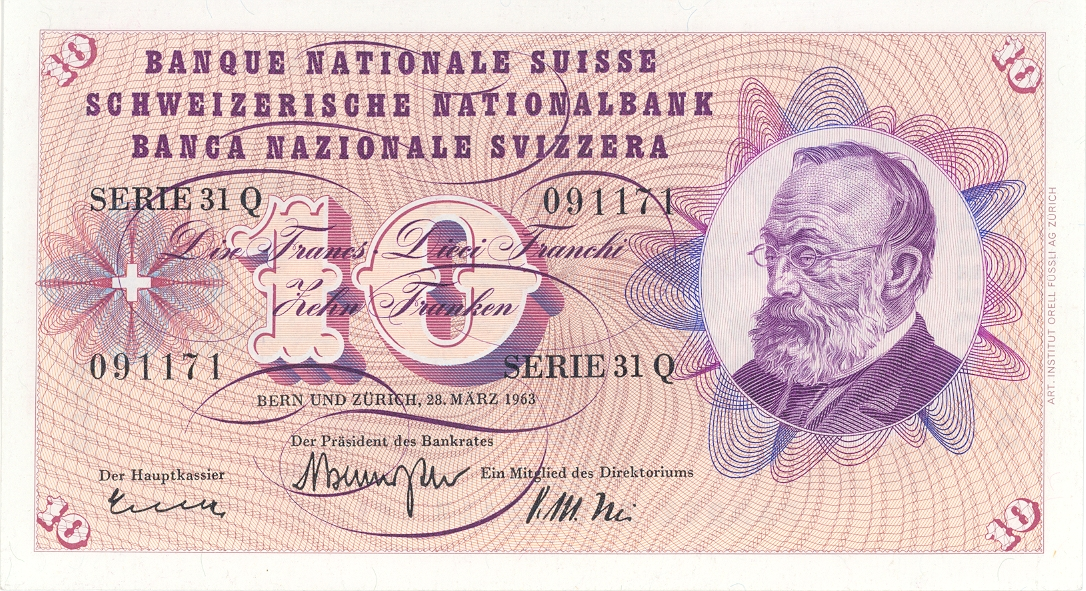
Gottfried Keller auf der Schweizer 10-Franken-Note von 1956
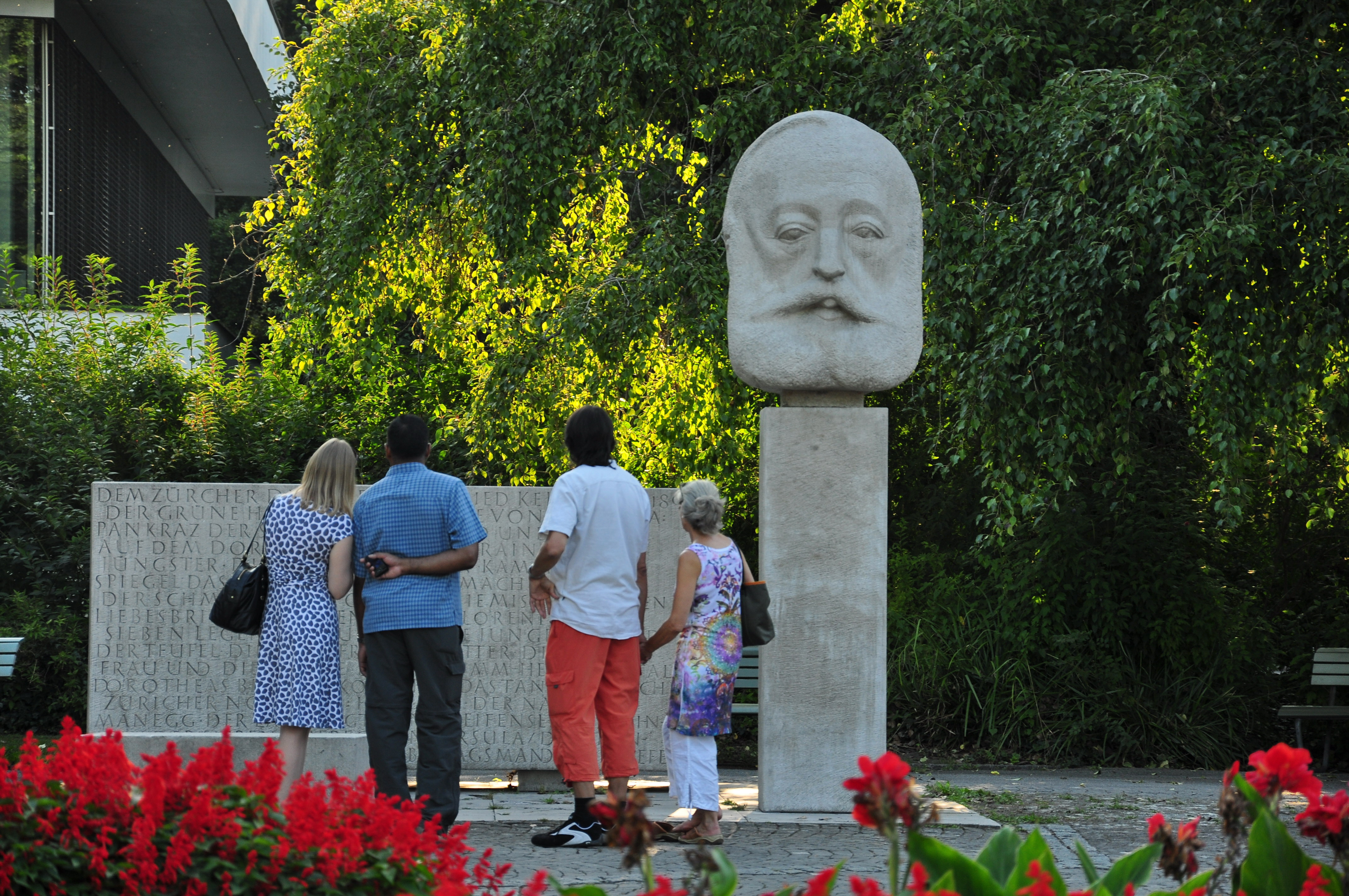
Denkmal beim Hafen in Zürich-Enge, Plastik von Otto Charles Bänninger, 1963
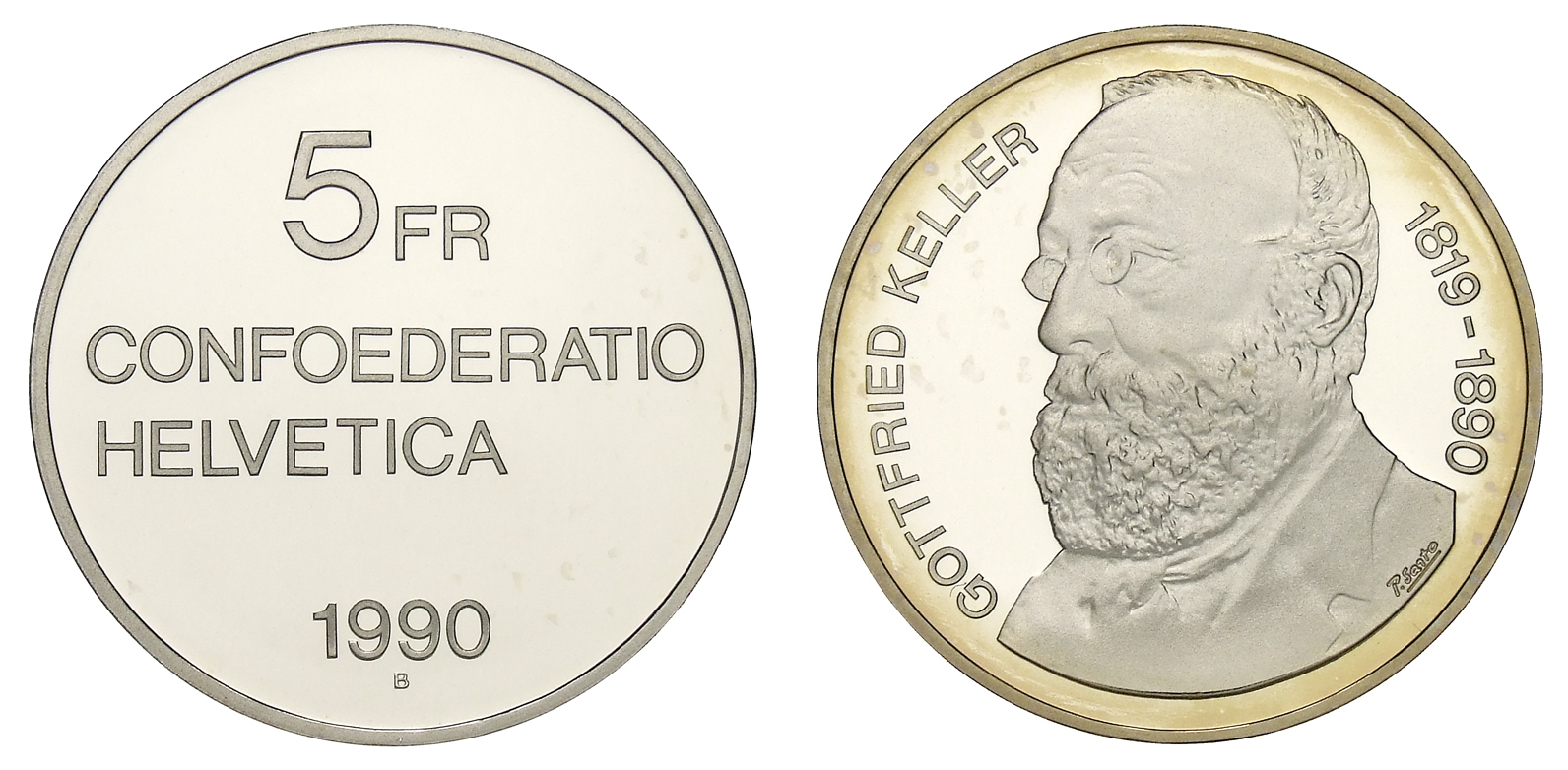
Gedenkmünze 1990
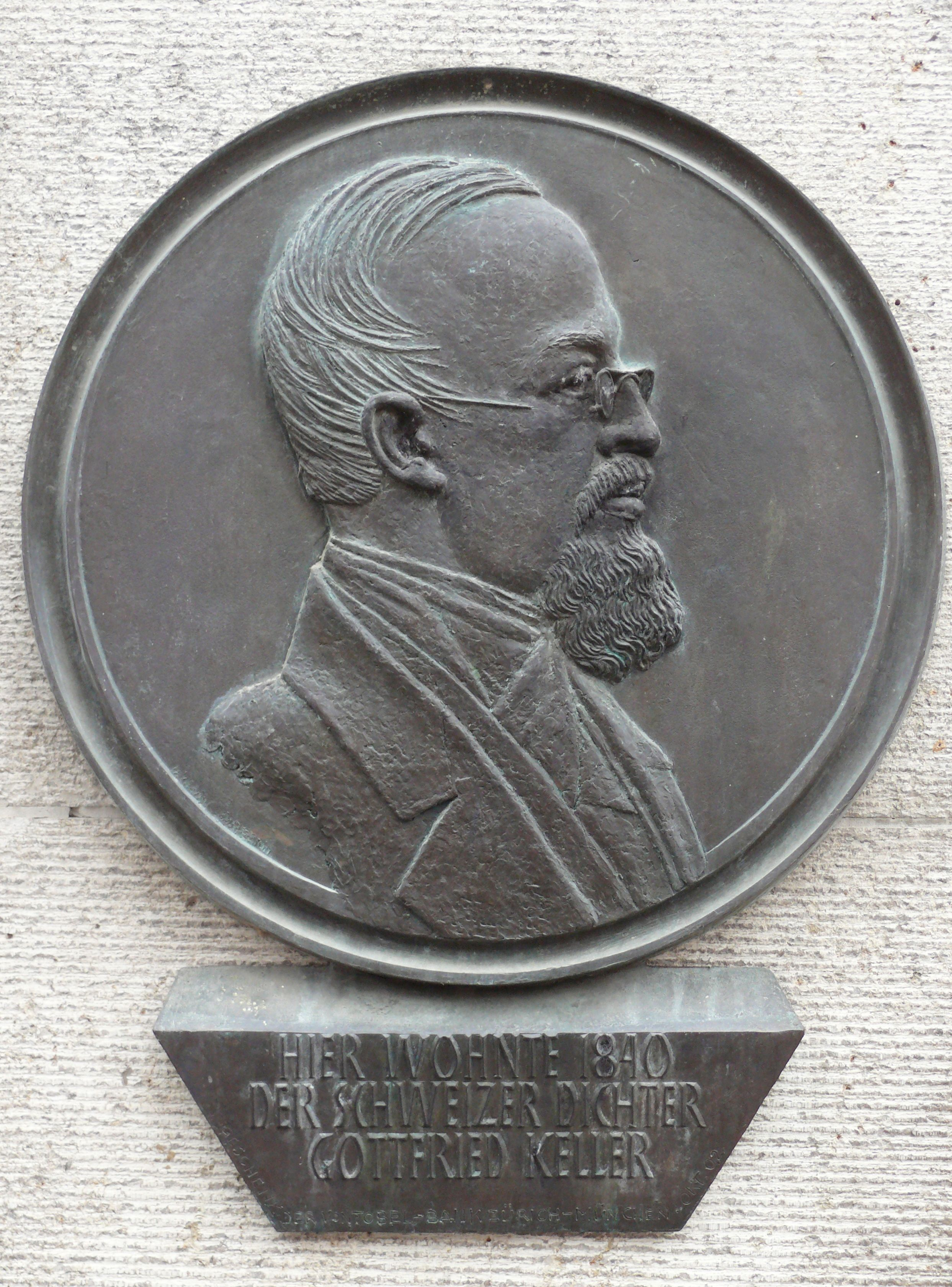
Gedenktafel in der Neuhauser Straße in München
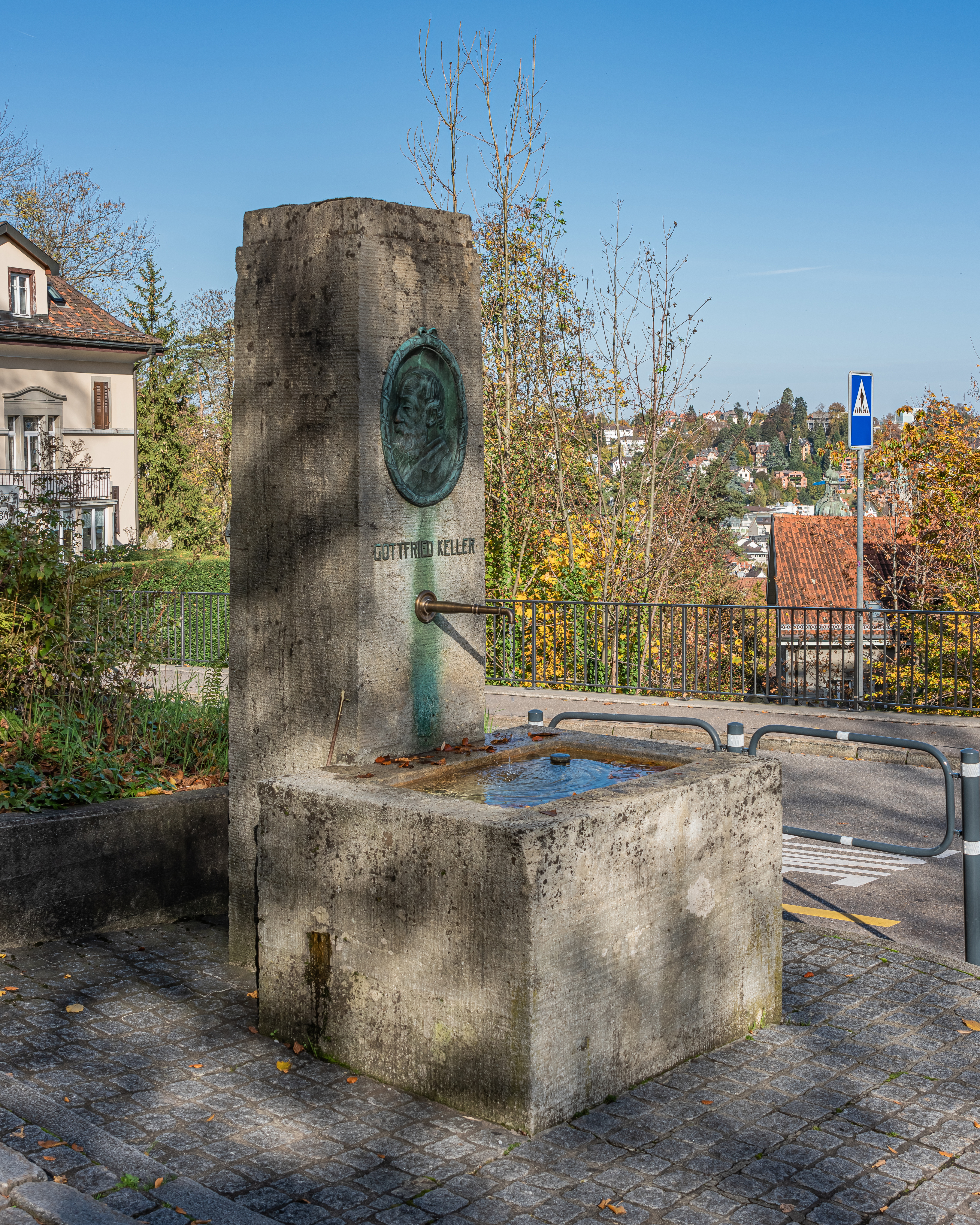
Gottfried-Keller-Brunnen, St. Gallen

## Nachleben und Erinnerung

### Institutionen
Die 1931 gegründete Gottfried Keller-Gesellschaft Zürich organisiert Vorträge und weitere Veranstaltungen zu Keller, fördert wissenschaftliche Ausgaben seiner Werke und gibt jährlich eine Zeitschrift heraus.
Die Stiftung für eine Historisch-kritische Gottfried Keller-Ausgabe wurde 1993 mit dem Zweck gegründet, die Finanzierung für eine neue historisch-kritische Ausgabe der Werke Kellers sicherzustellen. Seit dem Abschluss der Edition 2012 kümmert sich die Stiftung um die elektronische Aufbereitung des Textmaterials.
Die Zentralbibliothek Zürich verwaltet den Nachlass Kellers und erstellt eine Bibliographie der von und über Keller erscheinenden Werke in elektronischer Form.

### Museum
In Glattfelden befindet sich das Gottfried-Keller-Zentrum, ein Museum mit Dauerstellungen zu Kellers Leben und Werk. Die Ausstellung wurde 1985 eingerichtet und 1998 von Bruno Weber neu gestaltet und erweitert. Das Museum ist an jedem ersten Wochenende des Monats geöffnet; Gruppen können es nach Voranmeldung jederzeit besuchen.

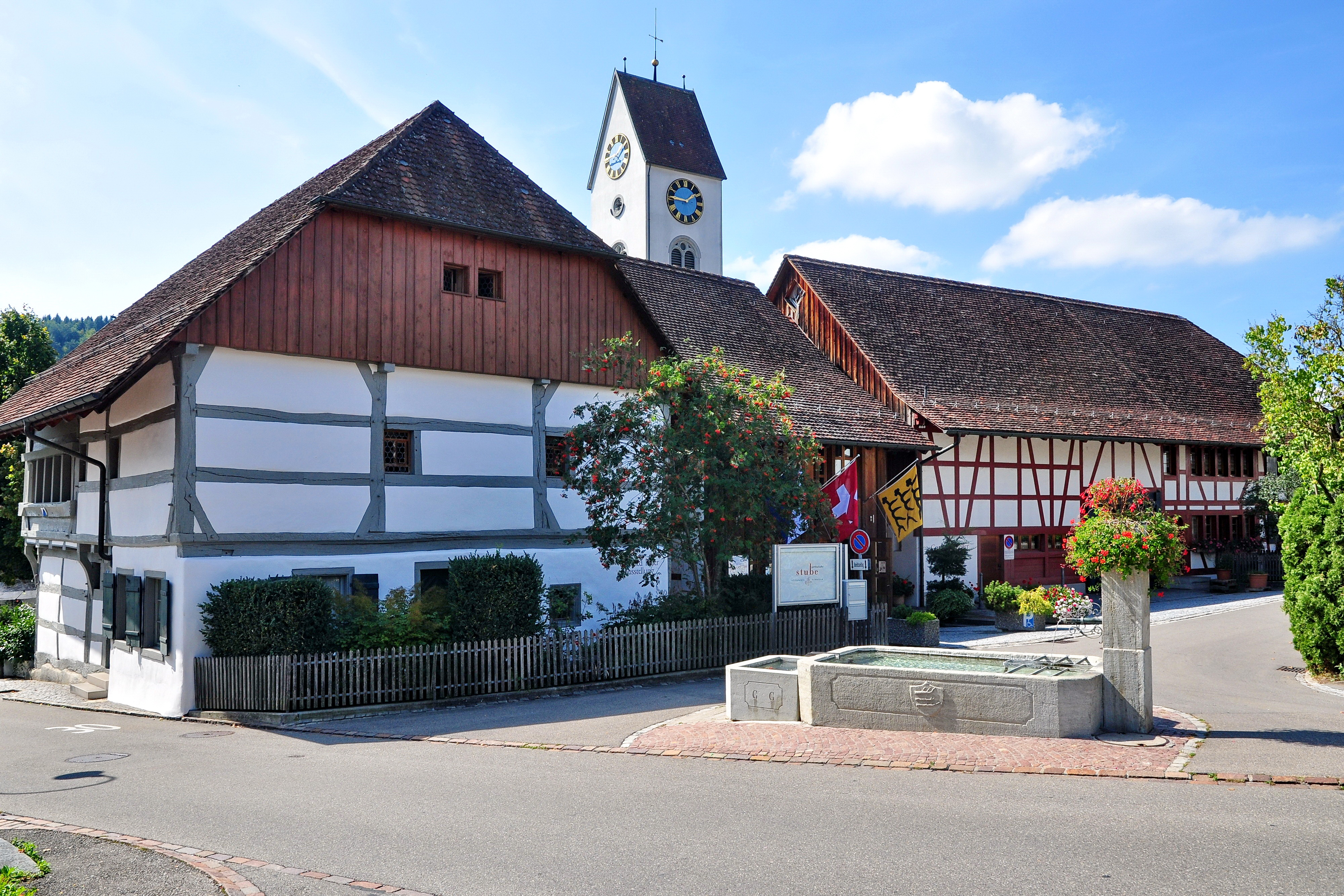
Klingelehaus, Gottfried-Keller-Zentrum, Gottfried-Keller-Strasse 8, Glattfelden
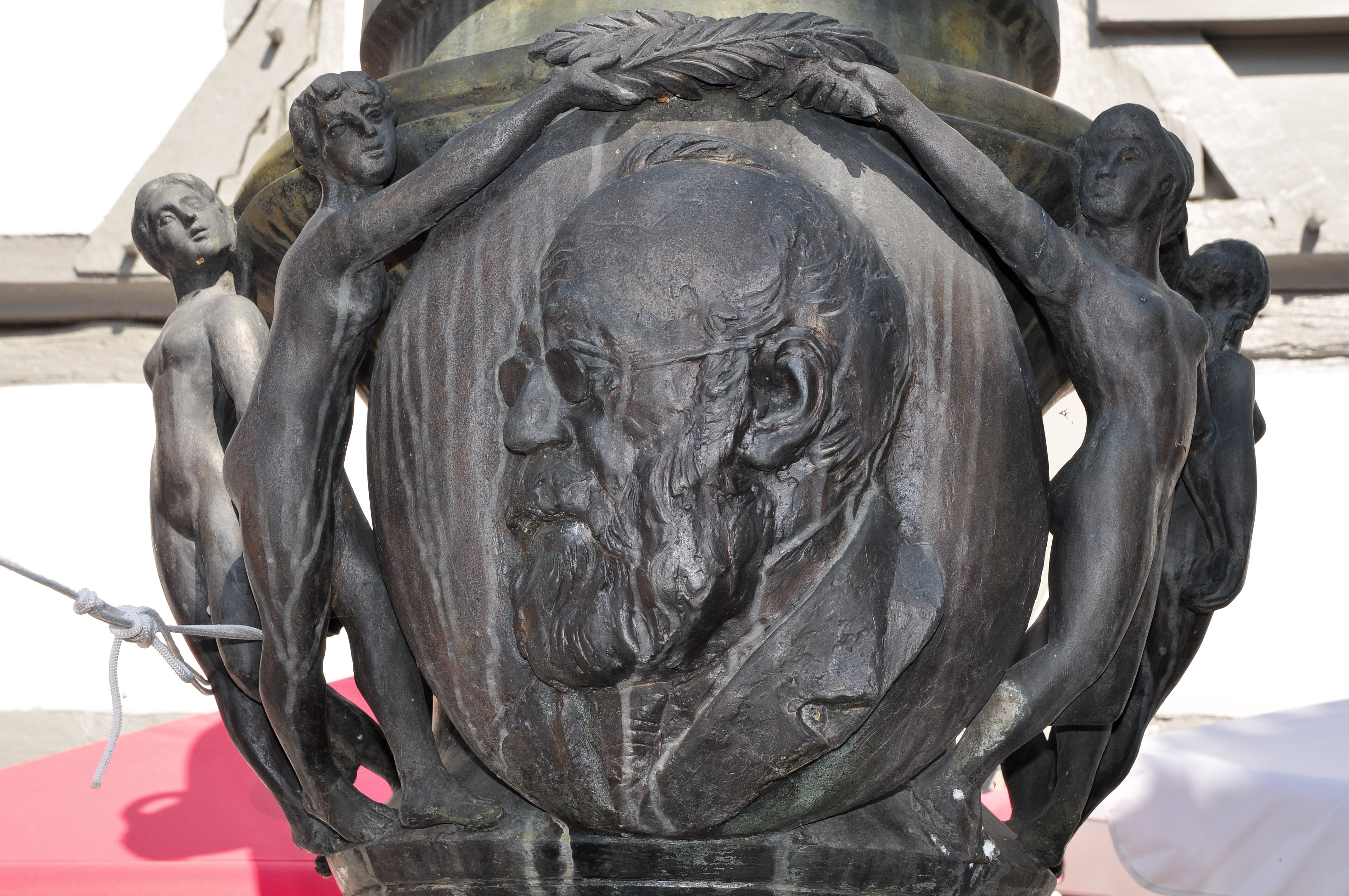
Skulptur mit Relief
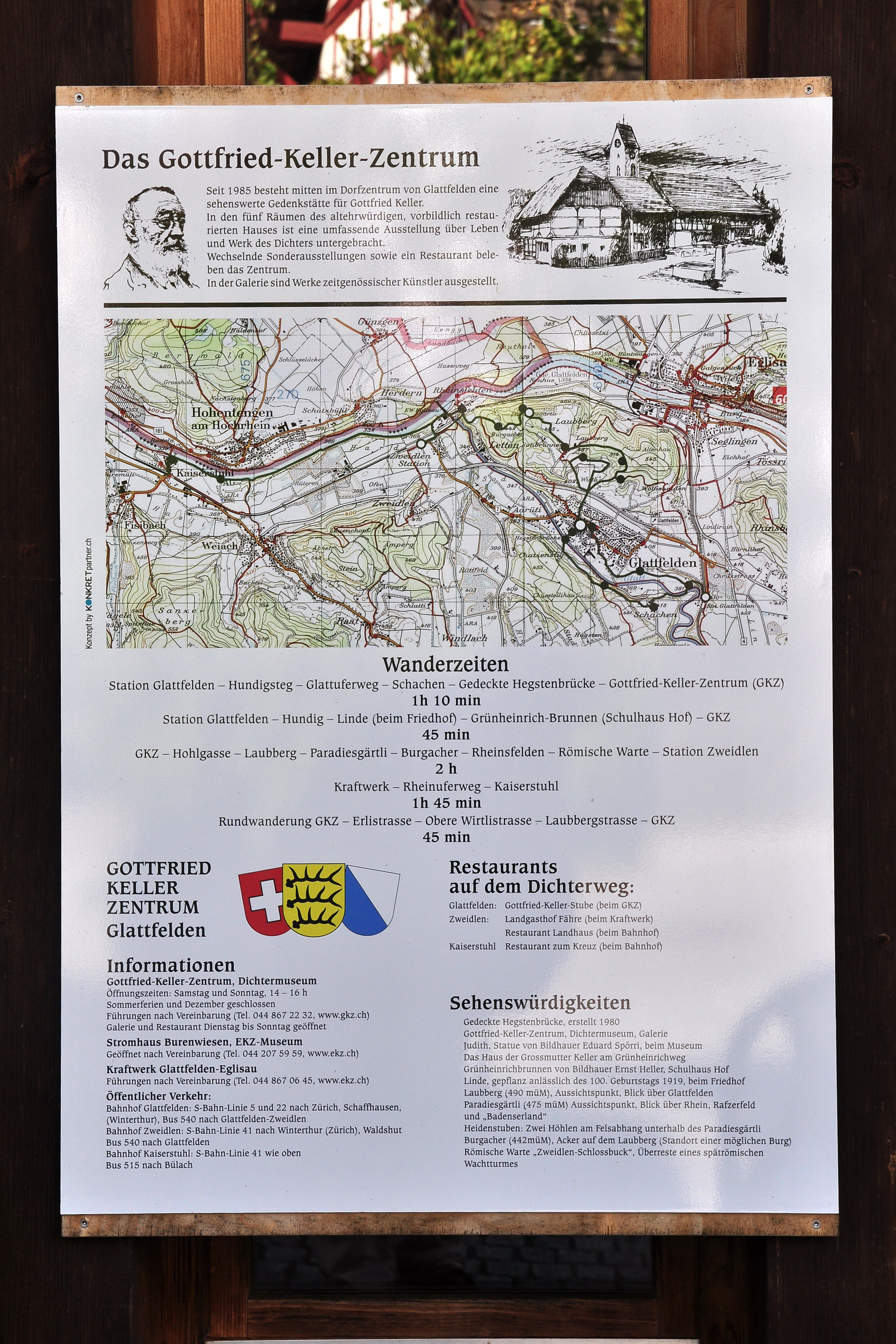
Tafel

### Dichterweg
In und rund um Glattfelden befindet sich der 1995 eröffnete Dichterweg mit Orientierungs-, Gedicht- und Texttafeln. Die App «Gottfried Keller» ermöglicht ein interaktives Erleben entlang der Wanderroute.

### Gedenkausstellung
Die Gottfried-Keller-Ausstellung in den Räumen der Bank Schroder am Central in der Zürcher Innenstadt wurde 2012 auf Initiative der Zunft Hottingen und der Gottfried Keller-Gesellschaft eröffnet. Sie zeigte Leihgaben der Zentralbibliothek Zürich und führte in Kellers Leben und Werk ein. Sie wurde 2024 geschlossen.

### Denkmäler
Das Gottfried-Keller-Denkmal am Mythenquai im Zürcher Enge-Quartier wurde 1964 von der Schweizer Rückversicherung im Rahmen ihres 100-jährigen Jubiläums errichtet, im Gedenken daran, dass Keller 1864 als damaliger Staatsschreiber des Kantons Zürich ihre Gründungsurkunde unterzeichnet hatte. Das Denkmal wurde von Otto Charles Bänninger aus istrischem Kalkstein geschaffen. Es besteht aus einem breiten Block in Form eines aufgeschlagenen Buches, auf dem die Titel von Gottfried Kellers Werken verzeichnet sind, einer Sitzbank, einer Stele mit dem überlebensgrossen Haupt des Dichters sowie einer Bodenplatte. Das Denkmal wurde bei seiner Einweihung kontrovers aufgenommen. Die Neue Zürcher Zeitung warf der Rückversicherungsgesellschaft zum Beispiel vor, dass es ihr vor allem um Werbung und Selbstdarstellung gehe und sie Gottfried Keller zu diesem Zweck instrumentalisiere. Die Entstehung des Denkmals fiel in eine Zeit, in der Personendenkmäler skeptisch betrachtet wurden. Der Kunsthistoriker Heinz Keller attestierte dem Werk hingegen, «von fragloser künstlerischer Würde» zu sein. Bänninger habe einen Porträtkopf «nicht allein von schöner plastischer Geschlossenheit, sondern auch von überzeugender psychologischer Differenzierung geschaffen».
In Zürich erinnern zahlreiche Gedenktafeln an den Dichter, an den Häusern, in denen Keller lebte und wirkte, eine 1933 angebrachte Ehrentafel vor der Aula der Universität Zürich, das Ehrengrab auf dem Friedhof Sihlfeld und ein 1921 errichteter Denkstein bei der Ruine der Burg Manegg oberhalb von Leimbach. Eine bronzene Büste im Zürcher Rathaus gedenkt Kellers Tätigkeit als Staatsschreiber. Sie wurde 1979 gegossen. Das Originalmodell wurde 1883/84 von Richard Kissling modelliert.

### Keller als Namensgeber
Die 1890 von Lydia Welti-Escher ins Leben gerufene Gottfried Keller-Stiftung, die sich dem Erhalt von bildender Kunst in der Schweiz widmen und die wichtigste Kunstsammlung der Schweizerischen Eidgenossenschaft darstellt, verwendet den Namen des Dichters und Politikers.
Martin Bodmer stiftete 1921 den Gottfried-Keller-Preis.
Zahlreiche Orte und Institutionen wurden nach Gottfried Keller benannt; in Basel das 1936 erbaute Gottfried-Keller-Schulhaus als Ergänzung der bereits bestehenden Gotthelf-Schule, in Zürich die Gottfried-Keller-Strasse beim Bahnhof Stadelhofen und das 1946–1948 erbaute Gottfried Keller-Schulhaus, in dem heute die Kantonsschule Hottingen untergebracht ist. In Berlin-Charlottenburg gibt es ein Gottfried-Keller-Gymnasium, dessen Name an Kellers fruchtbare Berliner Jahre erinnert. Sowohl die Gottfried-Keller-Siedlung in Halle (Saale) wie die Wiener Gottfried-Keller-Gasse haben sich den Schweizer Dichter zum Namenspatron gewählt. Die Siedlung Seldwyla in der Zürcher Gemeinde Zumikon wurde nach dem fiktiven Ort aus Kellers Novellensammlung benannt.
In vielen weiteren Städten neben Zürich und Berlin wird Gottfried Keller mit einer nach ihm benannten Strasse gedacht, so existieren beispielsweise eine Gottfried-Keller-Strasse in St. Gallen, Winterthur, Romanshorn, eine Gottfried Keller-Strasse in Basel, eine Gottfried Kellerstrasse in Kriens, eine Gottfried-Keller-Straße in Köln, München und Leipzig.

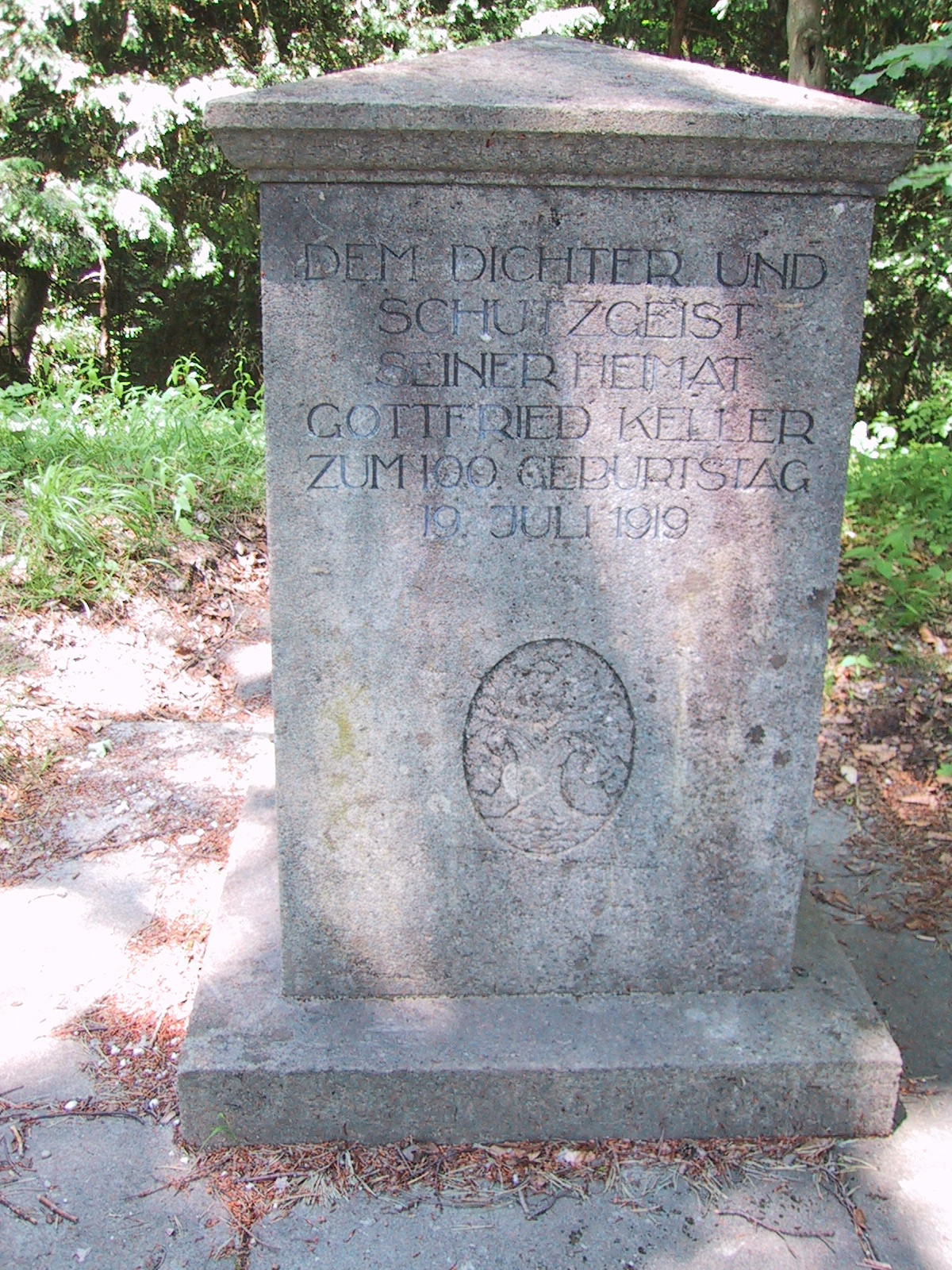
Denkmal «Dem Dichter und Schutzgeist seiner Heimat Gottfried Keller zum 100. Geburtstag 19. Juli 1919», Ruine der Burg Manegg, Zürich-Leimbach
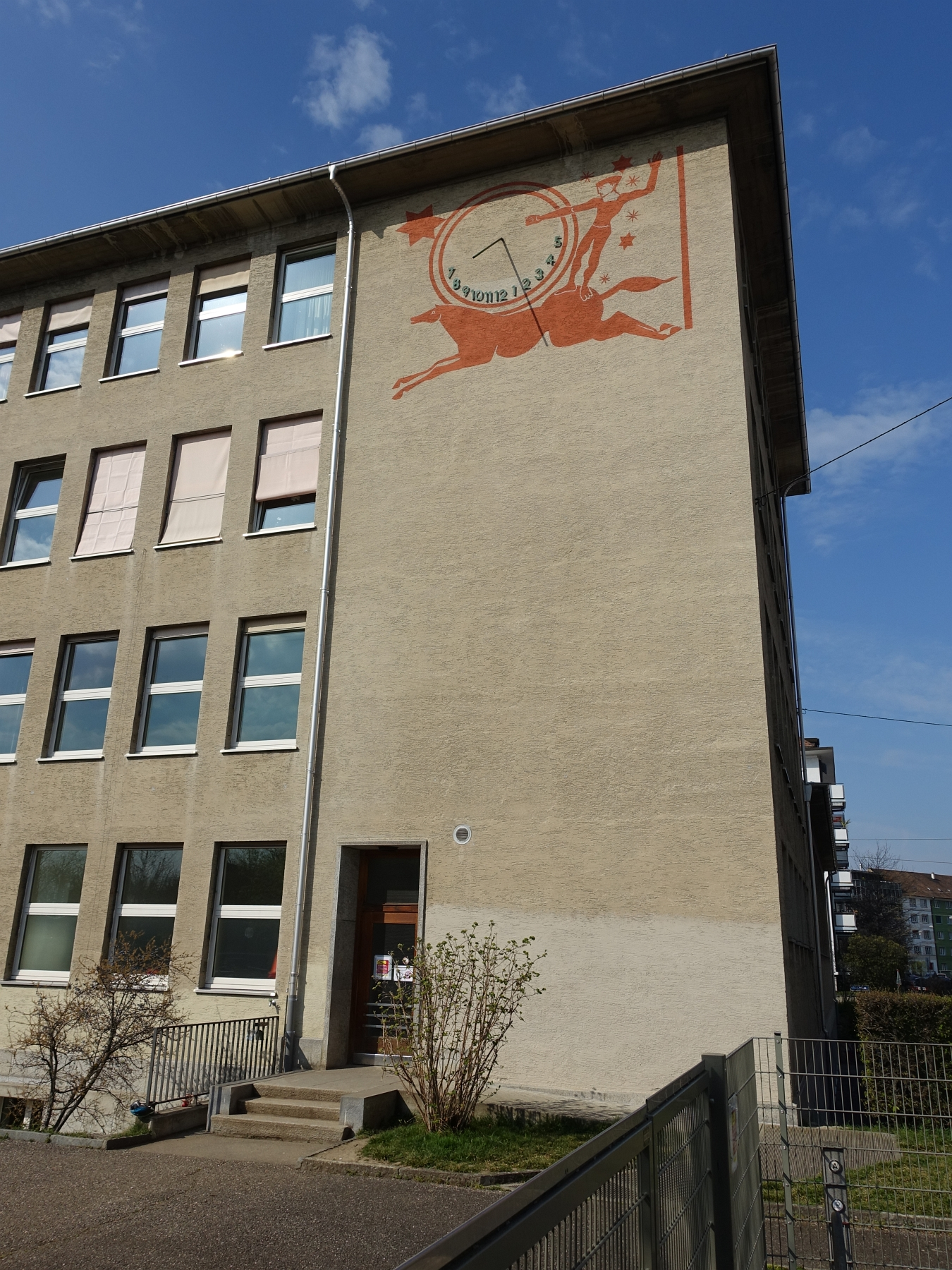
Sgraffito, Sonnenuhr von Charles Hindenlang, Gottfried-Keller-Schulhaus Basel, 1936
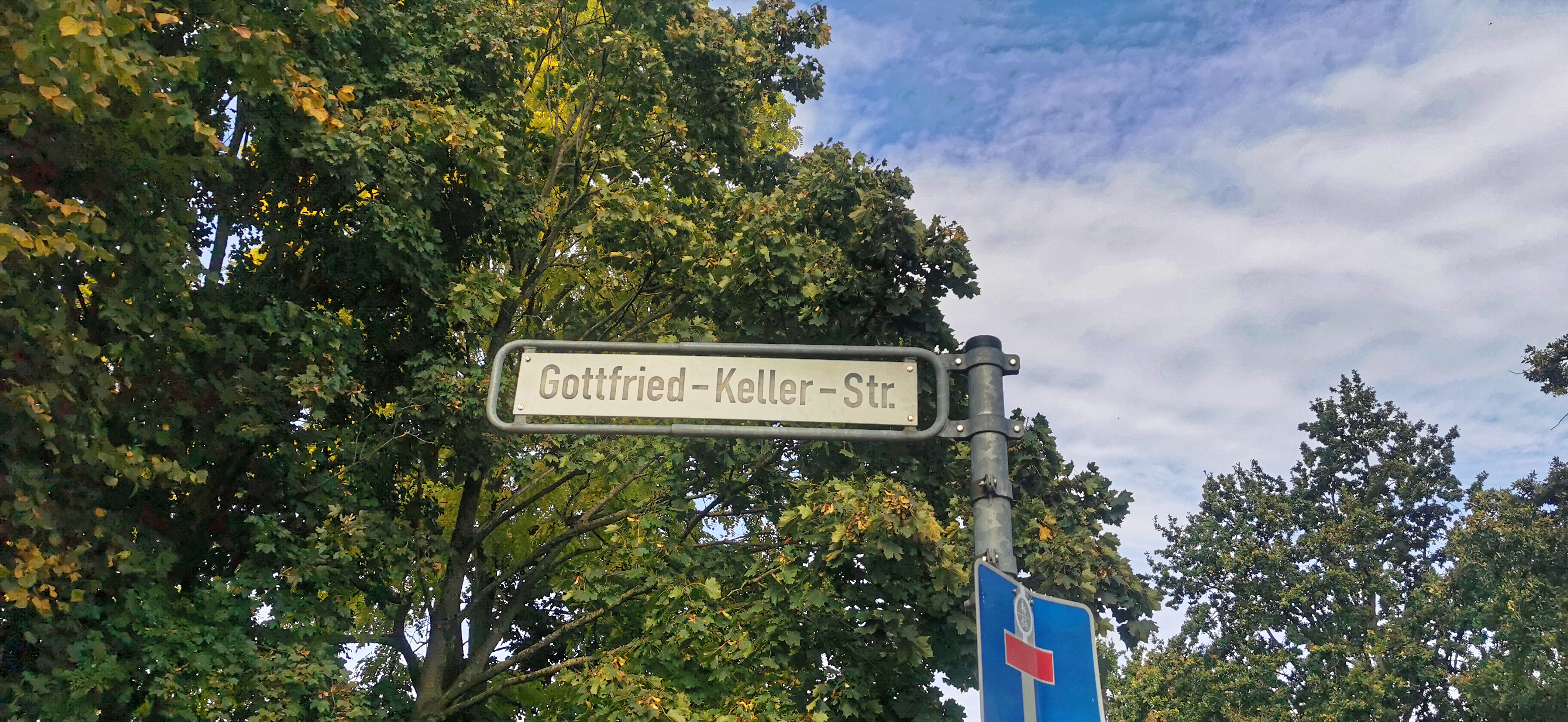
Gottfried-Keller-Straße, Hannover

## Wirkungen
Ausserhalb der Schweiz war Keller im deutschen Sprachgebiet bis zum Beginn des Zweiten Kaiserreiches nahezu vergessen. Seine Wirkung begann mit der Aufnahme von Romeo und Julia auf dem Dorfe in dem von Hermann Kurz und Paul Heyse herausgegebenen Deutschen Novellenschatz. Als 1877 in der Deutschen Rundschau die Züricher Novellen erschienen, veröffentlichte Heyse, damals Favorit des deutschen Lesepublikums, ein Sonett, in welchem er Keller als «Shakespeare der Novelle» apostrophierte. In Menschliches Allzumenschliches zählte Friedrich Nietzsche 1879 Die Leute von Seldwyla zum «Schatz der deutschen Prosa» und zu den Büchern, die «wieder und wieder gelesen zu werden» verdienen.

### Zeugnisse von Schriftstellern
In den zwei Jahrzehnten nach Kellers Tod, unter dem Eindruck von Baechtolds Biographie und der wiederholt nachgedruckten zehnbändigen Gesamtausgabe, häuften sich in Feuilletons und literaturwissenschaftlichen Fachzeitschriften die Beiträge zu Keller. Im Übergang von Naturalismus zur Neuromantik, Bewegungen denen Keller reserviert gegenübergestanden hatte, fühlten sich Anhänger beider Richtungen von ihm angezogen. 1904 schloss Ricarda Huch ihren Keller-Essay mit dem enthusiastischen Anruf:
«Weile noch unter uns! Lange bleibe die Zeit noch fern, wo die Menschen Deinen Namen einem einsamen Sternbild geben, das bald mit lustigem Zwinkern, bald in seliger Schönheit über der streitenden Erde steht. Sei uns noch Lehrer und Hüter! Wehre uns, wenn wir vom strengen Weg der Wahrheit abschweifen, rüttle uns, wenn wir schwach und feige in uns selber versinken, weise uns mit Deinen reinen Augen den goldenen Überfluß der Welt. Lehre uns vor allen Dingen Eitelkeit, Lüge, Selbstsucht und Kleinlichkeit hassen, doch auch das Geringste lieben, sofern es unverfälschtes Leben hat, und das Göttliche kindlich und männlich verehren, bei Haß und Liebe die ewige Ordnung der Beziehungen im Sinne tragen.»
Hugo von Hofmannsthal brachte 1906 in einer fiktiven Künstlerunterhaltung die Rede auf die «unbegreiflich feinen und sicheren Schilderung gemischter Zustände» bei Keller:
«Wenn man sich in ihn hineingelesen hat, ist einem der Sinn geweckt für ganz unglaubliche Übergänge vom Lächerlichen ins Ergreifende, vom Patzigen, widerlich Albernen ins Wehmütige. Ich glaube keiner hat wie er die Verlegenheit gemalt, in allen ihren Tönen, auch die ultravioletten, die man gewöhnlich nicht zu sehen bekommt, mitgerechnet. Erinnert euch doch nur der unvergleichlichen Briefe, die er von dummen, gespreizten Menschen komponieren lässt. Oder der Figuren von Schwindlern und Betrügern.»
In diese Jahre fällt auch Thomas Manns erste Bekanntschaft mit Kellers Werk: «[Im] letzten Sommer habe ich mir in Bad Tölz ein Herz gefaßt und den Alten von A bis Z gelesen. Seitdem stimme ich seinem Ruhme rückhaltlos zu. Welche Bildlichkeit! Welch strömendes Erzähl-Genie!»
1919 wurde – nicht nur in Zürich – der 100. Geburtstag Kellers gefeiert. Zu Wort meldeten sich zwei frischgebackene Literaturnobelpreisträger, Gerhart Hauptmann («Kellers Kunst ist wesentlich jugendlich») und Carl Spitteler («Kein überflüssiges Ton- oder Schmuckwort»). Thomas Mann, späterer Träger dieser Auszeichnung, schrieb:
«Ich las, wie er selbst, dem Grünen Heinrich zufolge, als Jüngling zum erstenmal Goethe las: das Sämtliche in einem Zuge, verzaubert, ohne innerlich auch nur einmal abzusetzen. Seitdem bin ich oft mit Liebe zum einzelnen zurückgekehrt, und ‹diese Liebe möcht’ ich nie besiegen›, wie Platen sagt.»
Elias Canetti musste das Jubiläum als Vierzehnjähriger im Rahmen einer Zürcher Schulfeier über sich ergehen lassen und gelobte zornig, nie eine «Lokalberühmtheit» werden zu wollen. In seinem Erinnerungsbuch von 1977 gedenkt er seines Schwurs mit den Worten:
«Aber noch ahnte ich nicht, mit welchem Entzücken ich eines Tages den Grünen Heinrich lesen würde, und als ich, Student und wieder in Wien, Gogol mit Haut und Haaren verfiel, schien mir in der deutschen Literatur, so weit ich sie damals kannte, eine einzige Geschichte wie von ihm: Die drei gerechten Kammacher. Hätte ich das Glück, im Jahr 2019 am Leben zu sein und die Ehre, zu seiner Zweihundert-Jahr-Feier in der Predigerkirche zu stehen und ihn mit einer Rede zu feiern, ich fände ganz andere Elogen für ihn, die selbst den unwissenden Hochmut eines Vierzehnjährigen bezwingen würden.»
1927 ehrte Walter Benjamin Fränkels kritische Gesamtausgabe mit einem Essay. Über Kellers Prosa schrieb er darin:
«Die süße, herzstärkende Skepsis, die unter angelegentlichem Schauen reift, und wie ein starkes Arom aus Menschen und Dingen des liebenden Betrachters sich bemächtigt, ist nie in eine Prosa wie in Kellers eingegangen. Sie ist von der Vision des Glücks untrennbar, die diese Prosa realisiert hat. In ihr – und das ist die geheime Wissenschaft des Epikers, der allein das Glück mitteilbar macht – wiegt jede kleinste angeschaute Zelle Welt soviel wie der Rest aller Wirklichkeit. Die Hand, die in der Schenke so dröhnend aufschlug, hat im Gewicht der zartesten Dinge sich nie vergriffen.»
Im gleichen Jahr bemerkte Hermann Hesse zur Neuausgabe der frühen Gedichte Kellers:
«Es sind unter diesen Gedichten außerordentlich schöne, von denen man nicht begreifen kann, daß sie jahrzehntelang unbeachtet und ungedruckt daliegen konnten! Aber Kellers Lyrik ist überhaupt wenig gekannt, sie ist rauher und eigenwilliger als seine Prosa. Das konnte man neulich bei den Erstaufführungen von Lebendig begraben sehen, Othmar Schoeck hat zu diesem Gedichtzyklus eine sublime Musik geschrieben, die Mehrzahl der Zuhörer aber kannte diese herrlichen Gedichte nicht und saß ihnen verlegen und kopfschüttelnd gegenüber. Vielleicht geht es auch diesen von Fränkel ausgegrabenen Jugendgedichten so. Es wäre aber schade.»
Mindestens ein Kellersches Gedicht gelangte ausserhalb der Schweiz zu hohen politischen Ehren: Die öffentlichen Verleumder. Es wurde während der NS-Diktatur in Kreisen der inneren Emigration und des Widerstands unter der Hand weiterverbreitet und spielte 1942 auf einer Zusammenkunft der «Weißen Rose» eine Rolle; vertont wurde es 1952 von Kurt Hessenberg (Op. 59). Einige wenige andere Keller-Gedichte wurden von Schriftstellern der Zeit nach 1945 gewürdigt, so 1958 die Kleine Passion durch Arno Schmidt. Bemerkungen zu Kellerschen Gedichten finden sich auch in Schriften neuerer deutscher Philosophen, so bei Theodor W. Adorno. Ludwig Wittgenstein las in seinen letzten Lebenswochen Besuchern gern aus Kellers Züricher Novellen vor. Aus der musikliebenden Wiener Moderne sind auch eine Reihe Vertonungen Kellerscher Werke hervorgegangen.

### Keller als literarische Figur
Gottfried Keller taucht selbst im Werk anderer Schriftsteller als literarische Figur auf:
- Friedrich Theodor Vischer: Auch einer. Eine Reisebekanntschaft. 2 Bde. Hallberger, Stuttgart / Leipzig 1879.
- Adolf Muschg: Kellers Abend. Ein Stück aus dem 19. Jahrhundert. Suhrkamp, Frankfurt am Main 1975.
- Thomas Hürlimann: Dämmerschoppen. Ammann, Zürich 1991.
- Thomas Hürlimann: Das Lied der Heimat. Stück. UA: Schauspielhaus Zürich 1998; Ammann, Zürich 1998, ISBN 3-250-10390-X.
- Hildegard Keller, Christof Burkard: Lydias Fest zu Gottfried Kellers Geburtstag. Edition Maulhelden, Zürich 2019.

### Keller im «Kanon lesenswerter deutschsprachiger Werke»
In Marcel Reich-Ranickis Sammelwerk Der Kanon figuriert der Der grüne Heinrich unter den 20 Romanen, die heutigen deutschsprachigen Lesern empfohlen sind. Von Kellers Novellen wurden 4 ausgewählt: Romeo und Julia auf dem Dorfe, Die drei gerechten Kammacher, Kleider machen Leute und Der Landvogt von Greifensee, von seinen Gedichten 8: Frühlingsglaube («Es wandert eine schöne Sage»), Herbst («Im Herbst, wenn sich der Wald entlaubt»), In der Stadt («Wo sich drei Gassen kreuzen»), Winternacht («Nicht ein Flügelschlag ging durch die Welt»), Erster Schnee («Wie nun alles stirbt»), Schöne Brücke («Schöne Brücke, hast mich oft getragen»), Abendlied («Augen, meine lieben Fensterlein») und Die öffentlichen Verleumder («Ein Ungeziefer ruht»).

### Vertonungen
Lieder und Chorwerke
- Am frühesten, bereits 1846, vertont wurde Kellers An das Vaterland («O mein Heimatland! O mein Vaterland!») von Wilhelm Baumgartner.[156]
- Am häufigsten vertont wurde Abendlied («Augen, meine lieben Fensterlein»): Von Kurt Hessenberg op. 81, Wilhelm Kempff op. 7, Fritz Lissauer (1874–1937) op. 35, Othmar Schoeck op. 55, Hermann Suter op. 8a, Ludwig Thuille op. 35, Oskar Ulmer (1883–1966) op. 42; ferner von Paul Fehrmann (1859–1938), Hans Heusser, Maximilian Heidrich (1864–1909), Martha Ernst (1880–1958), Max Lewandowsky (1874–1906), Hildegar Quiel (1888–1971), Julius Spengel (1853–1936).
- Am meisten Gedichte von Keller vertonte Othmar Schoeck, unter anderem die Zyklen: Gaselen op. Nr. 38 1–10, Lebendig begraben op. 40 Nr. 1–14 und Unter Sternen op. 55 Nr. 1–25.
- Folgende weitere Komponisten vertonten Gedichte von Keller:

Volkmar Andreae, Gottfried Angerer (1851–1909), Karl Attenhofer, Walter Baer (1928–2015), Samuel Barber, Agathon Billeter, Robert Blum, Johannes Brahms, Fritz Brun, Friedrich Brüschweiler (1864–1938), Martin Derungs, Heinrich van Eyken, Ferenc Farkas, Peter Fassbänder, Robert Fischhof (1856–1918), Rudolph Ganz, Kurt Grahl, Robert Gund (1865–1927), Siegmund von Hausegger, Friedrich Hegar, George Henschel, Heinrich von Herzogenberg, Ernst Hess, Ludwig Hess (1877–1944), Kurt Hessenberg, Hans Heusser, Paul Hindemith, Robert von Hornstein (1833–1890), Hans Huber, Robert Kahn, Hugo Kaun, Arno Kleffel, Wilhelm Kempff, Friedrich Alexander Lothar Kempter (1873–1948), Marius A. H. Kerrebijn (1882–1930), Otto Kreis (1890–1966), Ernst Kunz (1891–1980), Walter Lang (1896–1966), Arnold Mendelssohn, Klaus Miehling, Felix Mottl, Paul Müller-Zürich, Friedrich Niggli, Johannes Pache (1857–1897), Kurt Peters (1866–?), Hans Pfitzner, Karl Piutti, Walter Rabl (1873–1940), August Reuß, Hermann Reutter, Kurt Schindler, Alfred Schlenker (1876–1950), Edwin Schlumpf (1871–1927), Hans Schmid, Peter Otto Schneider (1901–1981), Bernhard Scholz, Arnold Schönberg, Richard Schweizer (1868–1907), Rudolf Siegel, Botho Sigwart zu Eulenburg, Christian Sinding, Hans Sommer, Max Stange (1856–1932), Richard Stöhr (1874–1967), Hermann Suter, Anna Teichmüller, Ernest Vietor (1905–1930), Otto Vrieslander (1880–1950), Vilma von Webenau, Theo Wegmann (geb. 1951), Karl Weigl, Felix Weingartner, Richard Wetz, Hugo Wolf, Johannes Wolfensperger (1845–1906), Felix Woyrsch, Jacques Wydler (1865–?) und Alfred Zimmerlin.
Bühnenwerke
- Frederick Delius: A Village Romeo and Juliet. Nach der Novelle Romeo und Julia auf dem Dorfe, komponiert 1901, uraufgeführt 1907 in Berlin.
- Alexander von Zemlinsky: Kleider machen Leute. Drei Fassungen, komponiert zwischen 1907 und 1922, uraufgeführt 1910 in Wien und 1922 in Prag.
- Joseph Suder: Kleider machen Leute. Komponiert zwischen 1926 und 1934, uraufgeführt in Coburg 1964.
- Johannes Driessler:  Claudia amata. Lyrische Oper op. 17, Uraufführung 1952 in Münster; Text von Bettina Brix, frei nach Kellers Eugenia (Sieben Legenden).
- Paul Burkhard: Spiegel, das Kätzchen. Spieloper nach Kellers Novelle, Uraufführung 1956 im Staatstheater am Gärtnerplatz in München, Neufassung von Mathias Spohr 1990 im Opernhaus Zürich.
- José Berr (1874–1947): John Kabys. Musikalisches Lustspiel in 4 Akten nach der Novelle von Der Schmied seines Glückes, 1946/1947.

Klarinettenquartett
- Victor Fenigstein: Sechs Tänze für Klarinettenquartett nach Figuren der Novelle Die Berlocken; 1980.

Sinfonie
- Robert Blum: Sinfonie Nr. 8, komponiert 1968, bekannt unter dem Namen «Seldwyla-Sinfonie», nach der Novelle Die mißbrauchten Liebesbriefe.

### Verfilmungen
Roman
- Der grüne Heinrich 1989 von Thomas Koerfer.

Novellen
- Romeo und Julia auf dem Dorfe 1941 von Hans Trommer und Valerien Schmidely; 1984 von Siegfried Kühn
- Kleider machen Leute, 1921 verfilmt von Hans Steinhoff; 1940 von Helmut Käutner mit Heinz Rühmann als Wenzel, siehe Kleider machen Leute (1940); 1962 von Paul Verhoeven (Fernsehfilm)
- Die missbrauchten Liebesbriefe 1940 von Leopold Lindtberg; 1969 von Hans Dieter Schwarze (Fernsehfilm)
- Der Schmied seines Glückes 1965 von Claus Peter Witt (Fernsehfilm)
- Das Fähnlein der sieben Aufrechten 1935 von Frank Wisbar mit Paul Henckels als Hediger und Heinrich George als Frymann; 2001 von Simon Aeby
- Ursula 1978 von Egon Günther (Fernsehfilm)
- Der Landvogt von Greifensee 1978 von Wilfried Bolliger (Kinospielfilm) mit Christian Quadflieg, Christian Kohlund, Alida Valli u. a.

### Bildende Kunst
- Frank Buchser: Spiegel und die Eule auf dem Besenstiel der Hexe. Kreidezeichnung, 1865
- Ernst Stückelberg: Szene aus Gottfried Kellers «Romeo und Julia auf dem Dorfe», Reproduktion des Ölbildes, Kupferstich von Franz Dinger, 1865 und 1867
- August Weckesser: Reigentanz, 1893, nach Gottfried Kellers «Hadlaub»
- Alexander Zschokke: Märchenprinz, 1935, Gottfried Keller-Brunnen, Gottfried Keller-Schulhaus, Basel
- Ernst Heller: Gottfried-Keller-Brunnen mit dem Grünen Heinrich als Skulptur in Glattfelden, 1941, erstellt anlässlich des 50. Todestages von Gottfried Keller, seit 2021 unter Denkmalschutz gestellt.[158]
- Eduard Spörri: Bronzeskulptur «Judith» nach einer Figur aus dem Roman «Der grüne Heinrich», 1980, Alte Rheinbrücke, Rheinfelden

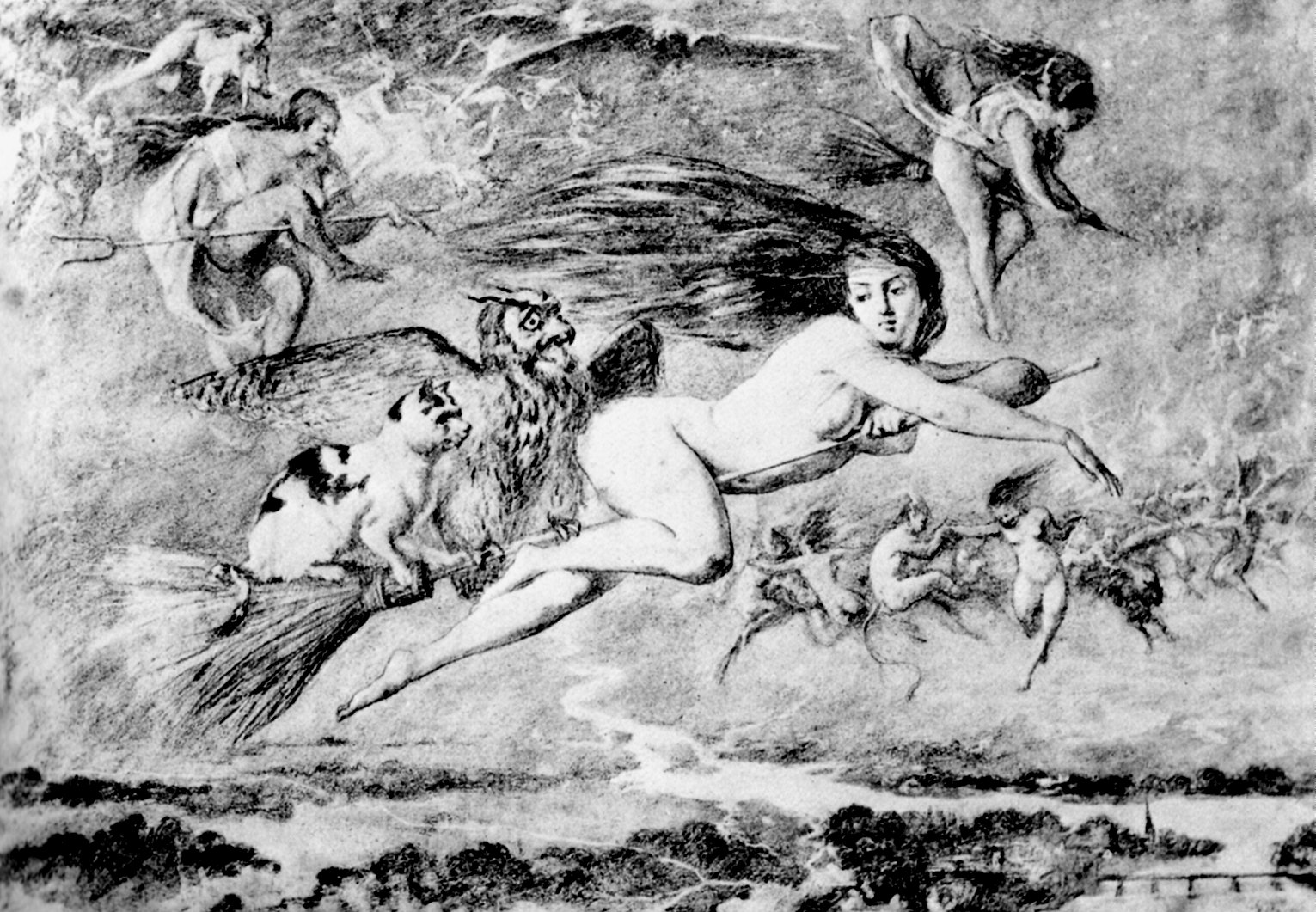
Frank Buchser, Kreidezeichnung zur Novelle Spiegel das Kätzchen, 1865
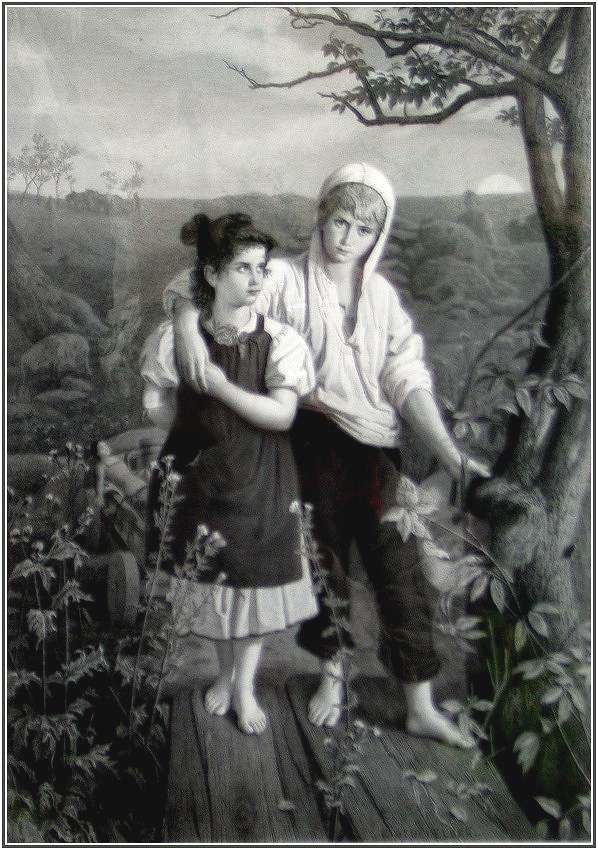
Szene aus Gottfried Kellers «Romeo und Julia auf dem Dorfe» von Ernst Stückelberg, 1865 und 1867
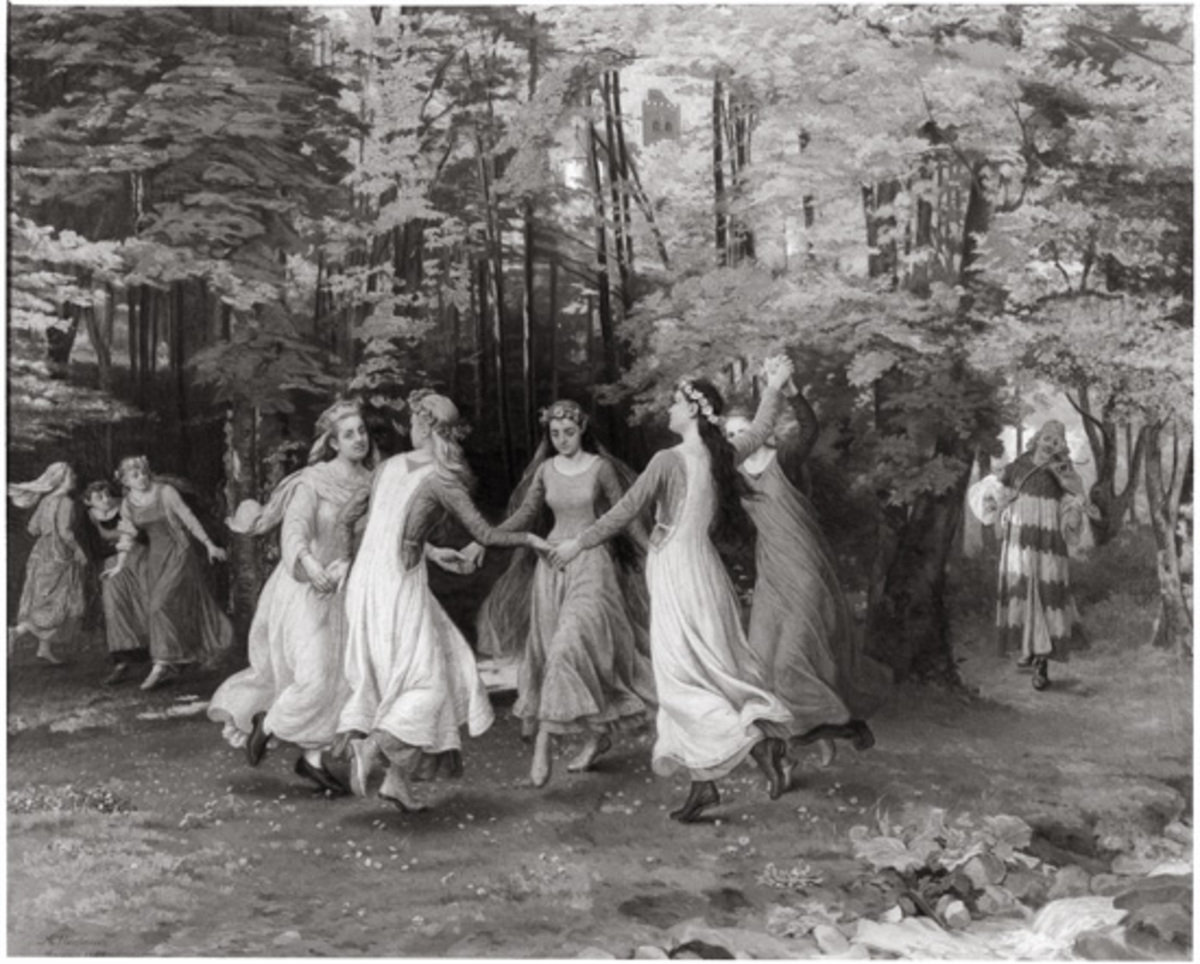
August Weckesser: Reigentanz, 1893, nach Gottfried Kellers «Hadlaub»
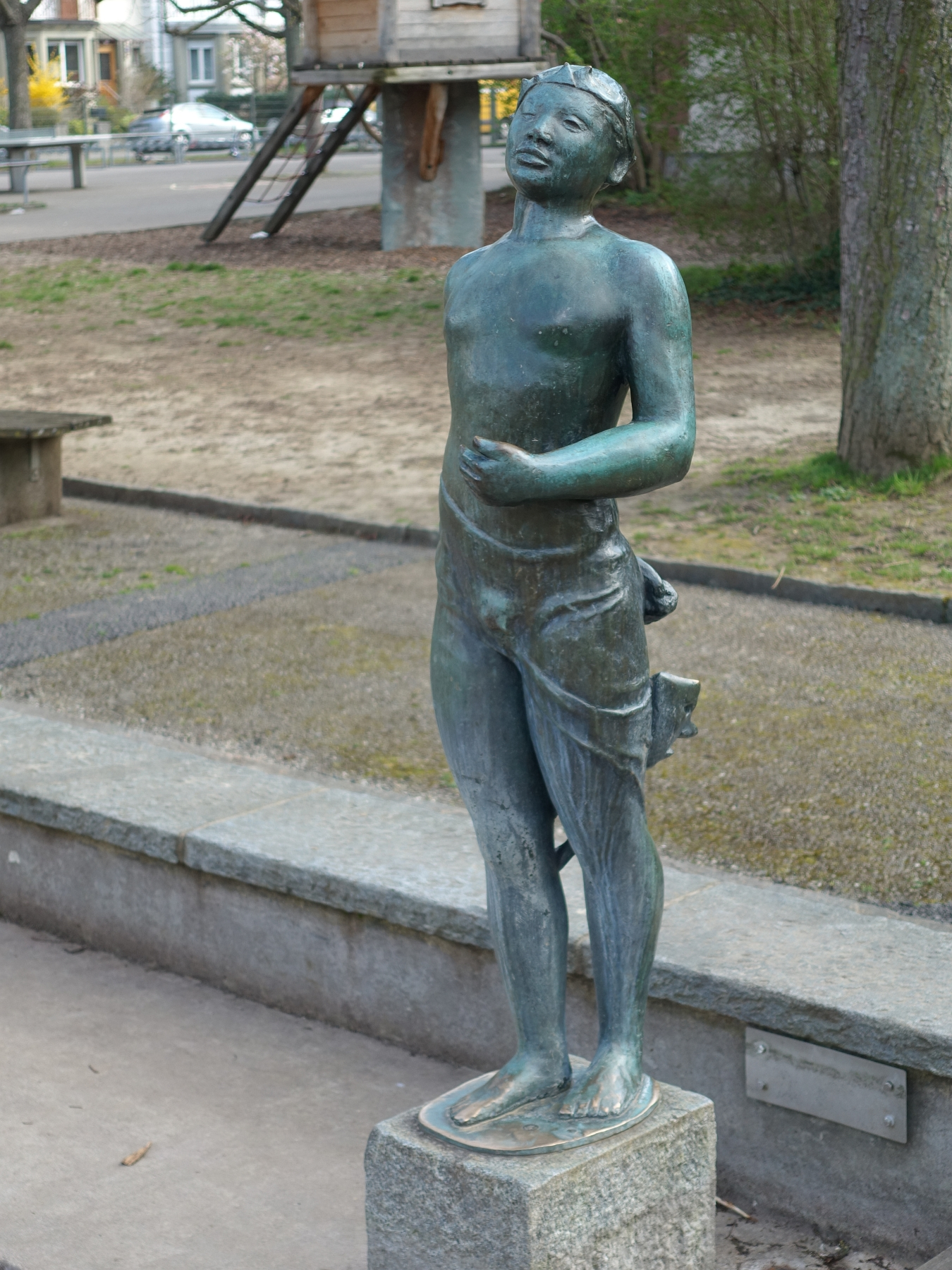
Alexander Zschokke: Märchenprinz, 1935, Gottfried Keller-Brunnen, Basel
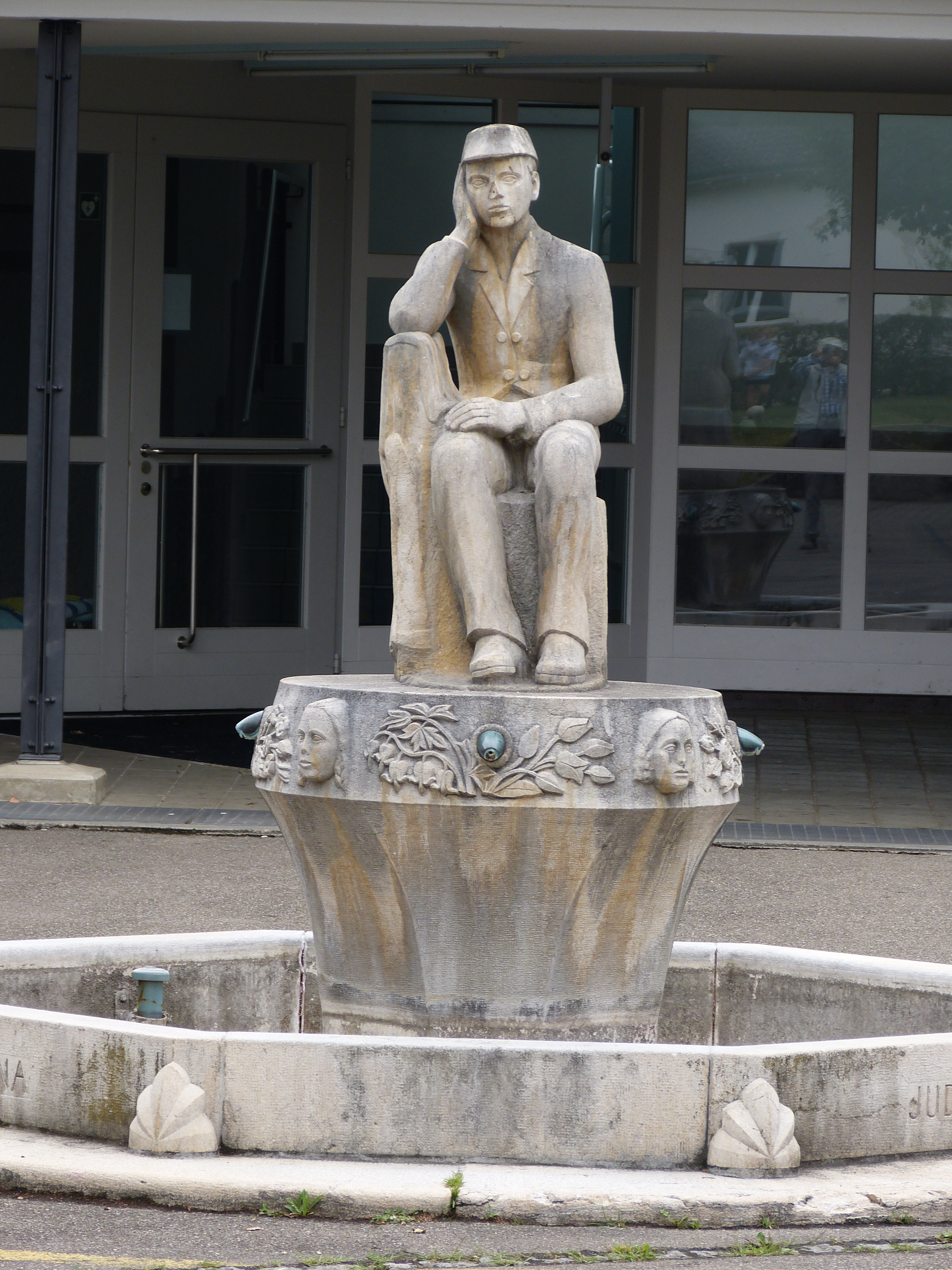
Gottfried-Keller-Brunnen in Glattfelden von Ernst Heller, 1941
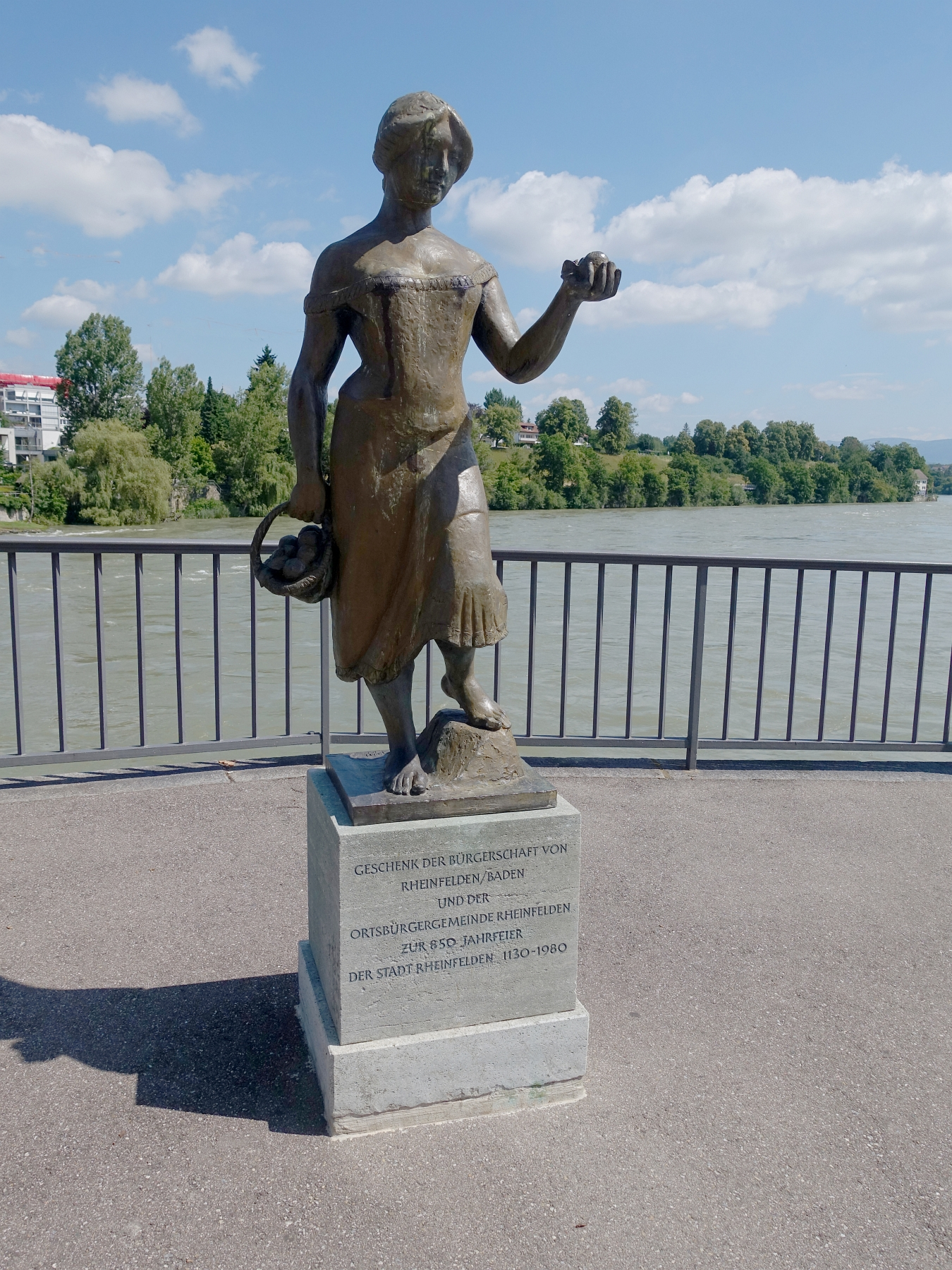
Bronzeskulptur «Judith» von Eduard Spörri, 1980, nach einer Figur aus dem Roman «Der grüne Heinrich»

## Werke

### Buchveröffentlichungen nach Erscheinungsjahr
- 1846: Gedichte.
- 1851: Neuere Gedichte.
- 1854–55: Der grüne Heinrich. Erste Fassung des Romans
  - Bd. 1. Vieweg, Braunschweig 1854. (Digitalisat und Volltext im Deutschen Textarchiv)
  - Bd. 2. Vieweg, Braunschweig 1854. (Digitalisat und Volltext im Deutschen Textarchiv)
  - Bd. 3. Vieweg, Braunschweig 1854. (Digitalisat und Volltext im Deutschen Textarchiv)
  - Bd. 4. Vieweg, Braunschweig 1855. (Digitalisat und Volltext im Deutschen Textarchiv)
- 1856: Die Leute von Seldwyla. Teil I des Novellenzyklus’ (Digitalisat und Volltext im Deutschen Textarchiv)
 mit den Erzählungen: Pankraz, der Schmoller | Romeo und Julia auf dem Dorfe | Frau Regel Amrain und ihr Jüngster | Die drei gerechten Kammmacher | Spiegel, das Kätzchen. Ein Märchen
- 1860: Das Fähnlein der sieben Aufrechten.
- 1872: Sieben Legenden. Novellenzyklus (Digitalisat und Volltext im Deutschen Textarchiv)
- 1873–1874: Die Leute von Seldwyla. Teil I des Zyklus’ unverändert, Teil II mit den Erzählungen:
Kleider machen Leute  | Der Schmied seines Glückes | Die mißbrauchten Liebesbriefe | Dietegen | Das verlorene Lachen
- 1877: Züricher Novellen. Novellenzyklus mit den Erzählungen:
Hadlaub | Der Narr auf Manegg | Der Landvogt von Greifensee | Das Fähnlein der sieben Aufrechten  | Ursula
- 1879–1880: Der grüne Heinrich. Zweite Fassung des Romans.
- 1881: Das Sinngedicht. Novellenzyklus (Digitalisat und Volltext im Deutschen Textarchiv)
mit den Erzählungen: Von einer törichten Jungfrau | Regine | Die arme Baronin | Die Geisterseher | Don Correa | Die Berlocken.
- 1883: Gesammelte Gedichte.
- 1886: Martin Salander. Roman.

### Gesamtausgaben
- Gesammelte Werke. 10 Bände. Wilhelm Hertz, Berlin 1889 (letzte von Keller autorisierte Werkausgabe).
  - Bd. 1: Der grüne Heinrich 1/2 (Digitalisat)
  - Bd. 2: Der grüne Heinrich 2 (Digitalisat)
  - Bd. 3: Der grüne Heinrich 4 (Digitalisat)
  - Bd. 4: Die Leute von Seldwyla 1 (Digitalisat)
  - Bd. 5: Die Leute von Seldwyla 2 (Digitalisat)
  - Bd. 6: Züricher Novellen (Digitalisat)
  - Bd. 7: Das Sinngedicht. Novellen. Sieben Legenden (Digitalisat)
  - Bd. 8: Martin Salander (Digitalisat)
  - Bd. 9: Gesammelte Gedichte 1 (Digitalisat)
  - Bd. 10: Gesammelte Gedichte 2 (Digitalisat)
- Sämtliche Werke. Auf Grund des Nachlasses besorgte und mit einem wissenschaftlichen Anhang versehene Ausgabe. 22 Bände. Hrsg. von Jonas Fränkel und (ab 1942) Carl Helbling. Benteli, Bern / Zürich 1926–1949. (Erste textkritische Ausgabe. Fränkels wichtigste philologische Leistung ist die Rekonstruktion des originalen Textes der Kellerschen Gedichte von 1846).
- Sämtliche Werke. 8 Bände. Aufbau, Berlin 1958.
  - Bd. 1. Gedichte
  - Bd. 2. Gedichte
  - Bd. 3. Der grüne Heinrich
  - Bd. 4. Der grüne Heinrich
  - Bd. 5. Martin Salander
  - Bd. 6. Die Leute von Seldwyla
  - Bd. 7. Züricher Novellen
  - Bd. 8. Kleine Schriften
- Gesammelte Werke. 3 Bände. Winkler, München 1972.
  - Bd. 1: Der grüne Heinrich. Nach dem Text der Ausgabe von 1879/80.
  - Bd. 2: Erzählungen.
  - Bd. 3: Die Leute von Seldwyla / Gesammelte Gedichte.
- Historisch-Kritische Gottfried Keller-Ausgabe (HKKA). 32 Bände in vier Abteilungen. Hrsg. von Walter Morgenthaler et al., Stroemfeld, Basel / Frankfurt a. M. sowie Verlag Neue Zürcher Zeitung, Zürich seit 1996. Zu den Editionsprinzipien und zum Aufbau siehe Projektbeschreibung (HKKA). Abteilungen:
  - Abteilung A: Gesammelte Werke (entsprechend der von Keller autorisierten Ausgabe von 1889)
  - Abteilung B: Sonstige Publikationen (inklusive frühe Druckfassungen von Der grüne Heinrich), Gedichte 1846, Neuere Gedichte (1851/54)
  - Abteilung C: Nachgelassene Texte (inklusive Schreib- und Notizbücher)
  - Abteilung D: Apparate zu Abteilung A bis C

Sammelausgabe von Kellers Briefen
- Jonas Fränkel (Hrsg.): Gottfried Kellers Briefe an Vieweg. Zürich und Leipzig 1938.
- Carl Helbling (Hrsg.): Gottfried Keller. Gesammelte Briefe. Vier Bände. Benteli, Bern 1950–54. (In den Einzelnachweisen als Gesammelte Briefe).